# 台湾
台湾（たいわん、繁体字: 臺灣／台灣; 拼音: Táiwān; 注音: ㄊㄞˊㄨㄢˉ）は、太平洋東部に位置する島（台湾島）、及びそれを中心とした地域の名称であり、別称としてフォルモサ（葡: Formosa、繁: 福爾摩沙）がある。全域が中華民国の実効支配下にある。

## 概要

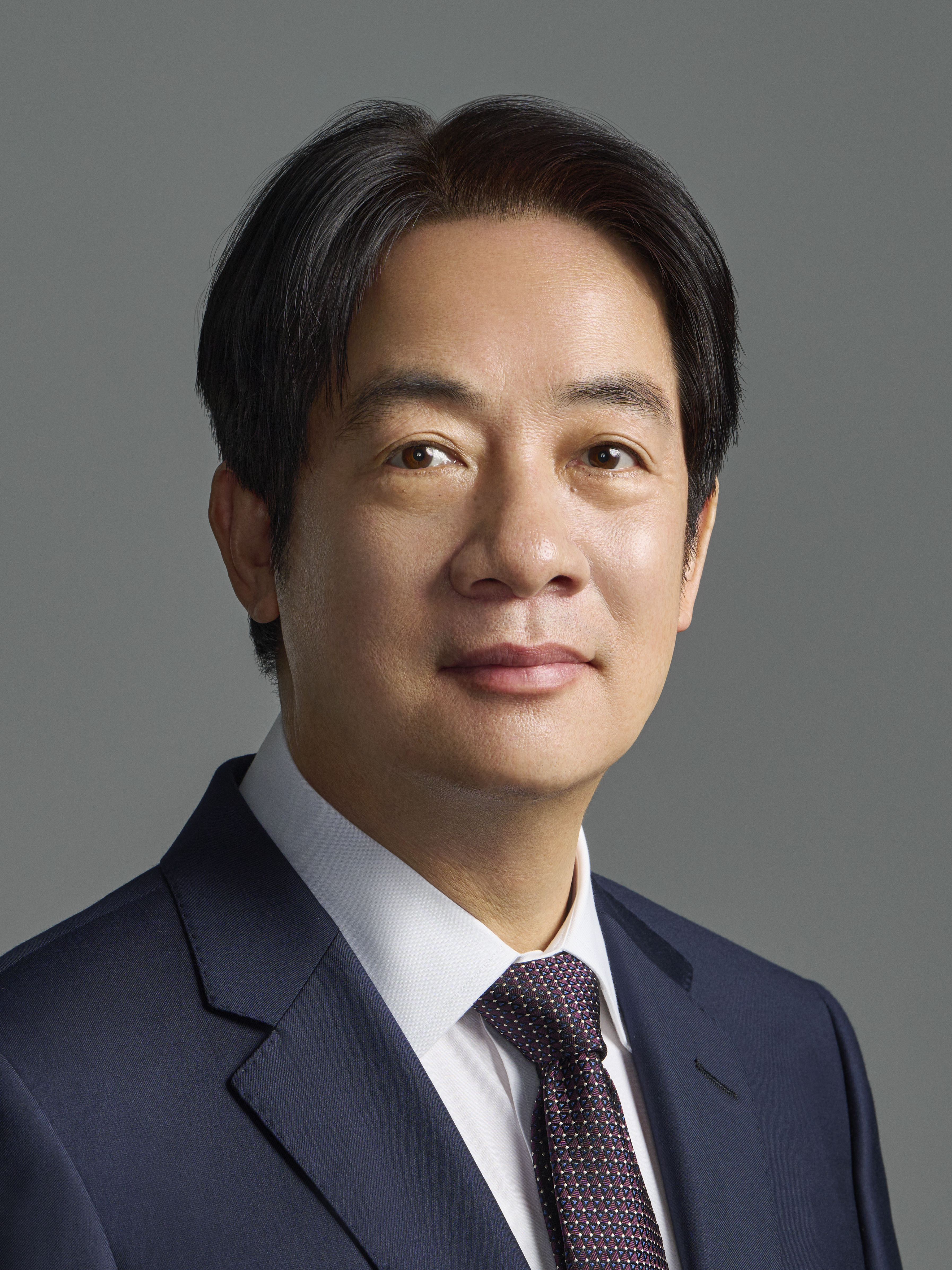
現総統賴清德。

台湾島の面積は日本の九州よりやや小さく、海を隔てて北東に日本、南にフィリピン、北西に中国大陸（正式名称：中華人民共和国）がある 。
首都である台北をはじめ、新北、桃園、台中、台南、高雄の6つの直轄市は合わせて「六都」と呼ばれ、台湾の大都市圏を構成している。
監察院によると、台湾総人口のうち約96.42%は漢民族であり、約2.48%が原住民（台湾の先住民族）、そのほか約1.1%が戸籍を持つ外国人である。行政院によると、1997年に施行された憲法増修条文において、中華民国政府は多民族間の共存共栄を「基本国策」として明記し、さらに推進をしている。
歴史上、台湾はさまざまな勢力の支配下に置かれ続けてきた。16世紀以前は原住民のみが住んでいた。その後、17世紀前半のスペインとオランダ、1662年から1895年までの明や清などの中華王朝、1895年から1945年までの大日本帝国、1945年以降の中華民国による統治を経ていた。こうした背景は「台湾人」というアイデンティティの複雑性に寄与している。
経済は、半導体や人工知能、集積回路、ウェハー、ビデオカード、CPU、ノートパソコン、スマートフォンをメインとして、ハイテク、IT産業、電子工学の分野で世界の最先端となっている。台湾製品は世界で高いシェアを占めるため、中国、日本、アメリカ、スイス、インドに次ぐ世界第6位の外貨準備高を有している。また、1人当たり実質GDPは高く、2009年からは日本を上回り、2023年現在では日本の1.4倍程度となった。IMF（国際通貨基金）の統計によると、2024年以降、1人当たり名目GDPも正式的に日本を上回った。
台湾の標準語は、中国語の一種で「国語」と呼ばれ、中国の標準語「普通話」とは多少の差異があるものの、意思疎通が可能である。国語と普通話の最大の違いは漢字にあり、中国では「簡体字」を使用するのに対し、台湾では「繁体字」が用いられる。この繁体字は日本の旧字体に近いが、一部の字体や用字法が異なる。また、台湾で最も話されているのは前述の国語ではなく、「台湾国語」と「台湾語」である。台湾国語は国語を基礎に台湾語、客家語、日本語、オランダ語、原住民語の要素が取り込まれて形成された多民族間の共通語である。台湾語は台湾総人口の約7割を占める閩南人の言葉であり、中国語とは大きく異なる。

## 台湾の定義

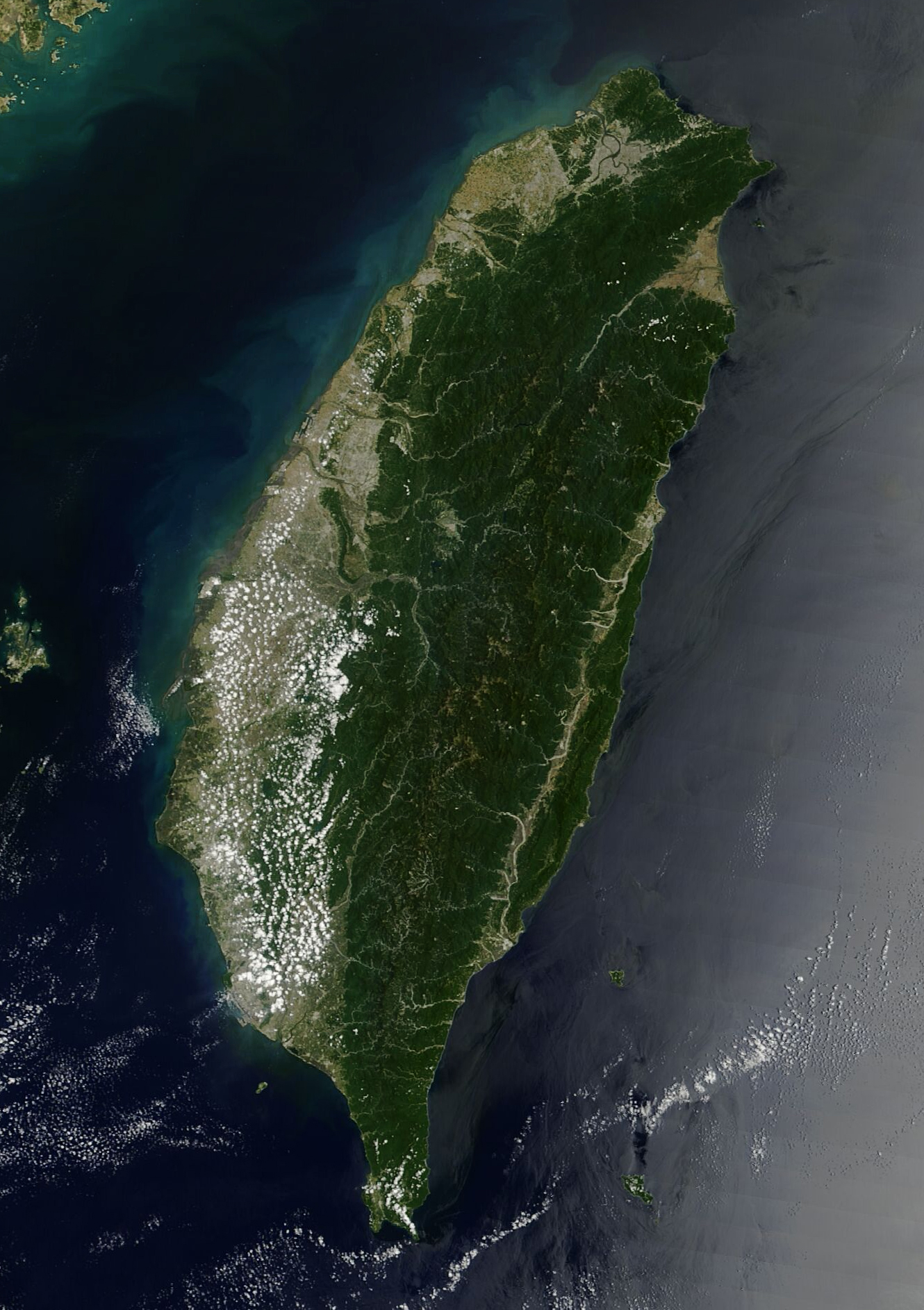
台湾東部の大部分は山地であり、西部は緩やかに傾斜した平野である。澎湖県は本島西方に位置する。

「台湾」という地域名が指す範囲はさまざまであり、定義に関する定論が無い。以下に主な4つの例を挙げる。
例1. 「島嶼」としての台湾
台湾島のみを指す。総面積は35,886 km2 (13,856 sq mi)。
例2. 「列島」としての台湾
台湾島を中心として蘭嶼など77の付属島嶼からなる。総面積は35,980 km2 (13,892 sq mi)。
例3. 「狭義の地域概念」としての台湾
1885年に清朝が新設した福建台湾省に属し、1895年から1945年まで日本が統治していた地域を指す。具体的には、台湾島とその付属島嶼、および澎湖諸島から構成されている。総面積は36,015 km2 (13,905 sq mi)。
例4. 「広義の地域概念」としての台湾
中華民国政府が1955年以降も引き続き実効支配している地域を指す。具体的には、台湾島とその付属島嶼、澎湖諸島、中国大陸沿岸の馬祖列島・烏坵島・金門島、南シナ海の東沙諸島・太平島・中洲島から構成されている。総面積は36,197 km2 (13,976 sq mi)
『中華民国憲法増修条文』上における公式な名称は「中華民国自由地区」。法令・公文書などでは、他に台湾地区、台閩地区、台澎金馬とも表記される。なお、福建省に属する島々を狭義の地域としての台湾と区別して金馬地区（きんばちく、金門島と馬祖列島の頭文字に由来）と呼称することもある。この範囲は、国共内戦の結果、中華民国が1955年に浙江省・大陳列島の領有権を喪失したことで確定した。現在に至るまで国共内戦は、公式な終戦・停戦が為されていないが、これ以降中華民国政府の実効支配範囲に増減は生じていない。

## 名称の由来
台湾の語源は不明確で、原住民シラヤ族の言語の「Tayouan（ダイオワン、来訪者）」という言葉の音訳とも、また、「海に近い土地」という意味の「Tai-Vaong」や「牛皮の土地」という意味の「Tai-oan」、「人間の場所」という意味の「Tayw-an」とも言われている。大員（台湾語発音：Tāi-uân）（現・台南）が「ダイワン」と呼ばれており、そこにオランダ人が最初に入植したためとも見られている。いずれにしても原住民の言葉が起源とみられ、漢語には由来していない。中国の文献に台湾が台湾（台湾語発音：Tâi-uân）と呼称されるようになったのは清朝が台湾を統治し始めてからのことである。

### 別称
台湾島には、フォルモサ(Formosa) という別称があり、現在でも欧米諸国を中心に使用されることがある。これは「美しい」という意味のポルトガル語が原義であり、16世紀半ばに初めて台湾沖を通航したポルトガル船のオランダ人航海士が、その美しさに感動して「Ilha Formosa（イーリャ・フォルモーザ＝美しい島）」と呼んだことに由来するといわれている。なお、フォルモサの中国語意訳である「美麗島」や、音訳である「福爾摩沙」を台湾の別称として用いることもある。
かつて日本では高山国（こうざんこく）、もしくは高砂国（たかさごこく）と呼んだ。これらは商船の出入した台湾島西南岸の「打狗山」（現・高雄）が由来の「タカサグン」がなまったものと思われる。正式な使節ではないが、タイオワン事件に関して、原住民が高山国からの使節として江戸幕府3代将軍徳川家光に拝謁したこともある。

### 中国による呼称の変遷
『漢書地理志』の中に「会稽海外有東鯷人、分為二十余国、以歳時来献見……」との記載があり、一部の学者は東鯷とは台湾を指す名称であると主張している。しかし漢代の中心地は中原と呼ばれる、長安および洛陽を中心とする地域であり、福建省や広東省の沿岸地帯（河洛）にまで至ることは非常に稀であった。ゆえにその東岸にある島嶼を正確に記録したとは考えにくく、東鯷とは海上の島嶼群を漠然と示した名称であると考えられ、台湾の呼称と即断することは困難である。
三国時代には、沈瑩著『臨海水土志』と陳寿著『三国志』呉志の孫権伝の部分に記述が見られる。『孫権伝』にも似たような記録がある。これらの場合の夷州は台湾島の特徴に合致する。またこのような島嶼は中国南部の沿岸には台湾島以外に見当らないため、この時代には中国文明が台湾を認識していたと考えられている。
隋末から宋までの600年間、中国の文献の中で台湾の記事が出現しない空白期間を迎える。元代になると再び記録に台湾が出現するようになる。明代の記録である『東西洋考』『閩書』『世法録』では台湾を東蕃、と呼んでいる。周嬰在が表した『東蕃記』では台員、何喬遠が表した『閩書島夷誌』では大員、張燮の『東西洋考』では大円、何喬遠の『鏡山全集』では台湾、沈鉄的奏折の中では大湾のように様々な呼称が与えられている。また福建沿岸の民衆は台湾南部を毗舍耶、中原の漢族は台湾北部を小琉球と呼んでいる。
明の太祖・朱元璋の時代になると、琉球という呼称は沖縄・台湾双方を指す語として使われ続けたため、両者の区別に混乱が生じた。沖縄を大琉球、台湾を小琉球と呼ぶようになるが、その後名称に混乱が生じ、小東島、小琉球、雞籠、北港、東番のような名称が与えられていた（地理そのものが知られていなかったので、これらが台湾島を指す概念であるか不明）。明末に鄭成功が台湾に建てた鄭氏政権時代になると、鄭氏政権は台湾を「東都」「東寧」などと呼ぶようになった。なお、「大員Tai-uan/ダイワン」の呼称が用いられるようになると、いつしか台湾近くにある琉球嶼（屏東県琉球郷）を指して「小琉球」と呼ばれるようになり、台湾と琉球嶼との間で両者の区別に混乱が生じている例もある。

## 歴史

### 清代以前
最古の遺物は、台東県長浜郷で発見された旧石器時代の長浜文化の打製礫器で、15,000年から5,000年前のものとされる。16世紀以前の台湾島にはオーストロネシア系の台湾原住民が居住していたが、統一的な国家や文化が形成されることはなく、南部に大肚王国という地方政権が存在するのみで、対外関係もほとんどなかった。16世紀になると中国大陸人の漁師や貿易商、海賊などが台湾を訪れるようになり、移住者も出てきた。
17世紀前半になると、ポルトガルやスペイン、オランダなどの西洋諸国が台湾に進出し、キリスト教の教会や赤崁楼に代表される洋風の赤レンガ建築を多く建設した。抵抗する原住民もいたが、何度か虐殺された。1642年にはオランダがスペインを追い出し、台湾はオランダ統治下となった。オランダ文化を中心に西洋文化を取り入れ、現金経済が導入されるなどした。なお、この頃の日本では台湾は「高山国」として知られ、江戸時代には出兵もあったが失敗に終わっている。
1662年、漢人の鄭成功は台湾のオランダの植民者たちを追放し、台湾島を南明（明朝再興派）の拠点とし、台湾初の漢人政権である東寧王国を樹立した。1683年には、漢民族国家の明に取って代わった満洲民族国家の清は東寧王国を征服し、台湾を福建省の一部として併合した。1662年から19世紀にかけて、中国大陸から多くの漢人が台湾島へ移住した。その結果、漢人の人口は増加し、原住民の総数を超えて台湾の過半数を占める民族集団となった。仏教や道教、中華料理、繁体字といった中華文化も、この時期に台湾へ持ち込まれていた。

### 日本統治時代

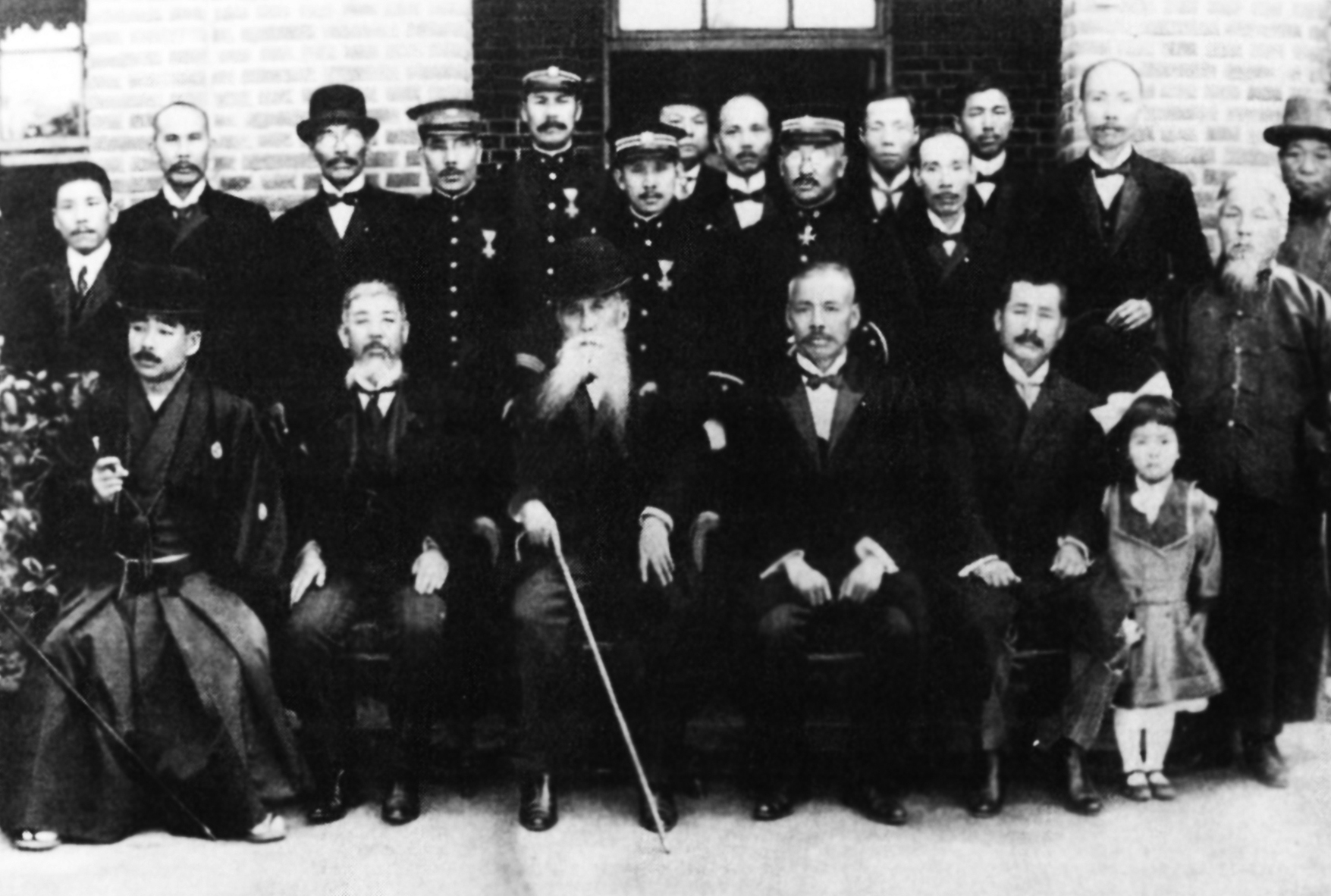
板垣退助、林献堂（後列右から2人目）台湾にて撮影

1895年、日本が日清戦争で清に勝利し、結果として下関条約が締結されると、台湾島・澎湖諸島は日本初の植民地となった。初期には激しい抵抗運動が見られ、台湾民主国の設立などもあったが、いずれも武力で制圧された。占領後も台湾に残った現地人に日本国籍を与えられ、同化政策が進められた。なお、山岳原住民は人ではない「蛮族」として半動物に分類され、財産権はなく、辺鄙な地域に移動させられた。統治下では他にも、教育・衛生・インフラ・経済システムなどの面で台湾の近代化を大きく推進させた。また、神社や和風の木造建築が建設された。
日本人の入植者は徐々に増え、最終的には約35万人になっていた。第二次世界大戦では日本軍の南進の拠点となり、大きな役割を果たした。台湾人は日本軍として戦闘に参加し、推計約3万人が死亡又は行方不明になった。また、1,000～2,000人の台湾人女性が慰安婦になったとされる。日本軍が劣勢になった1944年後半以降は米軍の爆撃を受け、16,000～30,000人の民間人が亡くなった。

### 中華民国統治時代
中華民国は1943年にカイロ宣言で台湾（台湾島・澎湖諸島）を「日本が清から盗取した、中華民国に返還すべき地」と定めた。第二次世界大戦の末、1945年に日本は連合国に降伏し、台湾は中華民国国民政府の統治下に入った。中華民国は台湾総督府を解散させ、台湾島と澎湖諸島を合わせて「台湾省」として中華民国に編入した。これを台湾光復と呼ぶ。
しかし中華民国は1949年に第二次国共内戦で中国共産党に敗れ、ほとんどの大陸の領土を失って台湾に撤退した。最終的に中国大陸の領土は金門島・馬祖島の2つしか維持できず、政府を中国大陸の南京から台湾の台北へと移転した。このとき、人口600万であった台湾に100万人の外省人が流れ込んでいる。こうして中華民国は「日本から接収した台湾省の台湾島・澎湖諸島」と「もともと中国領だった福建省の金門島・馬祖島」の4つの地域で構成され、いわゆる「台湾地区（台澎金馬）」となった。1951年のサンフランシスコ講和条約では、中華人民共和国・中華民国いずれも招かれず、日本は台湾と澎湖諸島の全ての権利を放棄するとしただけで返還先は明示しない形となった。台湾人も中華民国の体制下で「台湾」と「中華民国」の間でアイデンティティが揺らいでいる。このような歴史から、現在の台湾は「中華民国」という国名で国際社会に存在している。
中国国民党の台湾進出は当初台湾人に歓迎されたが、国民党は"外省人"として高官職を独占し、"本省人"である台湾人を支配した。さらに、日本資産の接収に係る不正やインフレの発生により台湾人の不満は蓄積していき、1947年に二・二八事件が発生した。これをきっかけに政府の弾圧は厳しさを増し、38年間にわたる戒厳令時代へと突入した。大陸への反攻に関しては、1950年代に二度の台湾海峡危機が起きたのち、1962年に失敗した国光計画が最後の衝突となっている。1963年に蒋介石は一線を退いた。
1971年7月、ニクソン米大統領が対ソ連策として米中接近を発表した。同年10月25日、国連における中国の議席はアルバニア決議によって中国共産党の中華人民共和国へ継承されることになり、中華民国政府はこの決議に抗議して国連から脱退した。この決議によれば、中華民国の「中国を代表する資格」は中華人民共和国に継承されたが、「中華民国の領土」や「台湾の帰属」に関しては何の法的結論も出さないとされた。しかし、中華人民共和国側は一つの中国方針に基づき、「アルバニア決議で中華人民共和国が中華民国の立場を継承した。さらにカイロ宣言に基づいて台湾は日本から中華民国に返還されたのだから、台湾全域は中華人民共和国の台湾省である」と主張している。ここから発生した台湾と中国の間の論争を総じて「台湾問題」と呼ぶ。日本は、1972年9月田中角栄内閣の下で中華人民共和国と国交を結ぶ（日中国交正常化）。1979年、米国も中国との国交を断交する。
台湾を「中華民国の本土と見なすか否か」、また「台湾独立、華独、台湾の定義、台湾地位未定論、法理独立、中国脅威論」などの論点をめぐり、台湾本土派の民主進歩党と中国大陸から渡った中国国民党は1990年代から厳しい対立を始めた。1992年の台湾民主化以降、中華民国は中国大陸での主権を取り戻すことを完全に放棄し、台湾での発展のみを専念するようになった。若い世代の台湾人はこの影響を受け、中国文化よりも親しみの深い台湾の原住民文化・客家文化・閩南文化への関心が強まっている。本土派や民進党の勢力も急速に強まり、台湾では自分を中国人ではなく台湾人と認識するアイデンティティが強まっている。一方、国家選択については、独立志向が増加傾向にあるものの、全体としては現状維持が多数派となっている。
今の台湾の政局には、台湾の中華民国からの独立を目指す「泛緑連盟」と、中国大陸との統一を目指す「泛藍連盟」の二大陣営が存在している。泛緑連盟は主に民主進歩党、台湾基進、社会民主党、台湾緑党、台湾団結連盟で構成され、親米日・反中の政策を行っている。一方、泛藍連盟は主に中国国民党、親民党、台湾民衆党で構成され、親中・反米日の政策を行っている。どちらにも所属しない中立派としては、時代力量が主に挙げられる。

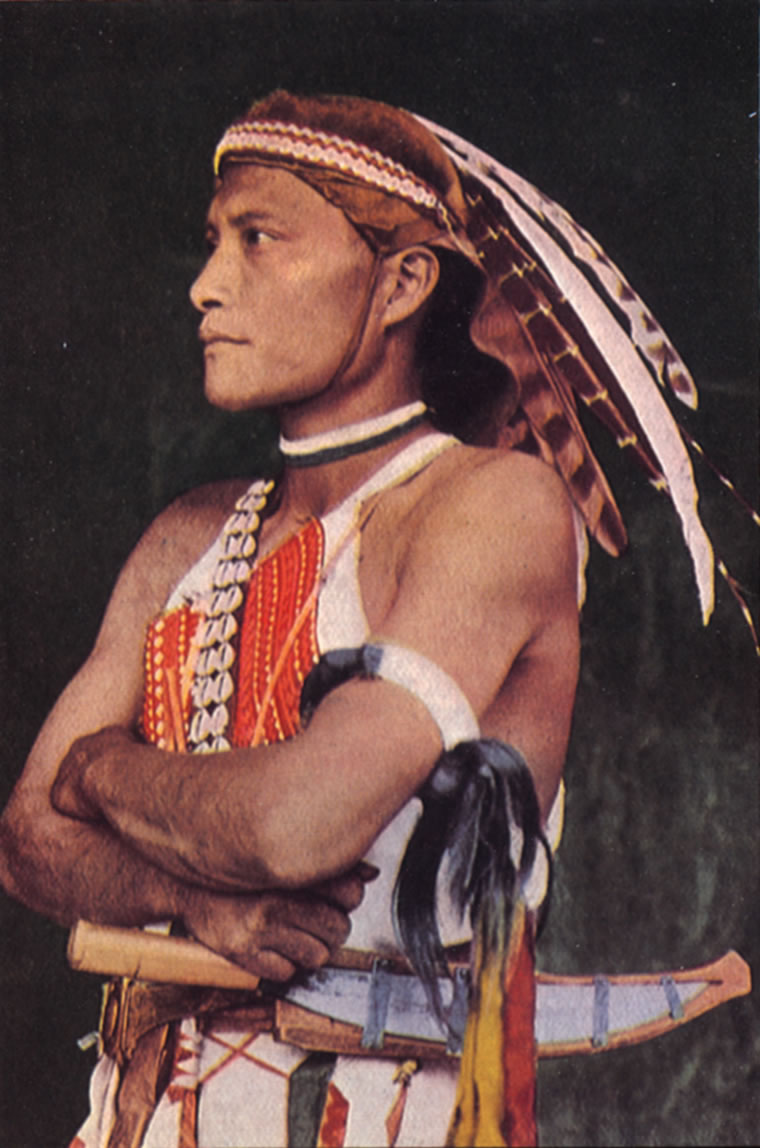
ツォウ族の青年。
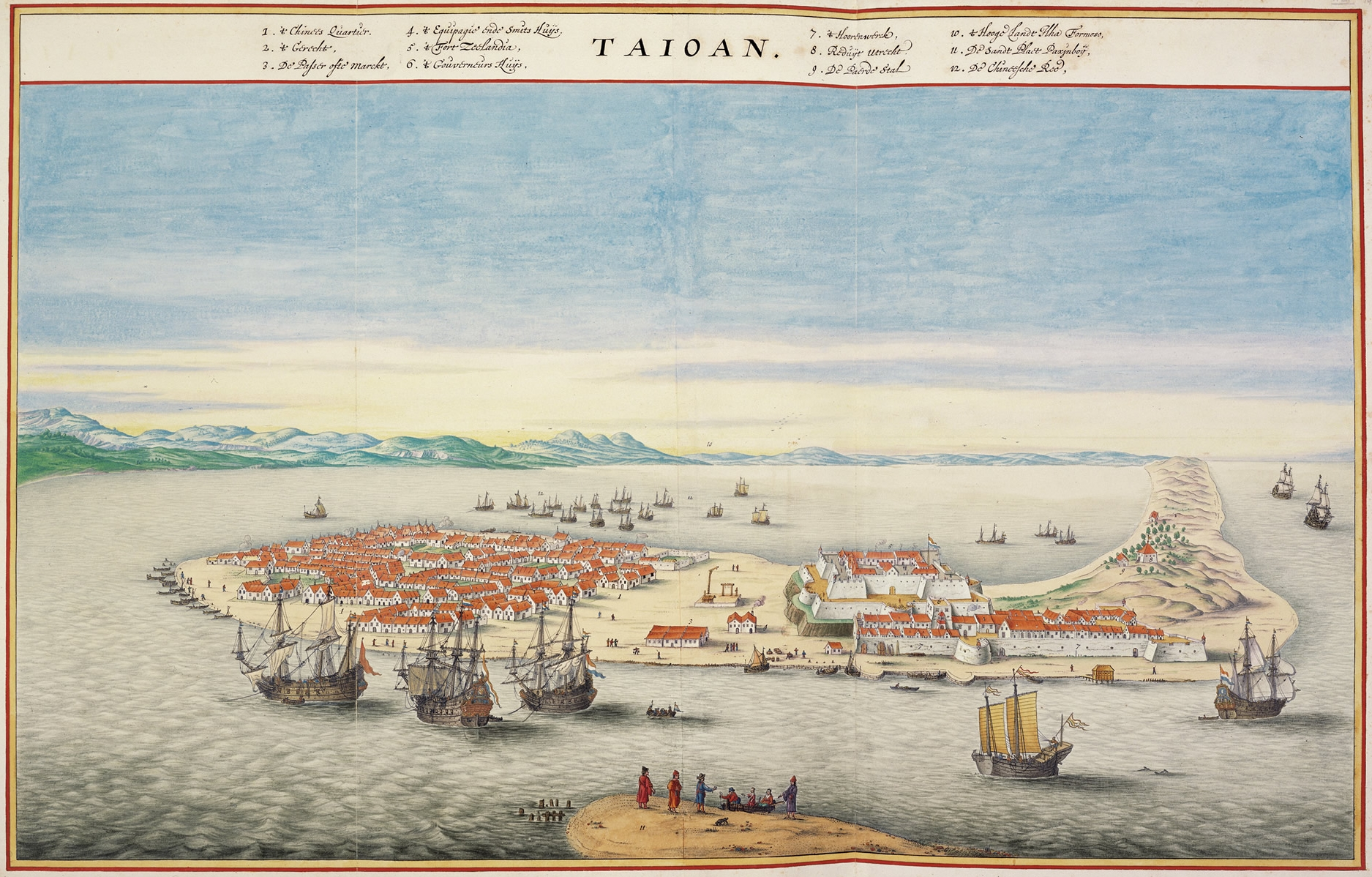
台南市の安平古堡。オランダ統治時代の台湾（1624年）
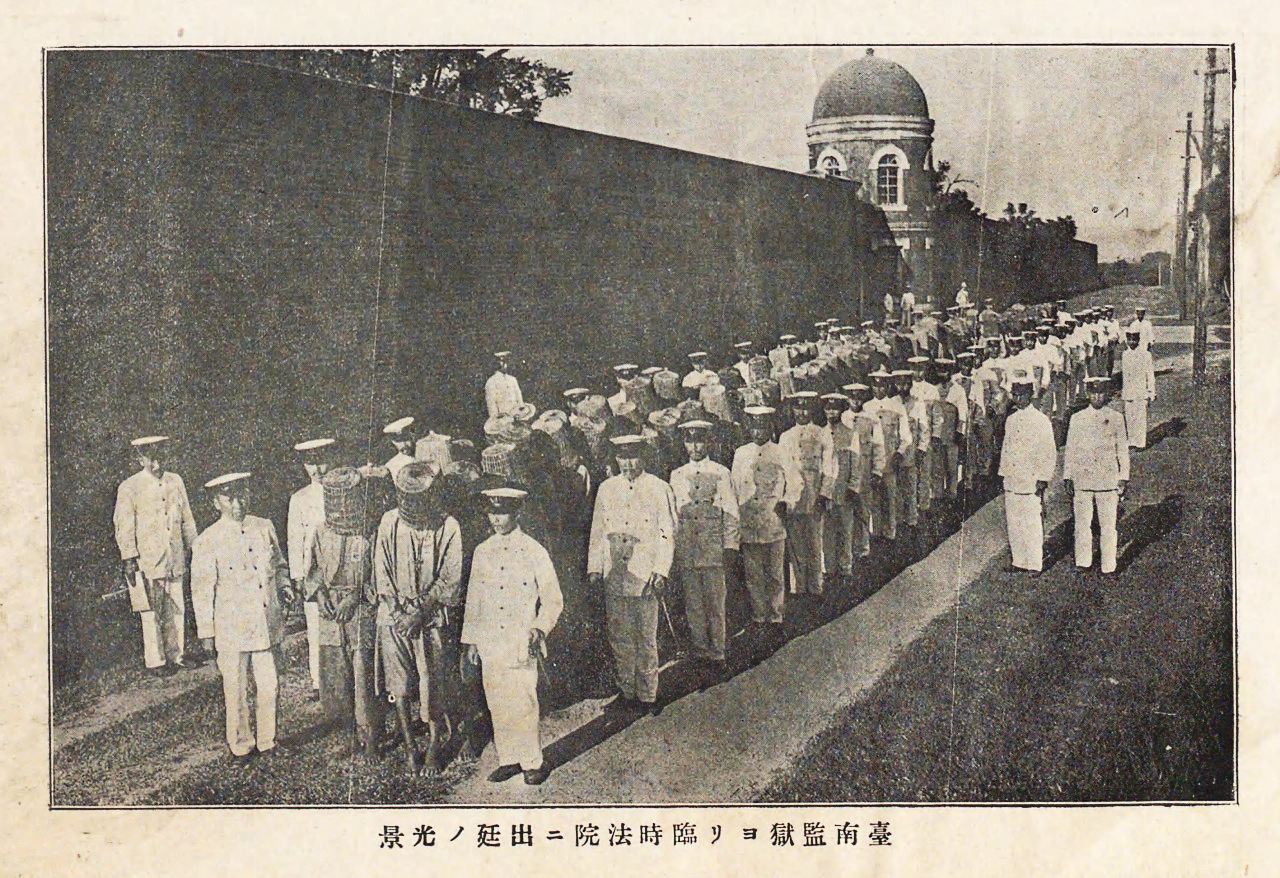
日本統治時代の台湾。1915年の西来庵事件後、台南刑務所から法院に台湾人逮捕者を押送する日本軍。
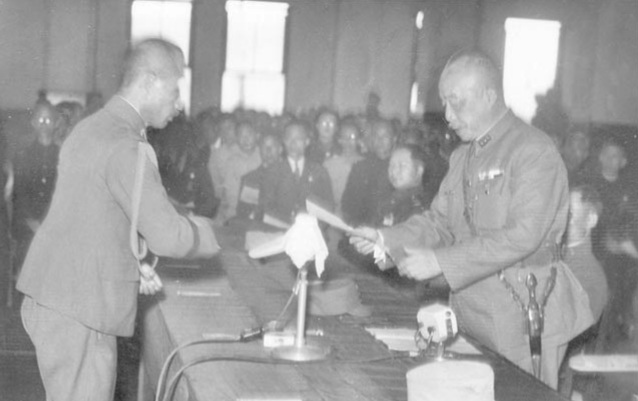
台北公会堂にて最後の台湾総督である安藤利吉 (左) から降伏文書を受理する陳儀 (右)。
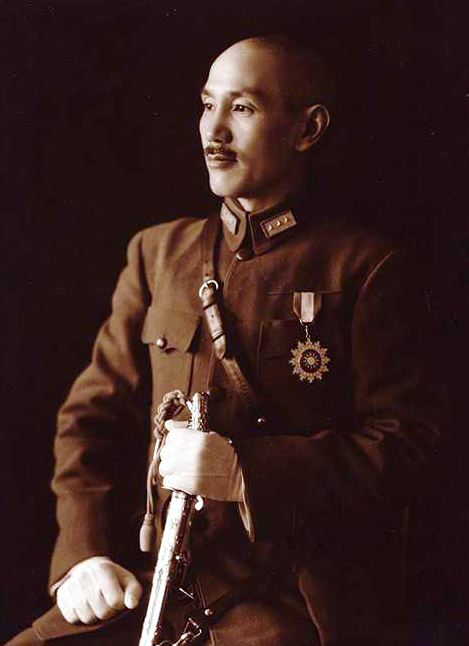
1950年から1975年の死去まで中華民国総統であった蔣介石。
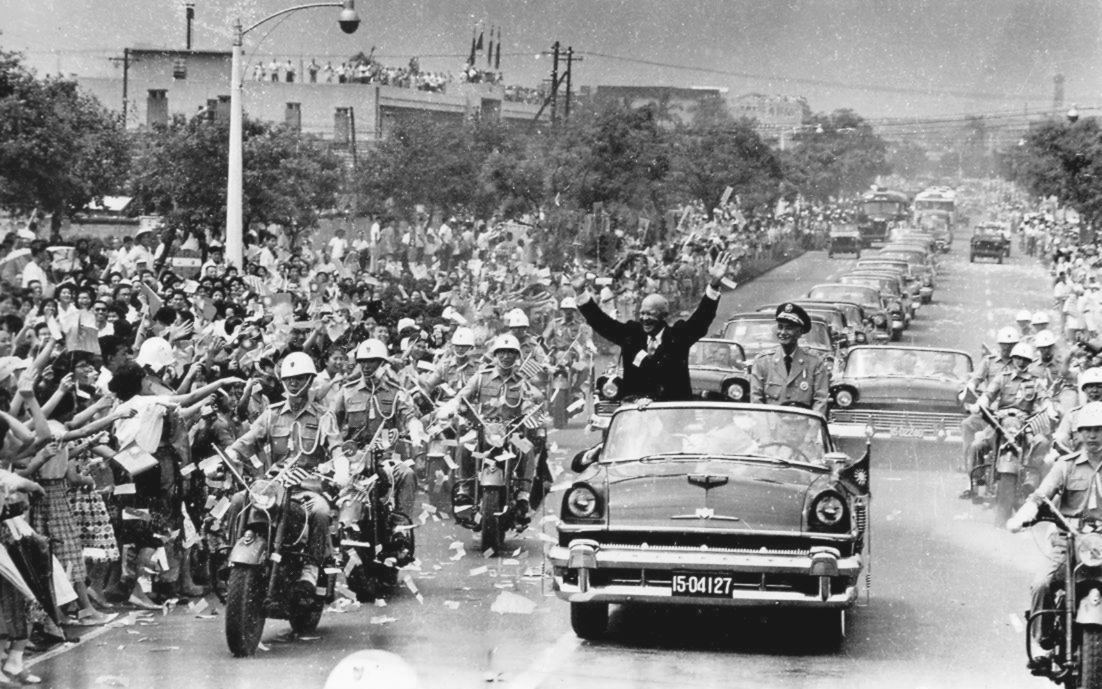
1960年6月、台北市にて蔣介石総統とともに民衆に手を振るドワイト・D・アイゼンハワー米大統領。

## 経済と人権の発展
20世紀後半に台湾は急速な経済成長および工業化を経験し、現在では先進国である。1980年代および1990年代初頭、普通選挙で複数政党制民主主義に発達した。1949年国民党政府の台湾移転に先立って戒厳令が発布され、その後白色テロとも評されるいくたの弾圧案件の基盤となっていたが、1987年7月、戒厳令は解除された。台湾はアジア四小龍の一角であり、WTOおよびAPEC加盟地域である。世界第19位の経済規模を有し、世界経済においてハイテク産業は重要な役割を担っている。
台湾は言論の自由、報道の自由、医療、公教育、経済的自由、男女平等、人間開発の観点から上位に順位付けされている。米国の国際人権団体「フリーダムハウス」が発表した2022年版の「世界の自由」報告の自由度格付けで、台湾はアジア2位となった。米国とカナダのシンクタンク、ケイトー研究所とフレーザー研究所が共同で公表した2022年人間の自由度指数は世界14位、英誌エコノミストの調査部門「エコノミスト・インテリジェンス・ユニット」（EIU）が発表した2023年民主主義指数は世界10位で、どちらもアジア最高位であった。世界で最も裕福な国トップ20では、台湾は世界で14番目に裕福な国である。
行政院主計総処（日本の総務省統計局に相当）が国民生活の豊かさを示す「人間開発指数（HDI）」を台湾に当てはめて算出した結果によると、同指数の最新の2021年ランキングで191の国・地域中トップ3はスイス、ノルウェー、アイスランドで、台湾は世界19位（0.926、超高度人間開発国である）であった。アジア太平洋地域では、台湾はシンガポール（世界12位、0.939）に次いで2番目に高い順位となった。また、台湾のジェンダー不平等指数（GII）は0.056ポイントで、161カ国中、性別による損失が少ない国として、世界8位、アジアでは首位にランクされている。
世界で最も総合的な報告書の一つである『Expat Insider 2022』によると、台湾は外国人から最もクオリティ・オブ・ライフ（生活の質、英: quality of life、QOL）が高いと判断された国の順位で世界2位となった。
国際連合（UN）と米コロンビア大学の「持続可能な開発ソリューション・ネットワーク（SDSN）」と同大学地球研究所が発表した最新の『世界幸福度報告書2018』で、台湾は世界156カ国中、世界26位に入り（昨年の世界33位から7つ順位上昇した）、アジアでは首位となった。報告書の幸福度ランキングは2012年に開始され、今回で6回目となる。報告書は156カ国を対象に、1人当たりの国内総生産（GDP）、健康寿命、困難時に信頼できる人がいるかどうか（社会的支援）、人生の選択の自由、寛容さ（寄付の広がり）、およびに政府や企業における汚職からの自由度などを手掛かりに幸福度を調査している。

## 地理

### 地形

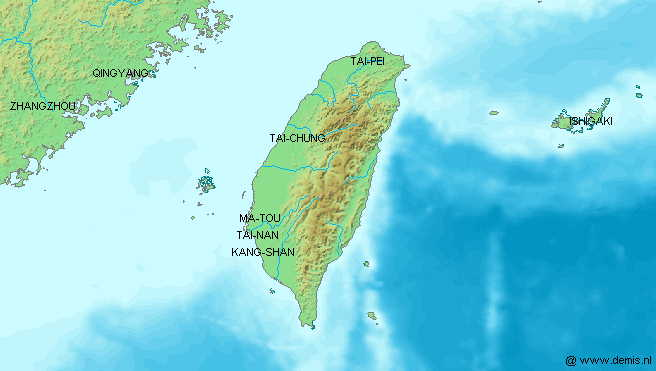
地形図

島嶼としての台湾は、台湾島とその周辺諸島（蘭嶼など）から構成されており、面積は35,980 km2 (13,892 sq mi)である。広義の地域としての台湾（台湾地区）は、台湾島とその周辺諸島、澎湖諸島、および金馬地区と東沙諸島・南沙諸島から構成されており、面積は36,193 km2 (13,974 sq mi)で、日本の九州と同程度（日本の約10分の1）の大きさである。台湾地区の面積の99％以上を台湾島が占めている。
台湾は、日本の琉球諸島（八重山列島）の西方海上に位置しており、台湾島と最も近い与那国島との距離は約110kmである。台湾島は北東部で尖閣諸島（釣魚台列嶼） と、台湾島最南端の岬である鵝鑾鼻（がらんび）はバシー海峡を隔ててフィリピンのバタン諸島およびルソン島と接している。また、台湾島西部は台湾海峡に面しており、海峡の中に澎湖諸島が、海峡を隔てた先に中国大陸がある。台湾地区西端の金馬地区は中国大陸沿岸に位置しており、中国大陸とは最大でも数十kmしか離れていない。その他、南シナ海の東沙諸島は香港の南方に、太平島と中洲島はフィリピンのパラワン島西方に位置している。
台湾最大の島である台湾島は、南北の最長距離が約394km、東西の最長距離が約144kmで木の葉のような形をしている。島の西部は平野、中央と東部は山地に大別されるが、島をほぼ南北に縦走する5つの山脈（中央山脈、玉山山脈、雪山山脈、阿里山山脈、海岸山脈）が島の総面積の半分近くを占めており、耕作可能地は島の約30%にすぎない。台湾最高峰は玉山山脈の玉山（旧日本名：新高山、海抜3,952m）であり、富士山よりも高く、同様に雪山山脈の雪山（旧日本名：次高山、海抜3,886m）など標高3,000mを超える高山が多数連なっている。また、このほかの重要な地勢としては丘陵、台地、高台、盆地などが挙げられる。なお、台湾島はフィリピン海プレートとユーラシアプレートの交差部に位置するため、日本と同様に地震活動が活発な地域である。また日本と同じ火山帯に属し、温泉も豊富にある。

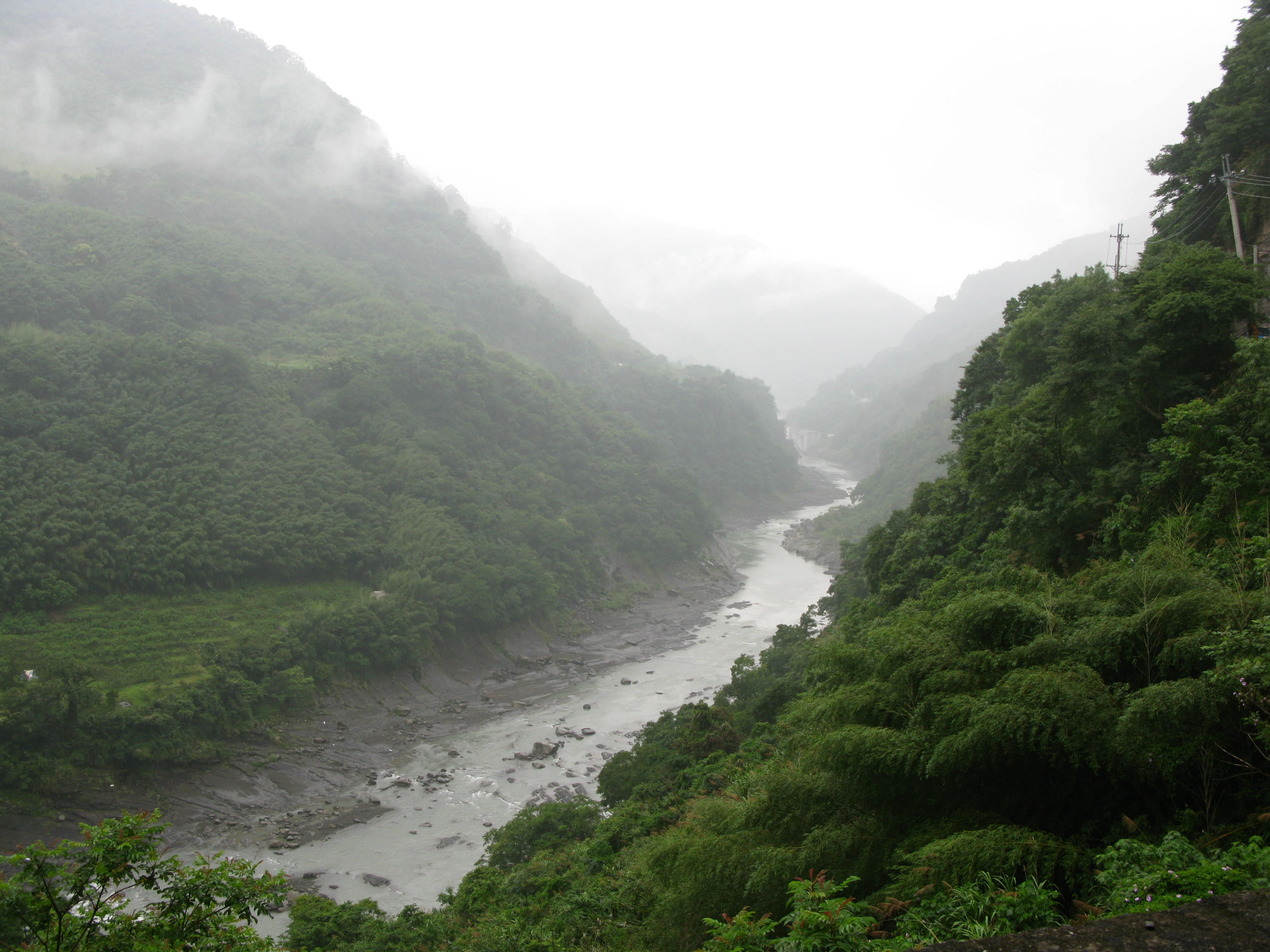
大漢渓
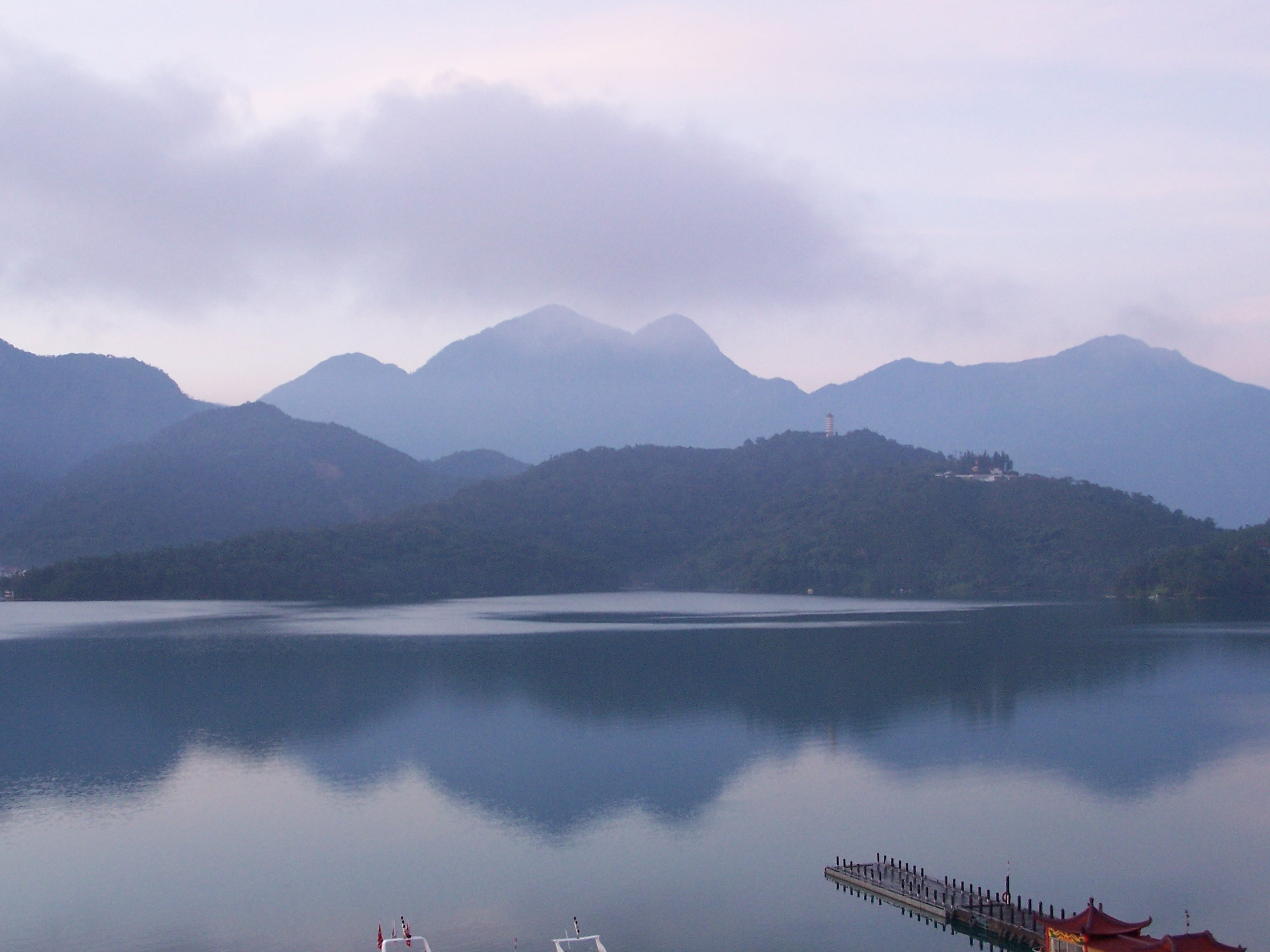
日月潭
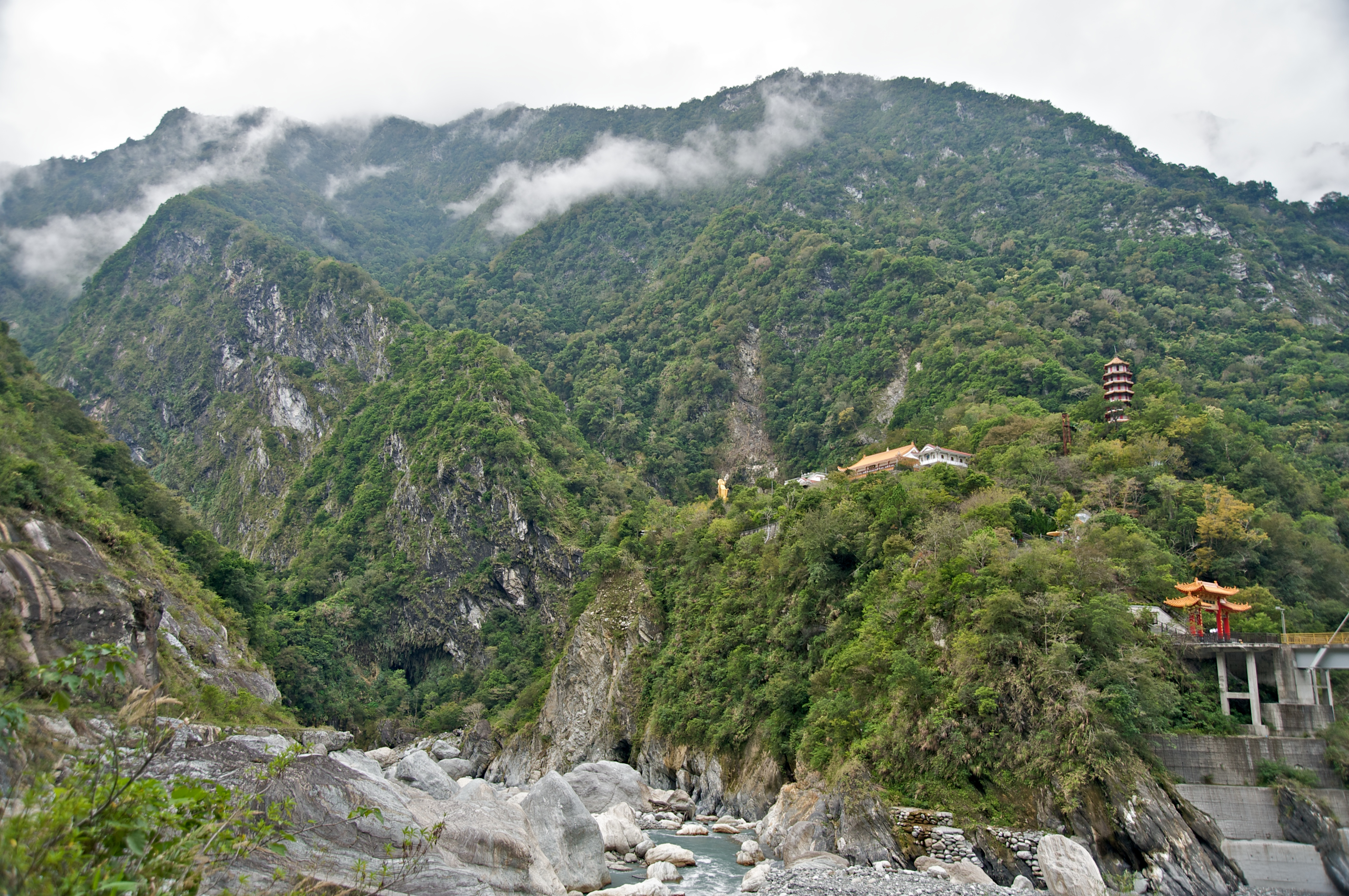
太魯閣国家公園
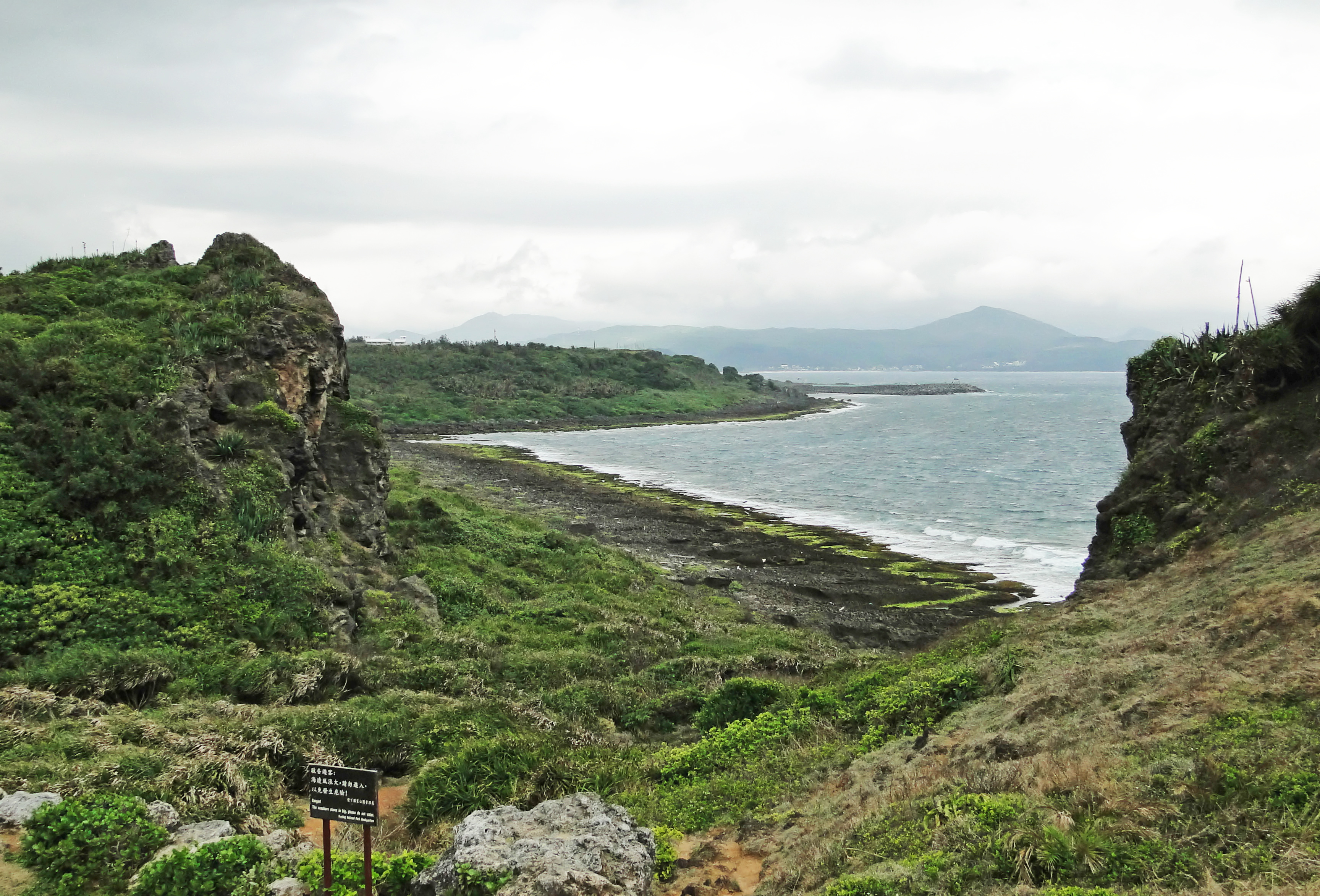
猫鼻頭岬、墾丁国家公園

### 台湾の公立公園
- 陽明山国家公園
- 雪覇国家公園
- 玉山国家公園
- 太魯閣国家公園
- 墾丁国家公園
- 金門国家公園
- 馬告国家公園（中国語版）（計画中）
- 東沙環礁国家公園
- 澎湖南方四島国家公園（中国語版）
- 台江国家公園
- 能丹国家公園（中国語版）（廃止）
- 蘭嶼国家公園（中国語版）（廃止）

### 気候
台湾のほぼ中央部（嘉義県付近）を北回帰線が通っており、北部が亜熱帯、南部が熱帯に属している。そのため、北部は夏季を除けば比較的気温が低いのに対し、南部は冬季を除けば気温が30度（摂氏）を超えることが多くなっている。台湾の夏はおおよそ5月から9月までで、通常は蒸し暑く、日中の気温は27度から35度まで上り、7月の平均気温は28度である。冬は12月から2月までと期間が短く、気温は総じて温暖であり、1月の平均気温は14度である。ただし、山岳部の高標高地帯では積雪が観測されることもある（玉山の山頂は寒帯のツンドラ気候に該当する）。
平均降雨量は年間およそ2,515mmであり、雨期に多く、また降雨量は季節、位置、標高によって大きく異なっている。台湾は台風の襲来が多く、毎年平均3 - 4個の台風に襲われている。台風で給水の大きな部分を賄っているが、同時に損壊、洪水、土砂流などの災害も発生している。1996年の台風9号や2009年の台風8号などは、豪雨をもたらした。また、台風以外にも、夏季には台湾語「西北雨(Sai-pak-hōo)サイパッホー」と呼ばれる猛烈な夕立が多い。

## 政治

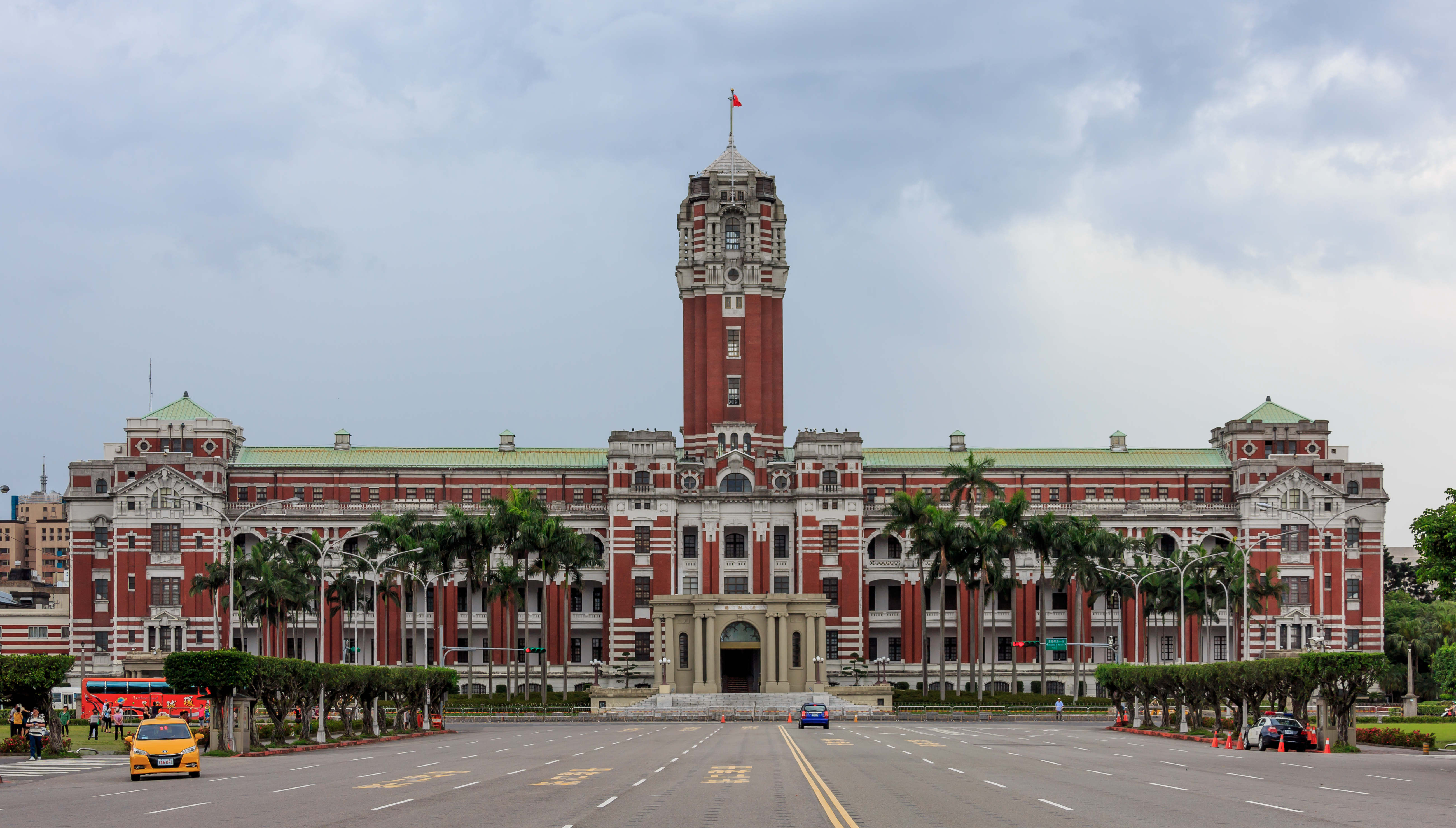
1949年以降、中華民国総統府が設置されている旧台湾総督府庁舎

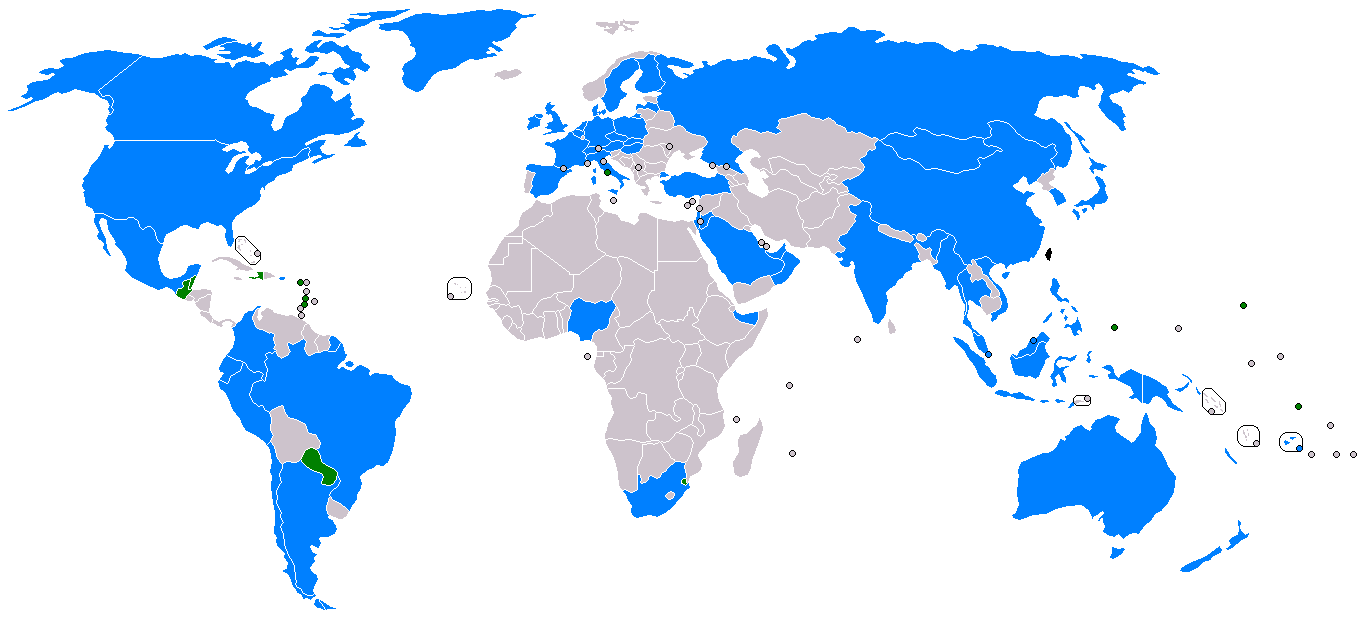
中華民国と関係を維持する国
外交関係および台北市に在外公館あり
非公式な関係あり

中華民国の法律上の領土を示した地図

司法院（国定史跡建造物）

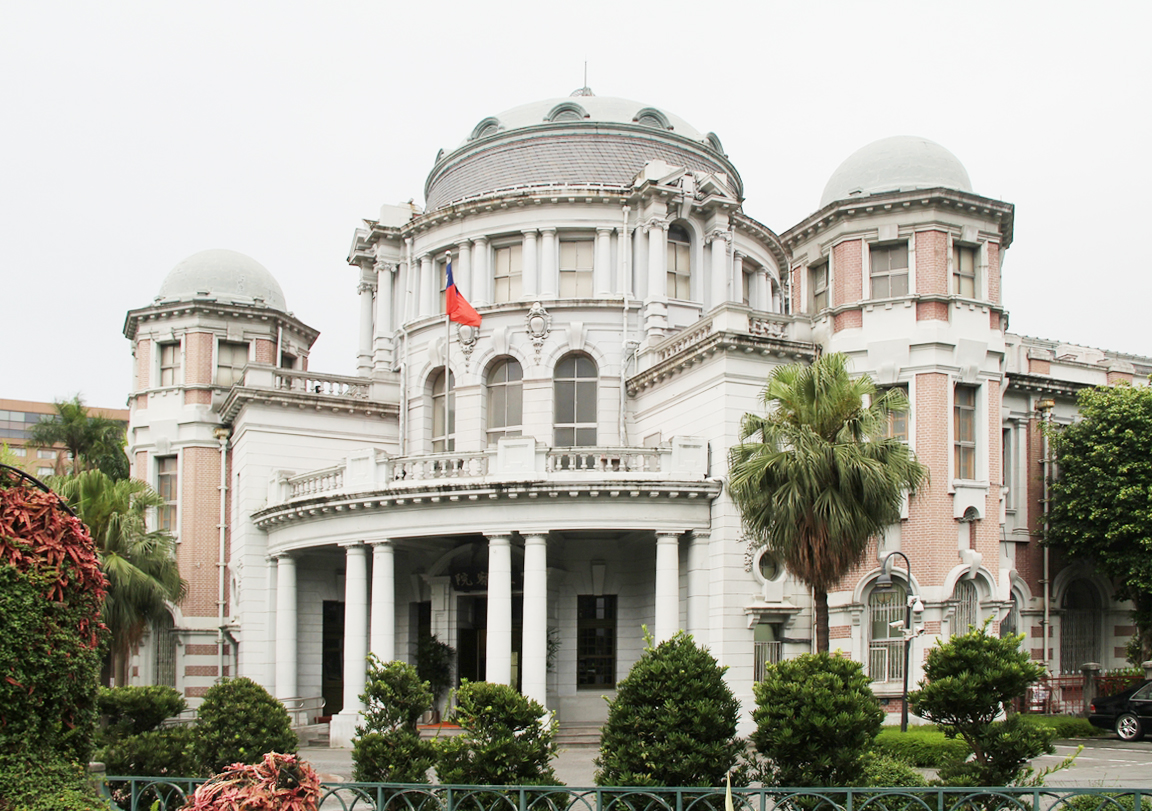
監察院

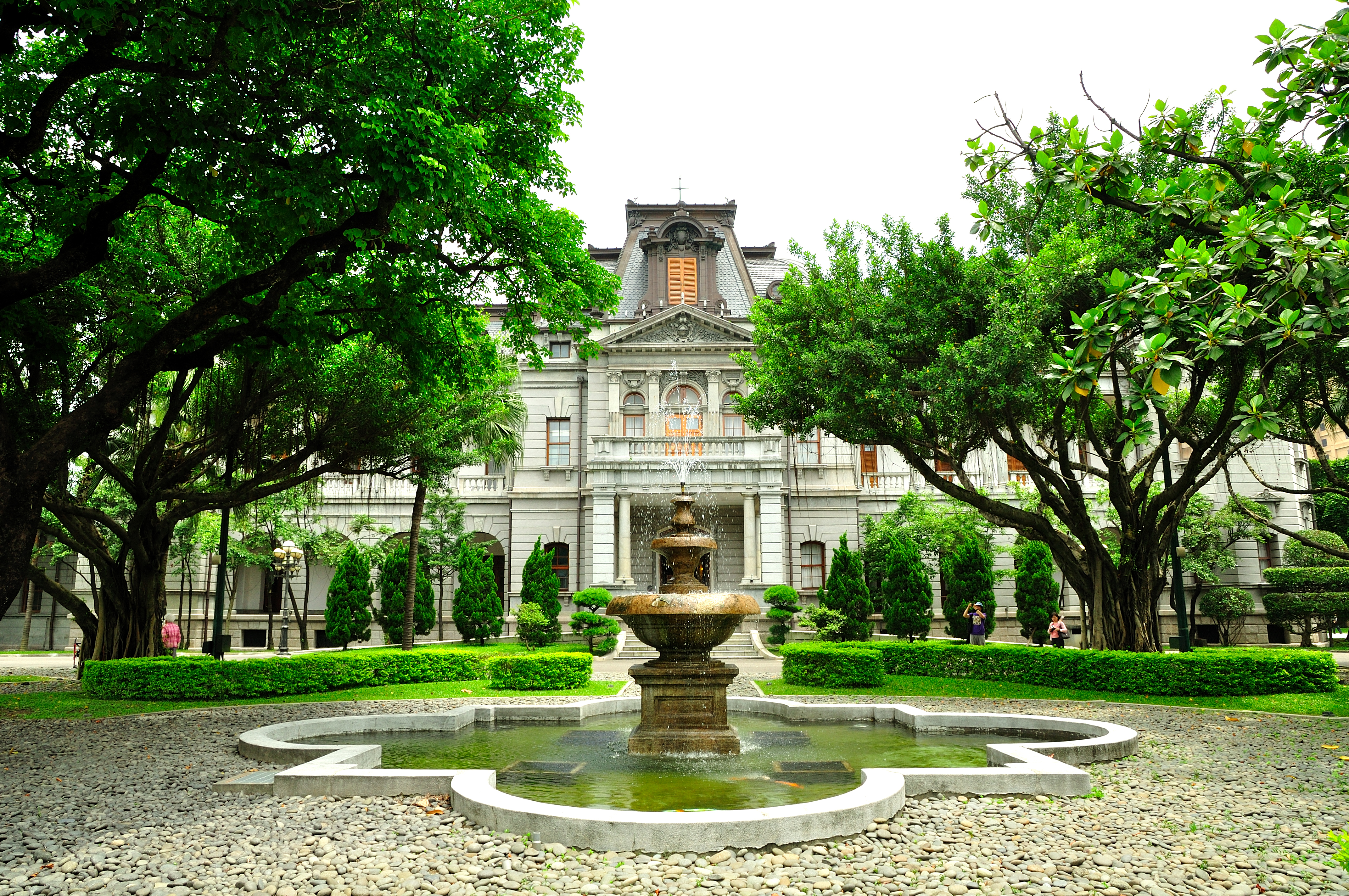
台北賓館（日華平和条約調印場）

今日の台湾における重要な政治的問題としては、台湾問題が挙げられる。
台湾問題とは、台湾地区の最終的な政治的地位および主権帰属を巡る中華民国と中華人民共和国と台湾未定論の問題である。1945年9月2日調印のポツダム宣言（第二次世界大戦終結）に伴い、中華民国の国民政府は、連合国軍の委託を受けて駐台湾日本軍の武装解除を行うために台湾へ軍を進駐させ、1943年のカイロ宣言に従い（ただし、同会談後に報道関係者向けに配布されたニュース・リリースであり無効という説もある）、1945年10月25日に台北で日本側の安藤利吉台湾総督・第十方面軍司令官が降伏文書に署名し、中華民国は台湾省を設置して台湾の実効支配を開始した（台湾光復）。ただし、この時点では行政権を中華民国に移譲しただけであり、国際法上、台湾は依然として日本の領土であった。1949年10月1日に国共内戦で勝利した中国共産党が中華人民共和国を樹立し、中華民国政府が台湾に逃れて以降、両党間で「中国を代表する正統な政府」としての権利を巡る対立が生じるようになり（→中華民国の歴史）それと同時に台湾の政治的地位と主権帰属も対立の一要因となっていった。なお、日本政府は、1951年のサンフランシスコ講和条約および1952年の日華平和条約において台湾に対する権原を含める一切の権利を放棄したが、それらの帰属先が明言されていないため、台湾の国際法上の領有権は現在でも未確定であるという見方（台湾地位未定論）もある。
台湾地区を実効支配する中華民国が、長い年月をかけて「名実ともに中国を代表する正統な国家」から「台湾地区のみを統治する国家」へと変容したことも、台湾問題の理解を困難にする要因となっている。
国民党独裁期の中華民国は、台湾地区のみを実効支配するようになった後も「中国の正統国家」を主張し「台湾は中国の一部」という見解を持っていた。そのため「中国（中華民国）による支配から台湾を解放し、中国（中華民国）とは異なる新しい国家を自ら建設すべき」とする台湾独立運動（台独運動、または台独）が活発となった。台湾独立運動は中華民国の民主化により下火になったが、長年に渡り台湾地区の住民の国政参加を拒み、差別と弾圧を行ってきた歴史（二・二八事件と呼ばれる台湾人大虐殺と、中国国民党による長期間の高圧独裁）を忘れるべきではないという意味合いで主張する者も少なからずいる。2008年8月末には、中華民国からの独立デモが発生している。
中華人民共和国は「台湾は中華人民共和国の不可分の領土であり、台湾が独立することは許さない」として一貫して台湾独立に反対する主張を繰り返しており、その影響で中華民国国外では台湾独立を「中華人民共和国からの独立」だと誤解する人も多いとされる。
21世紀初頭では、国際政治上の駆け引きの結果から中国を代表する正統な国家として中華人民共和国を承認する国のほとんどは、中華人民共和国を「承認」しながら、半官半民の組織を介して中華民国と実務関係を維持している。現在も中華民国憲法は、大陸統治時代に制定された条文を維持し、中華民国が中国の国家であることの象徴としている。その一方で憲法追加修正条項の制定以後、中華民国が台湾地区のみを統治するとの前提により民主化が進められてきた。しかし、中華人民共和国政府や中華民国の親中派は、こうした動きを法理独立と非難してきた。
今日の台湾の住民の世論では、台湾は中華人民共和国の主権に帰属するものではなく、中華民国という国家であると考える者が多い。その上で中華民国の立法府たる立法院の議員などの政治家は今なお、「台湾地区も（中華人民共和国が治める）大陸地区も同じ中華民族に主権がある」とみなす泛藍連盟派と、「台湾地区の主権は中華民国にあり、大陸地域の主権は中華人民共和国にある」とみなす泛緑連盟派（台湾本土派および独立派）のいずれかに大別される。
民主化以降の台湾の住民の世論は、実質的に中華人民共和国とは「分離」している現在の状態を維持することを望む声が多い。そのため、基本的には現状での安定志向にあると言え、各党も世論を配慮しながら政治活動を行なっている。中華民国は国際法（モンテビデオ条約）の定義上、事実上の独立国であり独立宣言などいらない、という考え方を「天然独」と言う。前総統の蔡英文、現総統の頼清徳、現副総統の蕭美琴もその立場であり、民進党の政治家だけでなく国民党や民衆党の一部の政治家にも受け入れられている。

## 国際関係

### アメリカ合衆国
米国のピュー研究所の2023年8月11日の報告によると、台湾は日本、米国、オランダ、ドイツ、スウェーデン、オーストラリア、カナダ、フランス、韓国、イスラエル、インドネシア、イタリア、ポーランド、ナイジェリア、ケニア、メキシコ、英国などの国々で肯定的に認識されている。さらに、台湾と中国の緊張関係が米国にとって極めて深刻な問題であると認識しているアメリカ人の割合は、2021年2月の28％から2023年3月の47％へと、この期間の調査ごとに急速に増加しており、2023年3月には80％以上の米国人が台湾と中国の緊張が米国にとって深刻であると認識している。

### 中華人民共和国
中華人民共和国の多くの人々が台湾の独立に反対している。だが、（現状、台湾地区のみを統治する国家としての）中華民国は国の定義を定める国際法上、国の要素を満たしており、「台湾」として独立を宣言せずとも、事実上の独立国家となっている。

## 地方行政区分
かつての中華民国による行政区分では、台湾地区を2省（台湾省、福建省）、2直轄市（台北市、高雄市）に区分し、更に省内を5市（台中市、台南市、基隆市、新竹市、嘉義市）、16県に区分していた。だが、1996年に福建省が、1998年に台湾省がそれぞれ地方政府としての行政機能を「凍結」（虚省化）された。その後市と県の合併や直轄市への昇格があり、現在では6直轄市（台北市、新北市、桃園市、台中市、台南市、高雄市）、3市（基隆市、新竹市、嘉義市）、11県に区分されている。また、2023年現在、市と県が直轄市と並んで地方行政を担っているが、直轄市との間には地方交付税の配分や人事権限の格差が残されたままである。
| 階層 | 行政区分   | 行政区分        | 行政区分        | 行政区分        | 行政区分        | 合計    |
| ---- | ---------- | --------------- | --------------- | --------------- | --------------- | ------- |
| 1    | 直轄市 (6) | 省 (2) (虚省化) | 省 (2) (虚省化) | 省 (2) (虚省化) | 省 (2) (虚省化) | 22      |
| 2    | 直轄市 (6) | 市 (3)          | 県 (13)         | 県 (13)         | 県 (13)         | 22      |
| 3    | 区 (170)   | 区 (170)        | 県轄市 (13)     | 鎮 (39)         | 郷 (146)        | 368     |
| 4    | 里         | 里              | 里              | 里              | 村              | 7,835   |
| 5    | 隣         | 隣              | 隣              | 隣              | 隣              | 147,877 |

### 主要都市

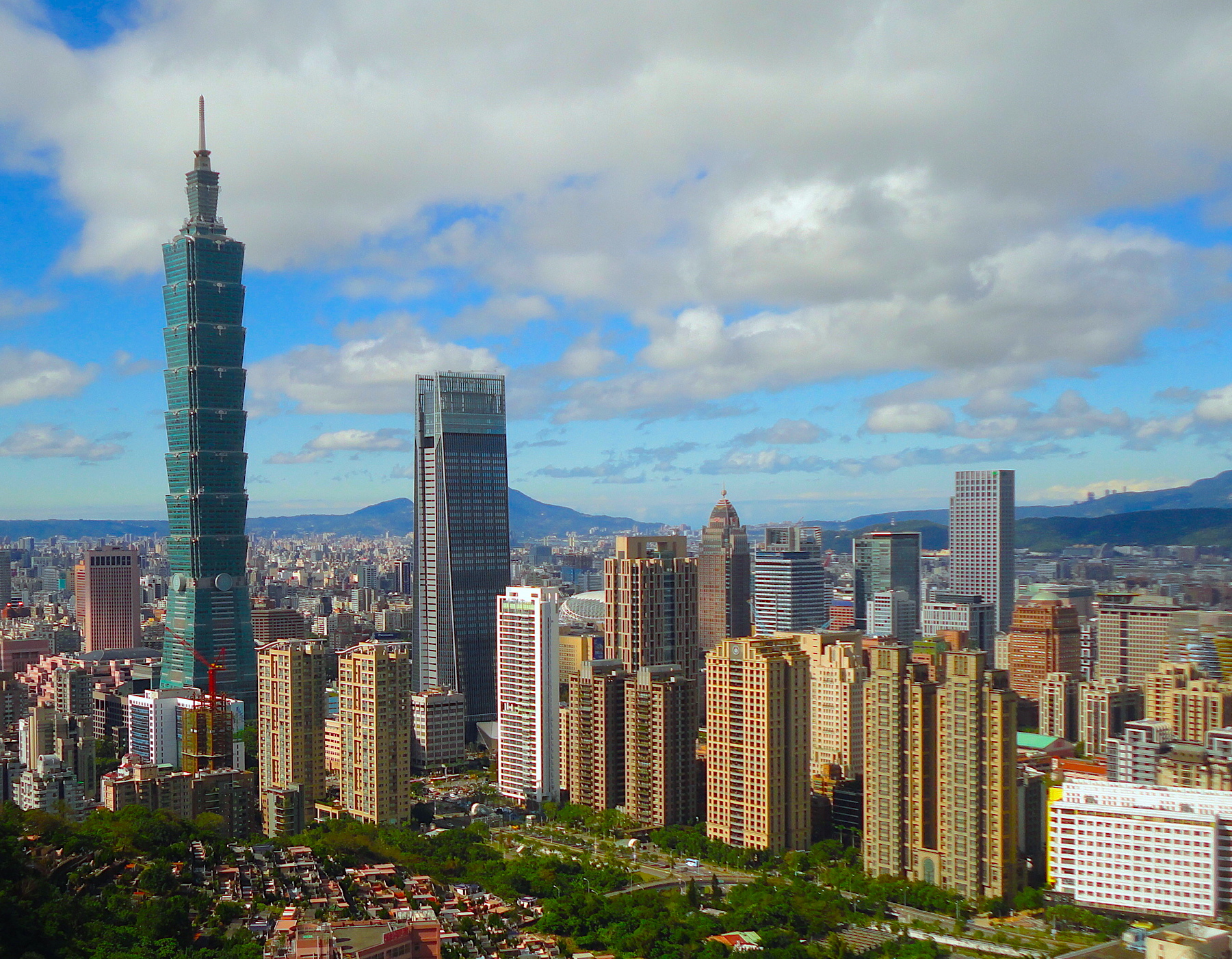
台北市 （2019年）

台湾の中心都市は北部盆地に位置する台北市であり、1949年以降は事実上、中華民国の首都機能を果たしている。中華民国政府の台湾への移転以前の中華民国の首都は南京市とされていた（ただし中華民国憲法および法律などによって明文化はされていない）が、移転以降の台北市は「臨時首都」および「中央政府所在地」という扱いになっている（詳細は中華民国の首都を参照）。なお、台湾省の省都も当初は台北市であったが、1957年に台北市から台湾中部にある南投県南投市中興新村に移された。ただし、2018年に台湾省政府が事実上廃止されたため、現在は台湾省の省都は存在しない。
台北市は台湾で人口が4番目に多い都市で、台北市の周囲を囲む郊外部の新北市（人口第1位）、および台北市の東北部に位置する港湾都市の基隆市と共に台北都市圏を形成している。それ以外の地方の主要都市としては、台湾島南西部に工業・港湾都市である高雄市（人口第3位）があり、台北・高雄両市の間に桃園市、新竹市、台中市（人口第2位）、嘉義市、台南市（台湾の古都にして人口第5位）などの直轄市・市が集中している。これらの主要都市は全て台湾西部に位置しており、台湾東部の主要都市としては花蓮市と台東市がある。
2020年国勢調査での人口順位は以下の通り。
| 1              | 新北市 | 新北市 | 4,365,947 | 11 | 彰化市 | 彰化県 | 220,172 |
| 2              | 台中市 | 台中市 | 3,033,840 | 12 | 屏東市 | 屏東県 | 205,388 |
| 3              | 高雄市 | 高雄市 | 2,734,275 | 13 | 斗六市 | 雲林県 | 115,083 |
| 4              | 台北市 | 台北市 | 2,594,581 | 14 | 員林市 | 彰化県 | 113,411 |
| 5              | 桃園市 | 桃園市 | 2,441,064 | 15 | 台東市 | 台東県 | 106,840 |
| 6              | 台南市 | 台南市 | 1,875,076 | 16 | 頭份市 | 苗栗県 | 106,523 |
| 7              | 新竹市 | 新竹市 | 499,468   | 17 | 南投市 | 南投県 | 101,761 |
| 8              | 基隆市 | 基隆市 | 367,264   | 18 | 宜蘭市 | 宜蘭県 | 96,098  |
| 9              | 嘉義市 | 嘉義市 | 252,028   | 19 | 苗栗市 | 苗栗県 | 89,446  |
| 10             | 竹北市 | 新竹県 | 223,017   | 20 | 花蓮市 | 花蓮県 | 88,212  |
| 2020年国勢調査 |        |        |           |    |        |        |         |

## 経済

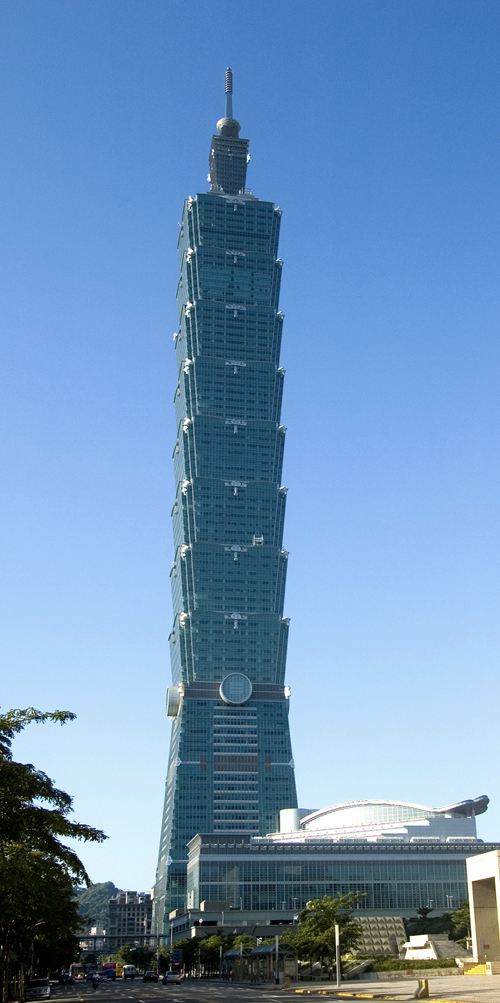
2004年の開業から2010年まで世界最高層のビルであった台北101

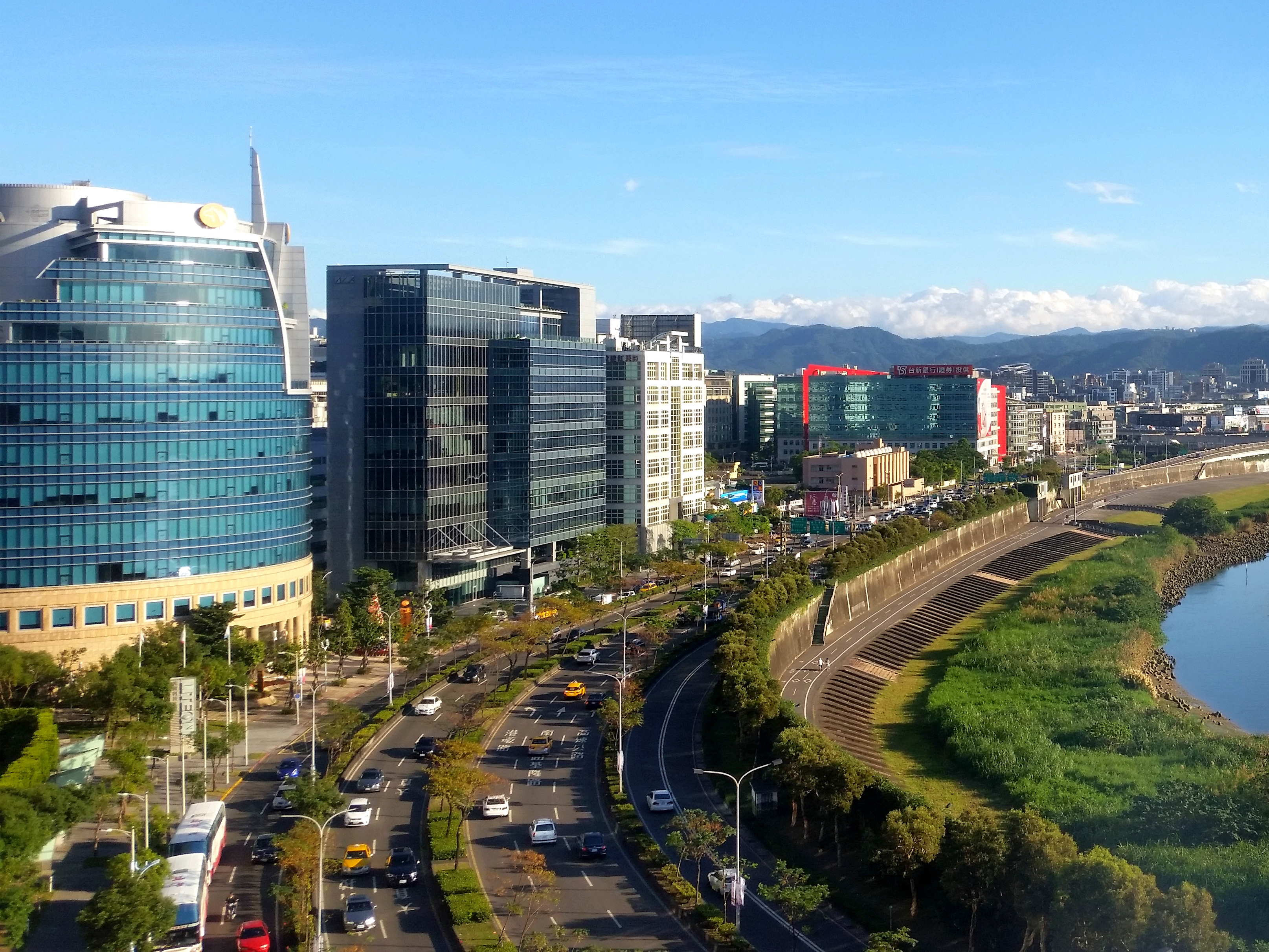
内湖区、内湖科技園区

行政院主計総処（日本の総務省統計局に相当）の統計によると、2024年の台湾のGDPは7969.04億ドルであり（国際通貨基金（IMF）の統計によると、2024年の台湾のGDPは7824.41億ドルである。）、2024年の台湾の経済規模（約120.7兆円）は東京都、近畿地方、中部地方の域内総生産を超えており、近畿地方または中部地方と中国地方の域内総生産の合計を上回っている。台湾の1人当たりGDP（購買力平価＝PPPベース）は2007年に3万ドルを超え、2009年には、台湾が34,484ドルで世界22位となり、初めて日本を追い抜く。2024年の台湾の1人当たりGDP（PPPベース）は79,565ドルであり、世界第14位である。2023年の世界で最も裕福な国・地域トップ20では、台湾は世界で14番目に裕福な国である。
2024年は、台湾の1人当たり名目GDPが34,040ドルとなり、前年度より1,598ドル増、1人当たり名目GNI（1人当たり国民総所得）が35,241ドルとなり、前年度より1,716ドル増となった。経済規模では、台湾のGDPは2024年に7969.04億ドル（約120.7兆円）に達し、東京都、近畿地方、中部地方の域内総生産に匹敵する経済規模となる。
国際通貨基金（IMF）が公表した「世界経済見通し（WEO April 2025）」によると、台湾の1人当たり名目GDPは2021年に3万ドル（33,239ドル）、1人当たりGDP（PPPベース）は6万ドル（64,702ドル）に達した。また、同見通しのデータベースによると、2024年の台湾の1人当たり名目GDP（33,437ドル）が初めて日本（32,498ドル）を追い抜く、東アジアで2位になる。さらに、2026年の見通しでは、2026年の台湾の1人当たり名目GDPは36,319ドルで、2003年に韓国に初めて追い越されてから23年ぶりに韓国（35,880ドル）を再び抜く、東アジアで首位になると予想されている。
台湾の1人当たり名目GDPは2021年に3万ドルを超え、人口2千万人以上の国の中では、台湾は世界で11番目に1人当たり名目GDPが3万ドルを超えた。現在、12カ国が達成している。さらに、台湾は現在、1人当たり名目GDPが3万ドルを超え、人口が1千万人を超える16カ国の1つである。
日本統治時代には、日本の食糧補給基地としての役割を与えられていた台湾地域では、その食料を保管・加工する軽工業が芽生えていた。
国共内戦後の中華民国政府の台湾移転後、政府は台湾を「反攻大陸」（武力による大陸部の奪還）の基地とした。これに伴い軍事最優先の政策がとられ経済政策は後回しにされたが、そのような中で政府は、軽工業を発展させ、次第に重工業化する政策をとる。経済特区や政府主導による経済プロジェクトが全国に展開され、特に日本とのコネクションを利用した日本の下請け的な工業が発達する。

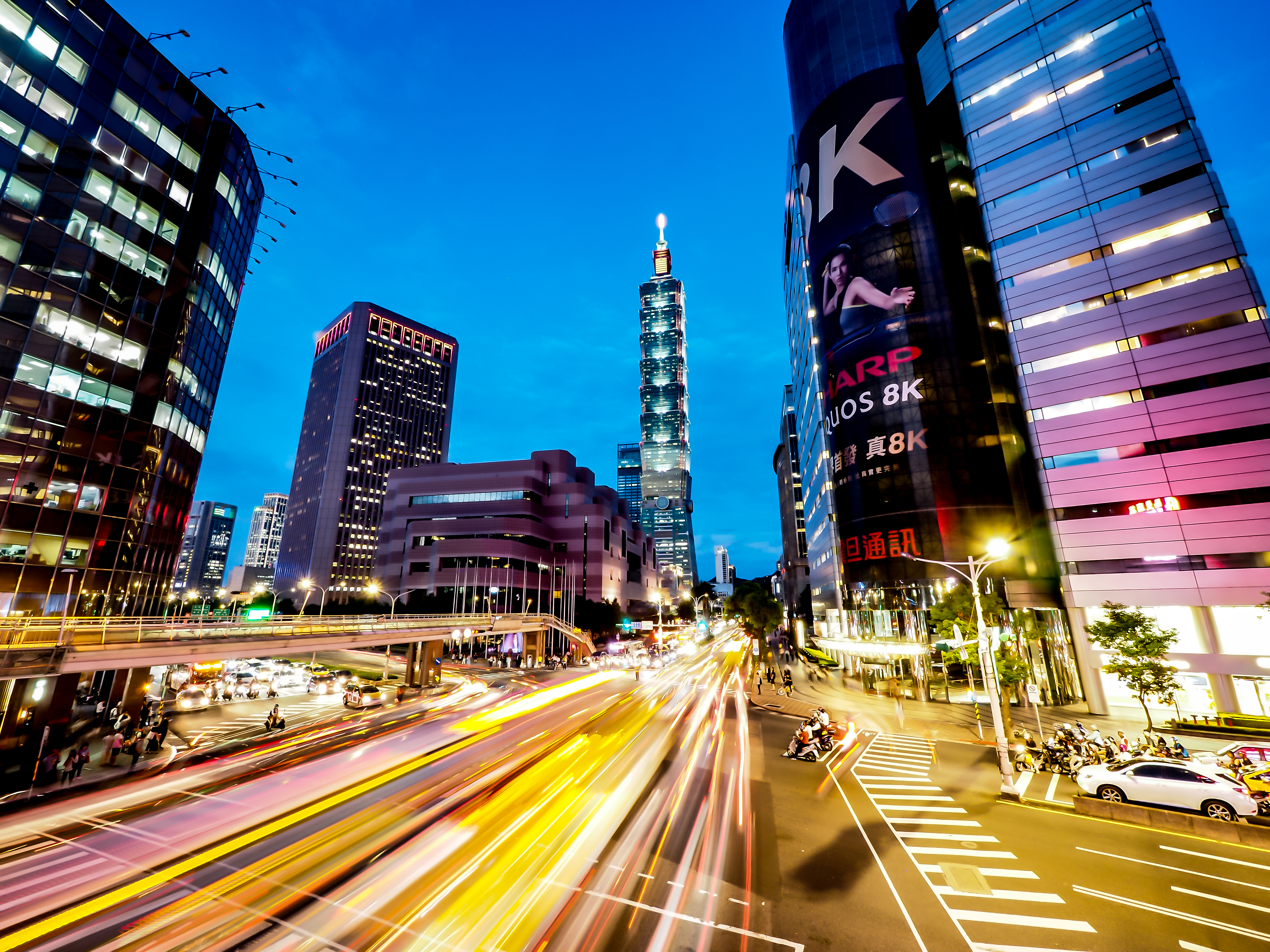
台北市

蔣経国総統の代になり、十大建設をはじめとする本格的な各種インフラストラクチャー整備が始まり、また、ベトナム戦争の際、アメリカは戦略物資を台湾から調達し、そのため台湾経済は飛躍的に発展（台湾の奇跡）。この頃より主な輸出先は日本からアメリカにシフトしていった。また、中華民国政府は軽工業から重工業への転換を図り、積極的な産業政策を打ち出した。しかし、中国鋼鉄や台湾造船、台湾石油などの国営企業を主体としての重化学工業化であり、必ずしも強い国際競争力を伴ったわけではない。しかし、在米華僑（台湾系アメリカ人、中国系アメリカ人）の技術者の協力により行った半導体産業の育成は成功を収め、後の台湾積体電路製造（TSMC・台積電）や聯華電子 (UMC) を生み出す。
1980年代、電子工業の発展は民間中小企業にも波及し、パソコンのマザーボードのシェアでは世界一になった。中華民国はアジアNICs（後にNIEsと呼称）の一員とみなされ（他は韓国、香港、シンガポール）。さらに、外貨準備高世界上位に入るなど、経済発展は目覚しかった。さらに1990年代はIT景気に乗り、1997年-1998年のアジア経済危機も乗り越えた。そのため、中小企業が多い点が日本と似ていることや、政府主導の産業政策や財閥主体の韓国との違いなどが強調されたのである。
現在では台湾最大の自転車メーカーとなったジャイアント・マニュファクチャリング等の現在の台湾自転車業界の主要企業は1970年代後半から欧米メーカーのOEM・ODMを引き受け、現在に繋がる設計・生産の基礎を築いた。この頃からOEM・ODMの受注だけでなく、台湾の自転車企業は自社ブランドの販売にも乗り出した。
しかし2000年代に入ると、製造業で中華人民共和国への投資による空洞化の進行が目立ち、2001年のITバブル崩壊の影響を受け、2002年には中華民国の台湾移転後初のマイナス成長を記録した。台湾の電子工業はOEM・ODMなど先進国企業からの委託生産に特化し、独自のブランドを持たなかった。そのため、先進国市場での知名度が低く、知名度の高い大企業も存在しない。中華民国政府は、自国企業による中華人民共和国への投資を未だ完全には開放していない。また、中華人民共和国市場での利益の自国回帰も呼び掛けているが、目立った効果は見られない。一方、陳水扁政権は新十大建設を打ち出し、新たなインフラの整備と次世代産業の育成を掲げた。政府はライフサイエンスも重要視しているが、ライフサイエンスがIT産業ほどの経済規模を見込めるのかどうか、疑う声も強い。
日本経済との強い関連下で発展してきた台湾経済は、日本経済と互換性のある面が強い。即ち技術力、工業生産力を利用し、世界市場で優位に立てる製品を開発提供することによって、外貨を獲得する加工貿易が基本である。しかし日本と異なる面も多い。それは漢民族の伝統やアメリカの影響によるものと考えられるが、代表的なものは起業指向であろう。台湾では有能な人ほど起業を志し、それが経済に活力と柔軟性を与えている。個人主義的な傾向であるが、反面、社会道徳の弱さという弱点も持つ。また、華僑・華人ネットワークに支えられた、全世界ネットワークを駆使した世界戦略も中華民国独特の強みである。アメリカや日本で注文を取り、中華人民共和国やベトナムに製造させる仲介的戦略も、この華僑ネットワークを利用している。
2010年には台湾と中華人民共和国との間で両岸経済協力枠組協議 (ECFA) が締結された。
台湾は世界経済において重要な地位を占めている。世界の情報通信技術（ICT）産業ではトップの役割を果たすと同時に、コンシューマー向け商品の主要なサプライヤーでもある。世界貿易機関（WTO）によると2016年、台湾は世界第18位の輸出国で、モノの輸入においても世界第18位となった。科学技術での専門性を磨くための長年の官民による取り組みを経て、台湾のサイエンスパークはいまや、ICTやバイオテクノロジー、精密機械、ナノテクノロジーなどの分野での飛躍を追求する企業クラスタの本拠地となっている。世界経済フォーラムの「世界競争力ランキング2016-2017」では、調査対象の138カ国・地域のうち、台湾は「総合的なランキング」で14位、「技術的即応性」で30位、「イノベーション」で11位と格付けされた。また、国際経営開発研究所（IMD）がまとめた「2016世界競争力年鑑」では、61の先進経済体の中で、技術インフラで12位、科学インフラで10位と評価された。また、2021年度には、IT分野に焦点を当てた競争力を測る2021年版「世界デジタル競争力ランキング（World Digital Competitiveness Ranking 2021）」も発表した。このランキングでは、政府の業務、ビジネスモデル、社会全体の変革につながるIT政策の指標で評価される。台湾は総合ランキングで世界8位と評価された。
台湾は2025年までの脱原発へ向けて再生可能エネルギー産業育成を重点政策にしている。2025年には電力供給に占める原発の比率をゼロにし、代替として再生可能エネルギーの割合を20％まで高める目標を掲げており、目標達成に向けて関連産業の育成や雇用創出、外資による投資誘致を図っている。台湾で重視されている再エネは、太陽光発電と風力発電である。台湾は亜熱帯に属し日射に恵まれていることと、太陽電池製造産業が盛んなことから、太陽光発電の設備容量20ギガワット（GW）増加のために1.2兆ニュー台湾ドルの投資を計画している。特に高効率太陽光発電（PV）モジュールを使用したPVプロジェクトは、6％のFIT（固定価格買い取り制度）ボーナスが付与される。また、台湾海峡は安定して風が吹き、風力発電機の故障の原因となる乱流が発生することが少ないことから、特に洋上風力発電が重視されている。「風力発電推進4カ年計画」の下、2020年には陸上風力発電で814メガワット（MW）、洋上風力発電で520メガワット（MW）設置することが目指されている。中長期計画としてはオフショア発電や深海発電なども視野に入れ、2025年までに累積設備容量は4.2ギガワット（GW）に達する見込み。この計画では、国内風力発電産業および海洋構造物製造産業の育成も狙いとしている。
台湾は世界の人工知能（AI）開発競争の中、研究開発（R&D）拠点として急浮上している。米の世界大手のソフトウェアを開発・販売する会社マイクロソフト（Microsoft）は2018年1月10日、人工知能（AI）の研究開発センター（R&D Center）を台北市内に設置すると発表した。また、GoogleはHTC（宏達国際電子）のPixel開発チーム買収により、台北をGoogleのアジア太平洋地域のエンジニアリングの最大拠点とするとしている。さらに、IBMも2018年3月に台湾にR&D拠点を設け、人工知能（AI）やブロックチェーン、クラウドテクノロジーの開発を行うとアナウンスした。米半導体大手エヌビディア（NVIDIA）と科学技術部（日本の文部科学省に相当）は2018年6月6日、人工知能における台湾の能力向上を目指すべく提携を行ったと発表した。同社は今後、経済部（日本の経済産業省に相当）の補助金約67億新台湾ドルと自社が捻出する約176億新台湾ドルを投じ、同社にとって台湾初となるAI（人工知能）研究開発センターを台北市内に開所させる予定。半導体大手のクアルコムは2018年9月26日に、台湾子会社の台湾高通（クアルコム台湾）が、「運営・製造工程・試験センター（ＣＯＭＥＴ、海外では台湾が初めて）」や「マルチメディア研究開発（R&D）センター」、「モバイル人工知能（AI）イノベーションセンター」、「第５世代（５Ｇ）移動通信システムテスト実験室」を設立すると発表した。米ネットワーク機器大手のシスコシステムズは2021年1月13日、新北市林口区のスタートアップ向け産業団地「林口新創園（スタートアップ・テラス）」にソフトウエア開発・運営センターを設置すると発表した。同社がアジア太平洋地域にソフトウエア開発拠点を設けるのは初めて。また、同社は2024年6月17日、台湾にサイバーセキュリティーセンターを設立し、当局と協力してサイバーセキュリティー部門で働く人材を育成すると発表した。
エヌビディアのジェンスン・フアン（黄仁勳）最高経営責任者（CEO）は2024年6月4日、今後5年以内に台湾に大規模な研究開発・デザイン（設計）センター（第2研究開発センター）やAIスーパーコンピューターセンターを設立し、少なくとも1000人のエンジニアを雇用する考えを明かした。また、同社は台湾に海外本社を設立すると発表した。さらに鴻海グループは同日、エヌビディアと連携して先進コンピューティングセンターを高雄市内に設立すると発表した。米アマゾン・ドット・コムの関係会社でクラウドコンピューティング事業を手がけるアマゾン・ウェブ・サービス（AWS）は2024年6月12日、2025年初頭に台湾にデータセンター群「アジアパシフィック（台北）リージョン」を開設すると発表した。同社は今後15年以内に台湾に数十億米ドルを投資するとしている。同社は2022年10月、台北で「東京リージョン」の子関係に当たる「ローカルゾーン」の供用を開始。来年初頭に開設するリージョンのデータセンターは規模がさらに大きくなる。
ドイツの車載半導体大手インフィニオン・テクノロジーズは2024年6月17日、台湾に「先端車載/無線通信用半導体研究・開発センター（Advanced automotive and wireless communication semiconductor R&D center）」を設立することを発表した。欧州の半導体大手が台湾にこうしたR＆Dセンターを設立するのは初めてのケースとなる。ドイツ光学機器大手、カール・ツァイスが新竹市の新竹サイエンスパーク内に建設したイノベーションセンターが2024年6月18日、開所した。
米半導体大手のアドバンスト・マイクロ・デバイセズ（AMD）は2024年7月27日、台湾に53.3億新台湾ドル（155百万USドル）を投資してアジア初の研究開発（R＆D）センターを設立する。AMDは台南市と高雄市に研究開発拠点を設ける。同社は高雄市のベイエリア再開発区「亜洲新湾区」に研究開発（R＆D）拠点を設ける。半導体封止や高速伝導、AI応用などの研究拠点として発展させるという。また、同社は台南市のグリーンエネルギー産業のスマートモデル地区「沙崙智慧緑能科学城（サルングリーンエネルギー・サイエンスシティー）」に研究開発（R＆D）拠点とデータセンターを設ける。
エヌビディアのジェンスン・フアン（黄仁勲）最高経営責任者（CEO）は2025年5月19日、台北市内で講演し、同社の海外本部を、台北市の北投・士林一帯（北投士林科技園区）に設置すると発表した。
スイスのビジネススクール国際経営開発研究所（IMD）が発表した最新の「世界競争力年鑑2025」で、台湾は世界6位となった。台湾はアジア太平洋地域ではシンガポール（2位）、香港（3位）に続いて3位。人口2千万人以上の国・地域では、5年連続で世界首位となった。
米シンクタンク「ヘリテージ財団」が発表した最新の2024年版の「経済自由度指数」で、台湾は2年連続で世界4位となった。
世界有数の経済誌『フォーブス』が発表した2018年版「ビジネスに最適な国」ランキングで、台湾は世界16位となった。
2021年9月22日、台湾がTPP(環太平洋パートナーシップ協定)の加盟を申請した。
台湾と米国は2023年5月18日、経済連携を強化する新たな貿易協議の枠組み「21世紀の貿易に関する台米イニシアチブ」の第1段階の合意を発表した。「21世紀の貿易に関する台米イニシアチブ」の協議の対象となるのは、デジタル貿易、貿易の円滑化、法規制の原則、中小企業の貿易支援、環境保護、規格、非市場経済政策など計11項目。これらはいずれも、インド太平洋地域の経済発展の重点でもあり、台湾と米国が優先的な貿易パートナーとして経済連携を強化していこうとする重大な戦略的意味が込められている。本イニシアチブは、インド太平洋経済枠組み（IPEF）と交渉項目が類似していることからも、その交渉内容が注目されていた。今回合意が発表されたのは、税関手続きおよび貿易円滑化、良き規制慣行、サービス業の国内法規、腐敗防止、中小企業の5分野となる。2024年4月29日から台北で農業、環境保護、労働の第2段階の3分野について議論。台米は生産的な話し合いができたとして、農産物の貿易促進などに向けた協議を継続する方針を改めて示した。
台湾と英国は2023年11月8日、「貿易強化パートナーシップ（Enhanced Trade Partnership、ETP）協定」を正式に締結した。この協定は、台湾と英国が経済・貿易分野で長期的な戦略的パートナーシップを構築するための重要な基礎、枠組みとなる。双方はすでに、デジタル貿易と投資、再生可能エネルギー及びネットゼロという三つの議題を優先的に交渉し、今後はさらに互いに有利なその他の議題について交渉を拡大し続けていくことに同意している。
国際獣疫事務局（WOAH）総会は2025年5月29日、台湾が家畜伝染病、豚熱（CSF）の清浄地域に認定されたと発表した。アジアで唯一、アフリカ豚熱（ASF）や口蹄疫（こうていえき）を含む豚の三大感染症のない国になったとしている。

### 通貨
台湾の通貨は新台湾ドルである。

### 賃金・給与
行政院主計総処（日本の総務省統計局に相当）が発表した2024年の『薪資與生産力統計』（日本の厚生労働省所管の『毎月勤労統計調査』に相当）によると、台湾の常用労働者（5人未満の小規模事業所を含む。一般労働者（フルタイム労働者）および短時間労働者（パートタイム労働者）を含む。外国人労働者も含む。以下同じ。）の2024年の平均月間現金給与総額（名目賃金）は6万984新台湾ドルであり、前年に比べて4.39％増加している。現金給与総額のうち、きまって支給する給与（定期給与）は、前年同期比2.31％増加の4万8732新台湾ドルとなった。また、経常性賃金（基本給に諸手当を加算、所定内給与に相当）は、同2.77％増加の4万6450新台湾ドルとなった。所定外給与（超過労働給与）は、前年同期比9.34％増加の2282新台湾ドルとなった。なお、特別に支払われた給与（特別給与）は1万2252新台湾ドルであった。これを男女別にみると、男性6万6714新台湾ドル、女性5万4423新台湾ドルで、前年に比べて、男性は4.88％の増加、女性は3.71％の増加となった。女性の賃金は過去過去3番目に高いとなっており、男女間賃金格差（男性＝100）は81.58となっている。一方、物価変動の影響を除いた実質賃金は5万6566新台湾ドルと前年より2.16％増加し、過去最高い実質賃金を更新した。さらに、台湾の短時間労働者（パートタイム労働者。5人未満の小規模事業所を含む。以下同じ。）の2024年の平均月間現金給与総額（名目賃金）は2万1184新台湾ドルであり、前年に比べて2.35％増加している。現金給与総額のうち、経常性賃金（基本給に諸手当を加算、所定内給与に相当）は、前年同期比2.65％増加の2万137新台湾ドルとなった。短時間労働者の１時間当たり経常性賃金（１時間当たり所定内給与）は、前年同期比3.50％増加の207新台湾ドルとなった。
また、台湾人一般労働者（台湾自国民のフルタイム労働者。5人未満の小規模事業所を含む。正社員・正職員以外（非正規）を含む。以下同じ。）の2024年の平均月間現金給与総額（台湾人フルタイム勤務の月平均名目賃金）は、6万4668新台湾ドル（前年比4.78％増）となった。現金給与総額のうち、経常性賃金（基本給に諸手当を加算、所定内給与に相当）は、4万9060新台湾ドル（前年比2.95％増）となった。一方、物価変動の影響を除いた実質賃金は5万9983新台湾ドルと前年より2.55％増加し、過去最高い実質賃金を更新した。さらに、台湾人一般労働者の2023年の平均年間現金給与総額（年間現金給与総額平均値、平均年収、平均年間給与。以下同じ。）は74.1万新台湾ドルであり、前年に比べて0.76％増加している。
2023年12月から24年2月までに工業・サービス業で支給されたボーナス（年終獎金＝年末賞与・冬ボーナスに相当）の平均は月給の1.69カ月分で、全常用労働者1人当たり平均7万7348新台湾ドルとなった。前回調査時の平均1.68カ月よりも上昇し、過去9年間に公表された数値としては最高水準になった。
2024年の台湾常用労働者（5人未満の小規模事業所を含む）の平均月間現金給与総額（月額平均賃金、6万984新台湾ドル）は岐阜県・山口県・山形県・福井県・新潟県・山梨県・北海道・福島県・岩手県と同水準（約30.7万～30.9万円）となり、2024年の台湾人一般労働者（5人未満の小規模事業所を含む）の平均月間現金給与総額（月額平均賃金、6万4668新台湾ドル）は茨城県・栃木県・宮城県・群馬県・三重県・富山県・徳島県と同水準（約32.6万～32.8万円）となる。
行政院主計総処が発表した2023年の『雇用動向調査』によると、2023年の台湾の雇用者の平均年間報酬総額は81.7万新台湾ドルであり、前年に比べて1.00％増加している。さらに、同処2023年の『112年工業及服務業受雇員工全年総薪資中位数及分布統計結果』（工業およびサービス業の雇用者の賃金中央値および分布状況統計調査）によると、2023年の台湾の雇用者の平均年間現金給与総額は70.1万新台湾ドル（前年比0.71％増）であり、これを男女別にみると、男性76.4万新台湾ドル（前年比0.66％増）、女性62.8万新台湾ドル（前年比1.50％増）となっている。また、2023年の台湾の雇用者の年間現金給与総額中央値は52.5万新台湾ドル（前年比1.22％増）であり、これを男女別にみると、男性56.1万新台湾ドル（前年比1.18％増）、女性49.2万新台湾ドル（前年比2.07％増）となっている。2023年の台湾の雇用者の年間現金給与総額中央値が平均年間現金給与総額に占める割合は74.9％（前年比0.004％増）であり、平均年間現金給与総額以下の雇用者の割合は68.67％（前年比0.18％減）となっている。
また、台湾人一般労働者の2023年の平均年間現金給与総額は74.1万新台湾ドルであり、前年に比べて0.76％増加している。これを男女別にみると、男性81.2万新台湾ドル、女性66.1万新台湾ドルとなっている。台湾人一般労働者の2023年の年間現金給与総額中央値は56.0万新台湾ドルであり、前年に比べて2.05％増加している。これを男女別にみると、男性60.3万新台湾ドル（前年比1.59％増）、女性51.6万新台湾ドル（前年比2.52％増）となっている。
PPPベース（購買力平価）での台湾常用労働者の2024年の月平均賃金は4519国際ドルであり、賃金の実質的な豊かさは西ヨーロッパ ・北ヨーロッパ諸国のレベルに達しており、世界上位の水準である(en:List of European countries by average wage)。また、経済協力開発機構（OECD）の統計基準によると、2023年の台湾の一般労働者（フルタイム労働者）の平均年収は7万6142ドルで、ベルギー（7万3206ドル、経済協力開発機構では5位）とほぼ同じレベルであり、経済協力開発機構（OECD）では5位にランクされている。
| 2024年『薪資與生産力統計』での台湾の賃金                 | | |                                                                                      |
| 区分                                                     | 常用労働者 （5人未満の小規模事業所を含む。一般労働者および短時間労働者を含む。外国人労働者も含む。）                               | 台湾人一般労働者 （台湾自国民のフルタイム労働者。5人未満の小規模事業所を含む。正社員・正職員以外（非正規）を含む。） | 短時間労働者 （パートタイム労働者。5人未満の小規模事業所を含む。）                   |
| 平均月間現金給与総額 （名目賃金）                        | 6万984新台湾ドル （前年比4.39％増）                                                                                                | 6万4668新台湾ドル （前年比4.78％増）                                                                                 | 2万1184新台湾ドル （前年比2.35％増）                                                 |
| 経常性賃金 （所定内給与に相当）                          | 4万6450新台湾ドル （前年比2.77％増）                                                                                               | 4万9060新台湾ドル （前年比2.95％増）                                                                                 | 2万137新台湾ドル （前年比2.65％増）                                                  |
| １時間当たり経常性賃金 （１時間当たり給与）              | － | － | 207新台湾ドル （前年比3.50％増）                                                     |
| 所定外給与 （超過労働給与）                              | 2282新台湾ドル （前年比9.34％増）                                                                                                  | 所定外給与および特別に支払われた給与の合計給与額： 1万5608新台湾ドル （前年比12.47％増）                             | 所定外給与および特別に支払われた給与の合計給与額： 1047新台湾ドル （前年比1.41％減） |
| 特別に支払われた給与 （特別給与）                        | 1万2252新台湾ドル （前年比12.25％増）                                                                                              | 所定外給与および特別に支払われた給与の合計給与額： 1万5608新台湾ドル （前年比12.47％増）                             | 所定外給与および特別に支払われた給与の合計給与額： 1047新台湾ドル （前年比1.41％減） |
| 実質賃金： 実質月間現金給与総額                          | 5万6566新台湾ドル （前年比2.16％増）                                                                                               | 5万9983新台湾ドル （前年比2.55％増）                                                                                 | －                                                                                   |
| 実質賃金： 実質経常性賃金 （実質所定内給与）             | 4万3085新台湾ドル （前年比0.58％増）                                                                                               | 4万5506新台湾ドル （前年比0.75％増）                                                                                 | －                                                                                   |
| 男女間賃金格差 （男性＝100）                             | 男性： 賃金6万6714新台湾ドル （前年比4.88％増） 女性： 賃金5万4423新台湾ドル （前年比3.71％増） 男女間賃金格差（男性＝100）：81.58 | － | －                                                                                   |
| 年終獎金 （年末賞与・冬ボーナスに相当）                  | 2023年：1.69カ月分で7万7348新台湾ドル （前年比0.01カ月増）                                                                         | － | －                                                                                   |
| PPPベース（購買力平価）での月平均賃金                    | 2024年：4519国際ドル | 2024年：4792国際ドル                                                                                                 | 2024年：1570国際ドル                                                                 |
| 2023年『雇用動向調査』での台湾の平均年間給与（平均年収） | | |                                                                                      |
| 平均年間報酬総額                                         | 2023年：81.7万新台湾ドル （前年比1.00％増）                                                                                        | － | －                                                                                   |
| 平均年間現金給与総額                                     | 70.1万新台湾ドル （前年比0.71％増）                                                                                                | 74.1万新台湾ドル （前年比0.76％増）                                                                                  | －                                                                                   |
| 男女別                                                   | 男性： 76.4万新台湾ドル （前年比0.66％増） 女性： 62.8万新台湾ドル （前年比1.50％増）                                              | 男性： 81.2万新台湾ドル 女性： 66.1万新台湾ドル                                                                      | －                                                                                   |
| 年間現金給与総額中央値                                   | 52.5万新台湾ドル （前年比1.22％増）                                                                                                | 56.0万新台湾ドル （前年比2.05％増）                                                                                  | －                                                                                   |
| 男女別                                                   | 男性： 56.1万新台湾ドル （前年比1.18％増） 女性： 49.2万新台湾ドル （前年比2.07％増）                                              | 男性： 60.3万新台湾ドル （前年比1.59％増） 女性： 51.6万新台湾ドル （前年比2.52％増）                                | －                                                                                   |
| 経済協力開発機構（OECD）の統計基準によると               | － | 2023年： 7万6142ドル                                                                                                 | －                                                                                   |

#### 初任給
労働部（日本の厚生労働省に相当）が発表した『113年初任人員薪資統計結果』（2024年の新卒初任者の給与に関する統計）によると、2024年の台湾の全産業で見た学歴別の初任給（初任の経常性賃金＝所定内給与に相当）平均額は、大学卒3万4000新台湾ドル、大学院卒5万2000新台湾ドル、高卒2万9000新台湾ドルとなった。新卒初任者全体の平均月給（経常性賃金＝所定内給与に相当）は前年比6.4％増の3万7000新台湾ドル。男女別では男性が3万9000新台湾ドル、女性が3万6000新台湾ドルだった。2024年全産業で見た学歴別の初任給（初任の経常性賃金＝所定内給与に相当）中央値は、大学卒3万3000新台湾ドル、大学院卒4万9000新台湾ドル、新卒初任者全体3万3000新台湾ドルとなった。

#### 職種別給与
労働部は2024年5月30日、最新の台湾の職種別給与調査結果（工業やサービス業などを対象とし、各職種のフルタイム労働者数や2023年7月時点の平均月給、2022年時点の年給などをまとめた。）を発表した。平均月給（経常性賃金＝所定内給与に相当）では航空機のパイロットが約31万5千新台湾ドル（約152万5千円、日本約134万2千円）となり、全職種で最高となった。保険数理士は約20万5千新台湾ドル（約99万円）、医師は約17万1千新台湾ドル（約82万8千円、日本約95万）、船舶運航管理者（水先人を含む）やプロスポーツ選手は10万新台湾ドル（約48万4千円）超だった。
平均年収（超過労働給与を除く。）では航空機のパイロットが約352万9千新台湾ドル（約1708万5千円、日本約1802万（超過労働給与を含む。））となり、全職種で最高となった。保険数理士は約339万新台湾ドル（約1641万2千円）、医師は約234万新台湾ドル（約1132万8千円、日本約1304万（超過労働給与を含む。））、船舶運航管理者（水先人を含む。約194万9千新台湾ドル（約943万6千円））や電信エンジニア（電気通信技術者）（約167万3千新台湾ドル（約810万、日本約667万（超過労働給与を含む。）））や弁護士は160万新台湾ドル（約774万6千円、日本約862万（超過労働給与を含む。））超だった。
2023年7月時点の平均月給（経常性賃金＝所定内給与に相当）では、管理監督者が約7万7千新台湾ドル（約37万3千円）が全職種で最高となり、専門人材の約6万4千新台湾ドル（約31万円）が続いた。

#### 就業形態・雇用形態別に賃金の分布状況・労働者比率
行政院主計総処の2023年の『人力運用調査』（日本の総務省所管の『労働力調査』に相当）で就業形態別に2023年5月の台湾の雇用者の１か月間に支払われた経常性賃金（基本給に諸手当を加算、所定内給与に相当）金額階級別労働者割合をみると、「労働者全体（雇用者全体）」では、「3万新台湾ドル未満」が19.81％（前年比3.22％減）、「3～5万新台湾ドル未満」が56.43％（前年比1.44％増）、「5万新台湾ドル以上」が23.76％（前年比1.79％増）となっている。
「一般労働者（フルタイム労働者）」では、「3万新台湾ドル未満」が16.78％（前年比3.52％減）、「3～5万新台湾ドル未満」が58.54％（前年比1.67％増）、「5万新台湾ドル以上」が24.68％（前年比1.85％増）となっている。
「短時間労働者（パートタイム労働者）」では、「1.5万新台湾ドル未満」が44.05％（前年比1.35％減）、「1.5～3万新台湾ドル未満」が48.24％（前年比4.64％増）、「3～5万新台湾ドル未満」が5.86％（前年比3.80％減）、「5万新台湾ドル以上」が1.85％（前年比0.50％増）となっている。
就業形態別に労働者割合をみると、「正規雇用の一般労働者（フルタイム労働者）」が92.99％（前年比0.01％増）、「非正規雇用の一般労働者（フルタイム労働者）および短時間労働者（パートタイム労働者）」が7.01％（前年比0.01％減）となっている。雇用形態別に雇用者割合をみると、「正規雇用者」が92.1％（前年比0.1％増）、「非正規雇用者」が7.9％（前年比0.1％減）となっている。
2024年の『人力運用調査』で就業形態別に労働者割合をみると、「正規雇用の一般労働者（フルタイム労働者）」が93.05％（前年比0.06％増）、「非正規雇用の一般労働者（フルタイム労働者）および短時間労働者（パートタイム労働者）」が6.95％（前年比0.06％減）となっている。雇用形態別に雇用者割合をみると、「正規雇用者」が92.2％（前年比0.1％増）、「非正規雇用者」が7.8％（前年比0.1％減）となっている。

### 世帯の所得・家計調査
行政院主計総処の2023年の『家計調査』では台湾の一世帯当たり平均所得金額（平均世帯年収）は、全世帯が144.3万新台湾ドル（前年比2.6％増）となっている。世帯所得の中央値（所得を低いものから高いものへと順に並べて2等分する境界値）は128.0万新台湾ドルであり、平均所得金額（平均年収144.3万新台湾ドル）以下の世帯の割合は61.8％となっている。
2023年の『家計調査』では台湾全世帯の一世帯当たり平均可処分所得金額は113.7万新台湾ドル（前年比2.5％増）となっており、一世帯当たり可処分所得の中央値は96.1万新台湾ドル（前年比2.2％増）となっている。さらに、台湾全世帯の世帯員一人当たり平均可処分所得金額は40.7万新台湾ドル（前年比4.0％増）、世帯員一人当たり平均等価可処分所得（総世帯員の等価所得）金額は71.9万新台湾ドル（前年比3.3％増）となっており、世帯員一人当たり可処分所得の中央値は34.9万新台湾ドル（前年比3.7％増）となっている。また、2023年『家計調査』によると、2023年の台湾全世帯の年間可処分所得のジニ係数は0.339となり、2022年より＋0.003の微減となった。全世帯における等価可処分所得のジニ係数（総世帯員の等価所得のジニ係数）は、2023年は0.266となり、前年調査結果の0.274から0.008ポイント低下している。「一人当たり」で計算した可処分所得（世帯員一人当たり可処分所得）の所得格差（世帯員一人当たりの可処分所得の格差=世帯員一人当たり可処分所得五分位階級）では、2023年は3.81倍と、2022年より＋0.12倍分減少した。全世帯の可処分所得金額を５等分した場合の最上位20％平均（230.2万新台湾ドル、前年比2.6％増）と最下位20％平均（37.6万新台湾ドル、前年比3.0％増）との格差（一世帯当たりの可処分所得の格差=一世帯当たり可処分所得五分位階級）は6.12倍となり、前年比＋0.03倍の微減となった。また、世帯員一人当たり可処分所得を５等分した場合の同格差（世帯員一人当たりの可処分所得の格差=世帯員一人当たり可処分所得五分位階級）は3.81倍となり、前年比＋0.12倍の減少となった。台湾全世帯のエンゲル係数は、2023年は15.30%となり、前年より0.10ポイント上昇している。
2022年の台湾の相対的貧困率（貧困線（等価可処分所得の中央値の半分）に満たない世帯員の割合）は7.43％で、前年より0.10ポイント低下している。
2022年の台湾全世帯の一世帯当たり平均所得（140.7万新台湾ドル）や一世帯当たり平均可処分所得（110.9万新台湾ドル）や世帯員一人当たり平均等価可処分所得（総世帯員の等価所得、69.6万新台湾ドル）は日本（全世帯の平均所得は524.2万円、平均可処分所得は405.8万円、平均等価可処分所得は272.4万円。）を上回り、世帯員一人当たり平均可処分所得（39.2万新台湾ドル）は日本（世帯員一人当たり平均可処分所得は182.0万円。）と同水準、世帯所得の中央値（124.7万新台湾ドル）は日本（全世帯は405万円）を上回るが、物価は日本の約3分の2程度であるため、台湾家庭の実質的な生活水準はより豊かである。
台北市政府主計処の『家計調査』では2019年の台北市の一世帯当たり年間収入（世帯の平均年収）は、総世帯が183.9万新台湾ドル（前年比4.10％増）となっている。台北市の世帯の年間収入は東京都（総世帯は629.7万円）を追い抜く。
| 2023年台湾の世帯の所得の状況                                                  | |
| 全世帯（総世帯）                                                              | |
| 一世帯当たり                                                                  | |
| 平均所得金額 （平均世帯年収）                                                 | 144.3万新台湾ドル（前年比2.6％増） |
| 中央値                                                                        | 128.0万新台湾ドル |
| 平均可処分所得金額                                                            | 113.7万新台湾ドル（前年比2.5％増） |
| 可処分所得中央値                                                              | 96.1万新台湾ドル（前年比2.2％増） |
| 所得金額階級別世帯数の相対度数分布： 平均所得金額以下の割合                   | 61.8％ |
| 可処分所得のジニ係数                                                          | 0.339（前年比0.003減） |
| 可処分所得五分位階級： 一世帯当たりの可処分所得の格差                         | 最上位20％平均（第Ⅳ五分位値）：230.2万新台湾ドル 最下位20％平均（第Ⅰ五分位値）：37.6万新台湾ドル 可処分所得五分位階級：6.12倍（前年比0.03倍分減） |
| 相対的貧困率 （貧困線（等価可処分所得の中央値の半分）に満たない世帯員の割合） | 2022年：7.43％（前年0.10％減） |
| エンゲル係数                                                                  | 15.30%（前年比0.10増） |
| 世帯員一人当たり                                                              | |
| 平均可処分所得金額                                                            | 40.7万新台湾ドル（前年比4.0％増） |
| 平均等価可処分所得金額 （総世帯員の等価所得）                                 | 71.9万新台湾ドル（前年比3.3％増） |
| 可処分所得中央値                                                              | 34.9万新台湾ドル（前年比3.7％増） |
| 世帯員一人当たり可処分所得のジニ係数                                          | 0.272（前年比0.007減） |
| 世帯員一人当たり等価可処分所得のジニ係数 （総世帯員の等価所得のジニ係数）     | 0.266（前年比0.008減） |
| 可処分所得五分位階級： 世帯員一人当たりの可処分所得の格差                     | 3.81倍（前年比0.12倍分減） |
| 可処分所得五分位階級： 世帯員一人当たりの等価可処分所得の格差                 | 3.85倍（前年比0.10倍分減） |

### 国の富裕度・金融資産
ドイツの保険大手アリアンツが発表した最新の世界各国の富裕度に関する調査報告『アリアンツ・グローバル・ウェルス・レポート 2024』で、台湾は世界57カ国・地域中、世界5位に入り、アジアでは2位となった。台湾の一人当たりの純金融資産は14万8750ユーロだった。
国際的な保険会社アリアンツによる「世界の富」に関するレポートで、台湾の人々が世界で5番目に豊かだと評価された。最新の調査報告『アリアンツ・グローバル・ウェルス・レポート 2024』によると、台湾の人たちの一人当たり純金融資産は約14万8750ユーロで世界5位、アジアでは2位だった（日本は9万1940ユーロで世界12位、アジアでは3位）。
金融大手、クレディ・スイスが発表した世界の富に関する2015年度『グローバル・ウェルス・レポート 2015』で、台湾の成人一人当たりの保有資産が19万4701ドルとされた。台湾の成人平均保有資産はアジア太平洋地域の大部分の国・地域を大きく上回り、また西ヨーロッパ諸国の多くと肩を並べる水準。報告書によると、台湾では、中流階級の成人人口は1100万人であり、成人人口全体の59.4％を超え、中流階級以上の成人であれば74.6％を超えている。台湾の成人個人資産10万ドル以上を有する成人の割合は40.1％に上り、世界平均の8％を大きく上回る。資産総額100万ドル超の億万長者の富裕層は41万4000人で、全成人人口の2.2%を占めている。
金融大手、UBS（ユービーエス グループ AG）が発表した世界の富に関する2024年度『グローバル・ウェルス・レポート 2024』で、台湾は世界217カ国・地域中、世界16位に入り、アジアでは香港（世界3位、58万2000ドル）、シンガポール（世界8位、39万7708ドル）に次いで3番目に高い順位となった。台湾の成人一人当たりの保有資産が30万2551ドルだった（日本は22万371ドルで世界23位、アジアでは6位）。報告書によると、台湾の成人一人当たりの保有資産の中央値は約11万521ドルで世界16位、アジアでは香港（世界4位、20万6859ドル）に次ぐ2位だった（日本は10万6999ドルで世界17位、アジアでは3位）。同報告書によると、台湾の億万長者の数は2028年までに47％大幅に増加し、世界で最も成長力の高い国になると予想されている。
また、同社が発表した最新の世界の富に関する2025年度『グローバル・ウェルス・レポート 2025』で、台湾は世界217カ国・地域中、世界15位に入り、アジアでは香港（世界3位、60万1195ドル）、シンガポール（世界7位、44万1596ドル）に次いで3番目に高い順位となった。台湾の成人一人当たりの保有資産が31万2075ドルだった（日本は20万5221ドルで世界24位、アジアでは6位）。報告書によると、台湾の成人一人当たりの保有資産の中央値は約11万4871ドルで世界17位、アジアでは香港（世界4位、22万2015ドル）に次ぐ2位だった（日本は10万2198ドルで世界21位、アジアでは5位）。同報告書によると、台湾の資産総額100万ドル超の億万長者の富裕層は75万9千人で世界15位、台湾の全成人人口（1964万3千人）の3.9%を占めている。

#### 台湾長者番付
| 2025年版「台湾長者番付」トップ10 | 2025年版「日本長者番付」トップ10 |
| --- | --- |
| 1位 蔡明忠、蔡明興（富邦金融控股。フーボン・フィナンシャル・ホールディングス）／139億ドル 2位 林百里（バリー・ラム）（クアンタ・コンピュータ）／126億ドル 3位 蔡宏図、蔡政達とその家族（国泰金融控股）／109億ドル 4位 郭台銘（テリー・ゴウ）（鴻海精密工業。フォックスコン）フォックスコン）／105億ドル 5位 魏応州、魏応交、魏応充、魏応行（頂新国際集団）／90億ドル 6位 張聡淵（華利実業集団）／83億ドル 7位 張虔生（ジェイソン・チャン）、張洪本（リチャード・チャン）（日月光投資。ASEテクノロジー・ホールディング）／79億ドル 8位 蔡衍明（旺旺集団）／69億ドル 9位 陳泰銘（ピエール・チェン）（国巨集団。YAGEO）／61億ドル 10位 尹衍樑（サミュエル・イン）（潤泰集団）／56億ドル | 1位 柳井正（ファーストリテイリング）／482億ドル 2位 孫正義（ソフトバンク）／282億ドル 3位 滝崎武光（キーエンス）／207億ドル 4位 佐治信忠（サントリーホールディングス）／105億ドル 5位 重田康光（光通信）／69億ドル 6位 安田隆夫（パン・パシフィック・インターナショナルホールディングス） ／54億ドル 7位 高原豪久（ユニ・チャーム）／53億ドル 8位 関家一馬と一族（ディスコ）／50億ドル 9位 伊藤兄弟（セブン&アイ・ホールディングス）／49億ドル 10位 森章（森トラスト）／47億ドル |

### 日本との経済関係
台湾は旧日本領であり歴史的に関係が深く、地理的にも近く共に民主主義・資本主義陣営の国家であり、貿易を始めとした経済的交流が強い。
民間貿易以外に台北国際金融センタービルや台湾高速鉄道の建設など、台湾の主要公共事業も日本企業によるものがあり、台湾経済における日本への依存は大きいものがある。また日本企業による台湾進出以外にも、古くは衣料業関連、現在では電子工業関連を中心に日本進出を果たす台湾企業もある。

### 経済団体
1999年に発足した「中華民国三三企業交流会」（三三会。2018年時点で会員67企業グループ、賛助会員42社が加盟） が台湾最大の経済団体である。日本のみずほ銀行 や大阪商工会議所と協力関係にある。

### 台湾証券取引所における主要な上場企業
2024年12月31日時点で台湾証券取引所の株式時価総額は世界13位、月間取引量は世界9位となった(en:List of major stock exchanges)。
台湾の半導体大手台湾積体電路製造（TSMC）は2024年10月17日に同社の時価総額は市場の終値で初めて1兆ドルを突破し、時価総額は1兆800億ドル（約162兆円）に達した。同社はアップル、エヌビディア、マイクロソフト、アルファベット、アマゾン、サウジアラムコ、メタ、バークシャー・ハサウェイに続いて世界で9番目に「1兆ドル企業クラブ」に仲間入りした。
| 順位 | 企業名                                       | 2016年12月時点の時価総額（億台湾ドル） |
| ---- | -------------------------------------------- | -------------------------------------- |
| 1    | 台湾積体電路製造（TSMC）                     | 47,064                                 |
| 2    | 鴻海（Foxconn）                              | 13,690                                 |
| 3    | 台塑石化（台塑化）                           | 9,669                                  |
| 4    | 中華電信（中華電）                           | 8,300                                  |
| 5    | 台湾化学繊維（台化）                         | 5,574                                  |
| 6    | 国泰フィナンシャルホールディングス（國泰金） | 5,496                                  |
| 7    | 台湾プラスチックグループ（台塑）             | 5,411                                  |
| 8    | 南亜                                         | 5,131                                  |
| 9    | 富邦フィナンシャルホールディングス（富邦金） | 4,956                                  |
| 10   | 大立光電 (大立光)                            | 4,554                                  |
| 11   | 台達電子工業（台達電）                       | 4,078                                  |
| 12   | 中国鋼鉄                                     | 3,864                                  |
| 13   | 台湾大哥大                                   | 3,609                                  |
| 14   | MediaTek (聯發科技)                          | 3,402                                  |
| 15   | 中国信託金融ホールディングス (中国信託)      | 3,275                                  |
| 16   | 統一企業（統一）                             | 3,119                                  |
| 17   | 兆豐金融ホールディングス（兆豐金融）         | 3,114                                  |
| 18   | 日月光半導体（日月光）                       | 2,710                                  |
| 19   | 統一超商                                     | 2,495                                  |
| 20   | 遠伝電信（遠傳）                             | 2,340                                  |

#### 台湾上場・店頭公開企業の非管理職従業員の平均年間給与
| 2024年台湾上場・店頭公開企業の非管理職従業員の平均年間給与（平均年収、提出された有価証券報告書に基づく） |        |                                 |          |                                 |          |
| 会社名                                                                                                   | 業種   | 年收中央値                      | 順位     | 年收平均値                      | 順位     |
| 店頭公開企業                                                                                             |        |                                 |          |                                 |          |
| 信驊科技（エースピード・テクノロジー）                                                                   | 半導体 | 400.4万新台湾ドル（約2002万円） | 1        | 471.5万新台湾ドル（約2358万円） | 1        |
| 上場企業                                                                                                 |        |                                 |          |                                 |          |
| 聯発科技（メディアテック）                                                                               | 半導体 | 343.8万新台湾ドル（約1719万円） | 1        | 431.0万新台湾ドル（約2155万円） | 1        |
| 瑞昱半導体（リアルテック・セミコンダクター）                                                             | 半導体 | 324.6万新台湾ドル（約1623万円） | 2        | 391.5万新台湾ドル（約1958万円） | 2        |
| 達発科技（Airohaテクノロジー）                                                                           | 半導体 | 304.9万新台湾ドル（約1525万円） | 3        | 357.1万新台湾ドル（約1786万円） | 3        |
| 愛山林建設開発（JSLコンストラクション＆デベロップメント）                                                | 不動産 | 194.2万新台湾ドル（約971万円）  | 11位以下 | 354.1万新台湾ドル（約1771万円） | 4        |
| 聯詠科技（ノバテック・マイクロエレクトロニクス）                                                         | 半導体 | 286.5万新台湾ドル（約1433万円） | 4        | 352.1万新台湾ドル（約1761万円） | 5        |
| 台湾積体電路製造（TSMC）                                                                                 | 半導体 | 264.5万新台湾ドル（約1323万円） | 5        | 339.1万新台湾ドル（約1696万円） | 7        |
| 瑞鼎科技（レイディウム・セミコンダクター）                                                               | 半導体 | 261.2万新台湾ドル（約1306万円） | 6        | 341.3万新台湾ドル（約1707万円） | 6        |
| 創意電子（グローバル・ユニチップ、GUC）                                                                  | 半導体 | 255.9万新台湾ドル（約1280万円） | 7        | 316.0万新台湾ドル（約1580万円） | 8        |
| 祥碩科技（ASメディア・テクノロジー）                                                                     | 半導体 | 248.6万新台湾ドル（約1243万円） | 8        | 308.4万新台湾ドル（約1542万円） | 9        |
| 和泰汽車                                                                                                 | 自動車 | 210.3万新台湾ドル（約1052万円） | 11位以下 | 267.7万新台湾ドル（約1339万円） | 10       |
| 聯陽半導体（ITEテック）                                                                                  | 半導体 | 243.5万新台湾ドル（約1218万円） | 9        | 262.9万新台湾ドル（約1315万円） | 11位以下 |
| 長栄海運（エバーグリーン・マリン）                                                                       | 海運   | 241.5万新台湾ドル（約1208万円） | 10       | 252.3万新台湾ドル（約1262万円） | 11位以下 |

### 台湾に本拠地を置く代表的な大企業

#### エレクトロニクス関連
- 鴻海精密工業 (Foxconn) グループ従業員数は台湾資本として最多の120万人。
- ASUS（華碩）パソコンメーカー。マザーボードを始めとするパソコンパーツ、周辺機器などの開発、販売。
- エイサー（宏碁・Acer）ゲートウェイブランドも持つ、パソコンメーカー。
  - AOpen（エーオープン）マザーボード、ビデオカードメーカー。
- BenQ（明基・ベンキュー）2001年、エイサーグループから独立した。
- AU Optronics（友達・AUO）台湾最大の液晶パネルメーカー。会長がBenQの会長を兼務。
- Realtek（リアルテック）コンピューター用半導体メーカー。カニのマークでお馴染み。
- MediaTek（聯發科技）世界有数の移動体通信の通信技術および半導体の設計開発を行う企業。
- GIGABYTE（技嘉）パソコンメーカー。マザーボードを始めとするパソコンパーツ、周辺機器などの開発、販売。
- クアンタ・コンピュータ（広達）ノートパソコンの製造台数が世界で最も多い。
- ADATA（威鋼科技）メモリメーカー。DRAMモジュール市場の販売シェアは世界2位。
- HTC（宏達国際電子・High Tech Computer）世界的なスマートフォンメーカー。
- Micro-Star International（微星・MSI）パソコンメーカー。マザーボードを始めとするパソコンパーツ、周辺機器などの開発、販売。
- デルタ電子（台達電子工業・Delta Electronics）世界最大の電源装置メーカー。
- TSMC（台湾集成電路製造公司）世界最大の半導体製造ファウンドリ。
- UMC（聯華電子）世界3位の半導体製造ファウンドリ。富士通の半導体製造子会社三重富士通セミコンダクターをUMCに売却[158][159]。
- D-Link（友訊）ルーターなどインターネット関連製品における世界的企業。
- トランセンド (Transcend) DRAMメモリなど半導体製品の開発、販売。
- CyberLink（訊連科技）PowerDVDなどを開発するパソコンソフトメーカー。
- ASRock（華擎科技）パソコンメーカー。マザーボードを始めとするパソコンパーツ、周辺機器などの開発、販売。

#### 交通・輸送関連
- ジャイアント・マニュファクチャリング（捷安特・GIANT）自転車メーカー。
- 中華汽車
- キムコ（光陽機車・KYMCO）スクーターで有名なメーカー。
- 三陽工業 (San Yang Industry) SYMブランドのスクーターで有名。
- 台湾金峰 (Taiwan Golden Bee) TGBブランドのスクーターで有名なメーカー。
- ハートフォード（哈特佛・HARTFORD）オートバイのメーカー。
- 摩特動力工業公司 (Motive Power Industry) PGOブランドのスクーターで有名。
- 捷穎実業 (CPI Motor) CPIブランドのスクーター、ATVのメーカー。
- ユナリ（優耐立・Unilli）ATVで有名。
- 宏佳騰動力科技有限公司（宏佳騰機車 AEON MOTOR） AEONブランドのスクーター、ATVのメーカー。
- 合騏工業 (Her Chee Industrial) アドリーブランドのATV・スクーターのメーカー
- 鼎力金属工業 (DINLI METAL INDUSTRIAL) ディンリブランドのATVメーカー
- 益通動能科技股份有限公司 (E-TON POWER TECH) イートンブランドのATV、スクーターのメーカー。
- 台湾山葉機車工業 ヤマハ発動機の子会社
- 裕隆汽車 大手自動車メーカー。
- MAXXIS Tire（正新橡膠）
- NANKANG タイヤメーカー。インチアップ用タイヤで有名。
- エバーグリーン・グループ
  - 長栄海運
  - エバー航空（長栄航空）
  - 立栄航空
- チャイナエアライン（中華航空）
- パシフィック・サイクルズ社

#### その他の企業
- 中国鋼鉄（China Steel Corporation）
- 台湾プラスチックグループ（Formosa Plastics Group）
- 台湾銀行（Bank of Taiwan）
- 台湾糖業公司
- 統一超商
- 台湾中油

## 交通
台湾は道路、鉄道、航路ともに発達しており、日帰りで台湾を一周することも可能である。
交通部（日本の国土交通省に相当）は2023年7月1日より、台湾北部（台北市・新北市・基隆市・桃園市）、中部（台中市・彰化県・南投県・苗栗県）、南部（台南市・高雄市・屏東県）の三大都市圏（合計11県・市）で、特定の公共交通機関が１か月間乗り放題となる定額定期券「TPASS（行政院通勤月票）」を導入する。この「TPASS」は政府主導で実施する新たな定額定期券となる。交通部によると、定額定期券「TPASS」は台湾鉄路（台湾鉄道、在来線）、長距離バス、メトロ（MRT）、ライトレール、路線バス、自転車シェアリング、渡船などに利用でき、脱炭素化に貢献するとともに、通勤者の経済的負担を減らすことにつながる。2024年には台湾本島の全県市にまで範囲が拡大されている。

### 道路
高速道路（国道）は、基隆と高雄を結ぶ中山高速公路と、基隆と屏東を結ぶフォルモサ高速公路を中心に整備され、更に主要国道・省道が台湾全土にネットワークを構成している。これらの道路網を利用し、多くのバス会社が高速バスを運行し都市間輸送を担っている。都市間交通は台北や高雄という大都市以外に、地方都市間を連絡する路線も整備されており、鉄道輸送が整備されていない地区の主要交通手段である。
バス輸送はかつては国営の「台湾汽車客運」（中国語の汽車は自動車の意味）が高速バス事業を担っていたが、2001年の民営化に伴い「国光汽車客運」に再編された。それと同時に高速バス事業の自由化が進み、複数事業者による競合の結果、二列シート・軽食・飲物のサービス付き・カーテン・トイレ完備などの豪華なバスが大都市間で24時間運行されるようになっている。このために、民営バス会社は台湾における旅客輸送の重要な地位を占めているが、台北や中壢などでの慢性的、連休期間中の渋滞などによる遅延が発生している。
都市部では市内バス路線が整備されている。以前は旧型車両が多用され、慢性的な市内渋滞や乗客の乗降がスムーズでないなどの理由で利用頻度は高くなかったが、近年は台北市を中心に新型車両への更新、バス専用レーンの設置などで輸送能力に大幅な改善が見られ利用者も増加傾向にある。
これら交通網が整備されているが、特に市街地内交通網が未完成で、利便性に問題がある。このため、タクシーや自家用車の利用が多く、簡便に移動可能なスクーターの利用が多いことも台湾の特徴である。これら各種車両が入り乱れる市内地域では激しい交通渋滞と、運転マナーに起因する交通事故が多発している。
国際運転免許証に関しては、中華民国がジュネーブ条約に加盟していないため、外国人が台湾で運転する場合（台湾人が外国で運転する場合も）には現地での運転免許取得が必要であったが、日台間に関しては、2007年9月19日より日本と中華民国両政府の間で短期旅行者に限定して免許証の相互承認が認められるようになり、短期旅行者がレンタカーなどを運転できるようになり、2008年10月1日からは、現地の免許への切り替えも出来るようになった。ちなみに、日本以外の多くの国では、二国間の取り決めにより、早くから国際運転免許証の相互承認や、現地免許への切り替えが行われていた。
2011年8月1日から小型車（車両総重量が3,500kg以下で乗車定員が9人以下の乗用車）において、運転席、助手席だけでなく後部座席もシートベルト着用が義務付けられた。違反すれば罰金を科せられる。タクシーにおいても例外ではなくなった。
台湾は2017年末、電気自動車（EV）や電動バイクの普及に向けた政策を発表。2030年までにバスと公用車を全面電動化し、2035年にはガソリンバイク、2040年にはガソリン・ディーゼル自動車を販売禁止とする目標を掲げている。

### 鉄道
台湾の鉄道は、国営の台湾鉄路公司（略称は台鉄）の路線が台湾を一周しており、自強号（日本の特急に相当）、莒光号（日本の急行に相当）が各都市を繋いでいる。また、日本の中距離電車に相当する区間車、区間快車があり、それぞれ日本での普通列車や快速列車に相当する。一部の自強号と莒光号は機関車（電気・ディーゼル）が客車を牽引する編成であるが、それ以外は電車や気動車での運行である。これとは別に通勤電車と呼ばれる電車が大都市近郊を走っていたが、区間車へ発展的解消を遂げ、普快車（日本の普通列車に相当）も車両近代化に伴い区間車に置き換えられた。かつては復興号（日本の準急に相当）も存在したが、2022年3月に廃止された。なお、台湾では列車のことを「汽車」ではなく「火車」と呼ぶ。
市内や近接地区を結ぶ鉄道交通ネットワークとしては日本の地下鉄や新交通システムに相当する捷運 (MRT) が運行されている。1996年に台北市政府による最初の捷運として台北捷運文山線が、翌年には淡水線の一部区間が開業した。2008年3月には高雄市において高雄捷運、2017年3月に桃園市で桃園捷運、2018年12月に新北市で新北捷運、2021年4月には台中市を中心に走る台中捷運が開業した。他の都市でも捷運路線の建設または計画がされている。
台湾を代表する台北・高雄を連絡する都市間鉄道として、2007年1月に両都市を最高速度300km/hで運行する台湾高速鉄道が開通した。日本の新幹線車両（700T型）を導入し、台湾初の大型BOTとして建設・運営が行なわれている（台鉄の路線ではない）。日本の新幹線技術の初めての海外輸出となったが、受注の混乱や、各国の技術が混在する折衷型システムにより開業までに様々な問題が発生した。開業後は既存の縦貫線で最速3時間59分であった所要時間を87分に大幅に短縮し、また料金も自強号と航空機の中間に設定するなど大きな競争力を有している（台鉄捷運化を参見）。
高速鉄道の整備計画のない台湾東部の東部幹線に関しては車両の高速化と高速化に対応した軌道改修を行なっている。車両に関しては2004年に日本から885系新型車両を原型とした車両を導入し、太魯閣号の運行が開始された。
またかつては34路線の軽便鉄道として糖業専用鉄道があったが、1980年代にそれらの旅客営業は全廃された。林業鉄道は1914年開業の阿里山森林鉄路が現在も運行されている。

### 海運

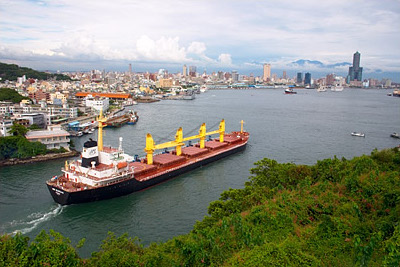
高雄港

台湾島と澎湖諸島、金門島などの離島との間は船便によっても結ばれており、航空路線が発達した今日でも利便性がある。台湾島と澎湖諸島を結ぶ船便は高雄港（台華輪）・台南安平港（今日之星）・嘉義布袋港（満天星客輪）から毎日出ている。
なお、台湾島と緑島・蘭嶼を結ぶ船便は台東富岡港から、台湾島と金門島を結ぶ船便（金門快輪というフェリー）は高雄港から、台湾島と馬祖列島を結ぶ船便（台馬輪および合富輪）は基隆から、それぞれ出航している。
日本からは沖縄・那覇新港から、宮古島、石垣島を経由し、基隆、高雄へ向かう航路が有村産業により運航されていたが、会社破産により運休（実質廃止）となっている。

### 空運

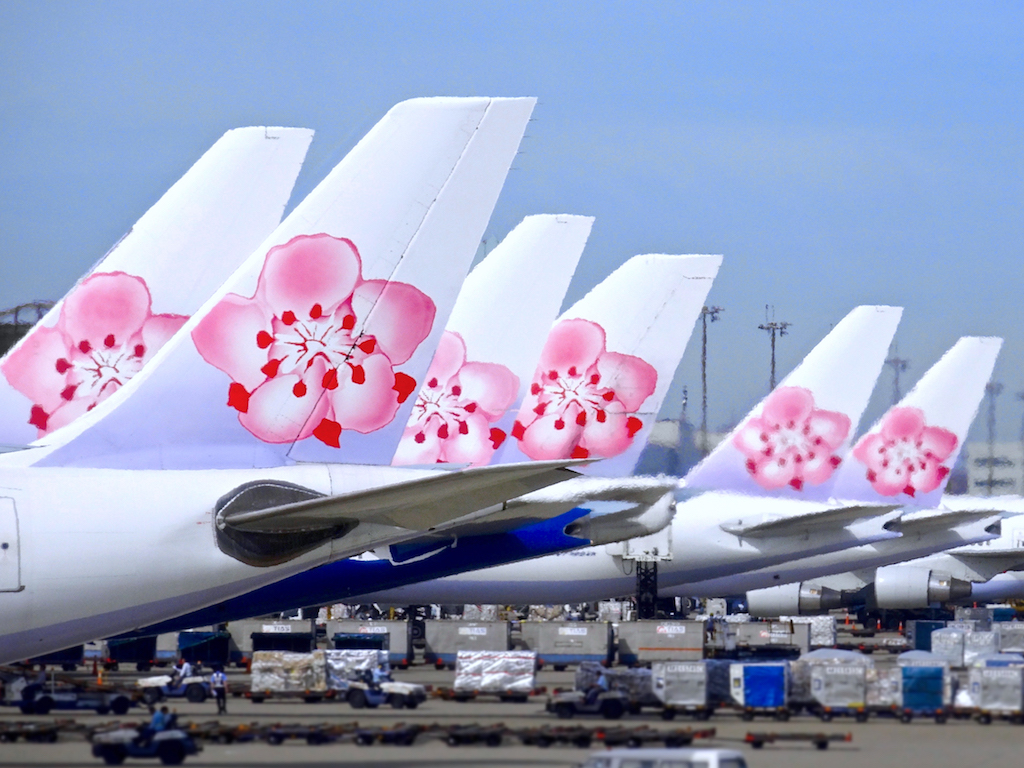
チャイナエアライン、台湾桃園国際空港

航空機は台湾島と金門島などの各離島を結んでいる他、主要都市を結んだ高頻度運航サービスを提供しており、料金も割引チケットを使えば鉄道やバスと遜色ないので人気は高い。また日本各地や香港、フィリピンのマニラなどとの間には高密度な国際線が運航されている他、アジア圏内やヨーロッパ、アメリカなどとの間にも多くの国際線が運航されている。
台湾の航空会社としては、日本では成田空港や中部国際空港、福岡空港などに乗り入れているチャイナエアライン（中華航空）が有名だが、最近では成田空港や関西国際空港、仙台空港などに乗り入れているエバー航空（長栄航空）も日本に浸透してきている。これらの航空会社以外にも、立栄航空やマンダリン航空（華信航空）、タイガーエア台湾（台湾虎航）、スターラックス航空（星宇航空）、ファーイースタン航空（遠東航空）などがある。なお、立栄航空はエバー航空（長栄航空）の子会社、マンダリン航空やタイガーエア台湾はチャイナエアライン（中華航空）の子会社である。
国際空港としては、台湾桃園国際空港、高雄国際空港、台中空港（中部国際空港）があり、最近では、花蓮空港を国際空港に昇格させる計画もある。2019年の台湾桃園国際空港の年間総旅客数は前年比4.6％増の4869万人に達し、2018年に続き再び過去最高を更新した。
国際空港評議会（ACI）が発表した2018年の世界の空港ランキングベスト100で、台湾桃園国際空港が世界15位に選出された（昨年の21位から6つ順位を上げた）。入国審査カウンターのサービスを評価する部門では世界1位に輝いた。同団体発表した世界の1202の空港の2017年1～12月の乗降客数・貨物取扱量ランキングにおいて、台湾桃園国際空港は国際線旅客数世界10位、貨物取扱量世界9位、国際航空貨物取扱量世界6位でいずれも上位10位内にランクインしたほか、3部門全てで高い伸び率をマークした。また、世界各国の国際線で就航数が最も多かったのは桃園－香港線で、2017年の統計では2万9494便が就航している。

## 住民

### 概要

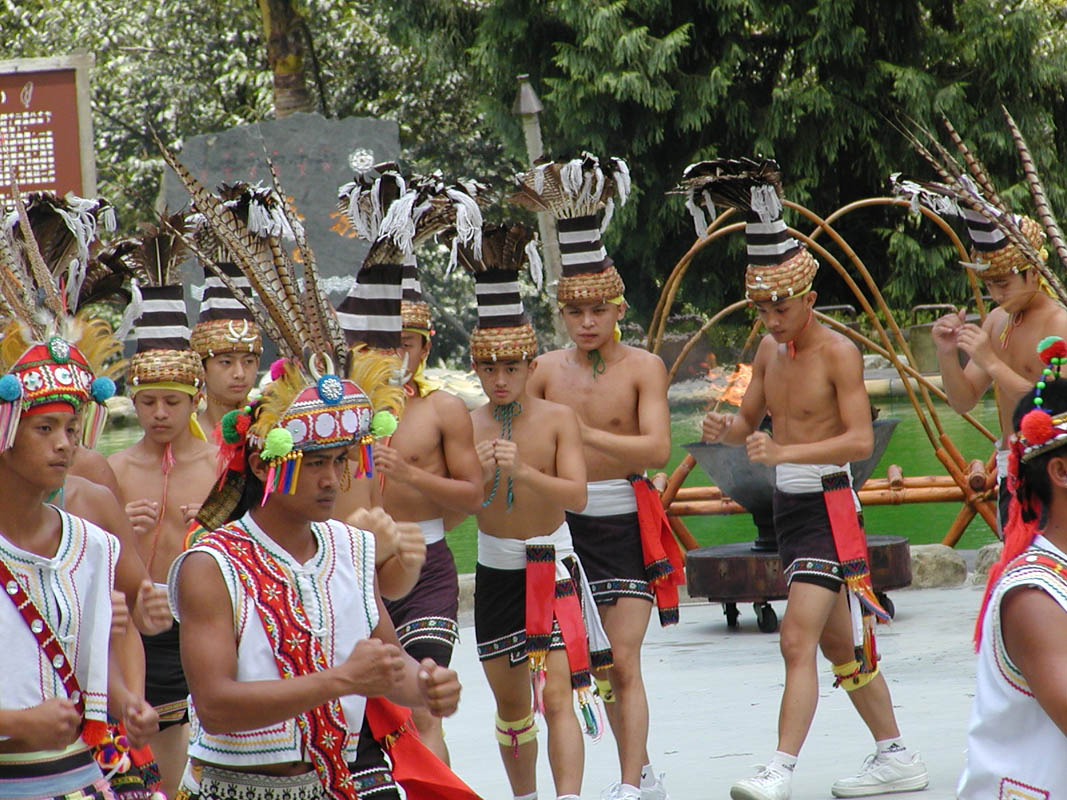
タオ族ダンサーと伝統的なドレス

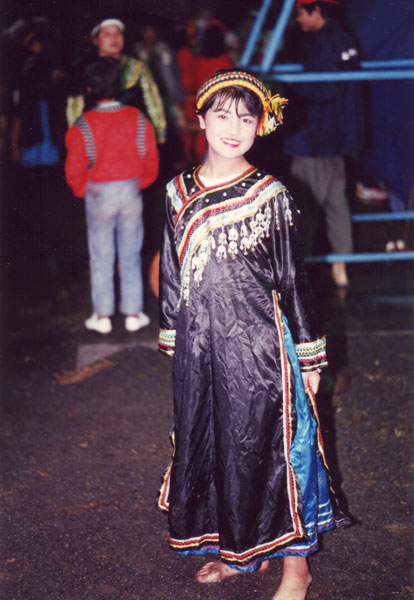
原住民の伝統衣装を身にまとったブヌン族の踊り手

台湾の住民は、混血と渡来系に大別される。原住民族は平地に住んで漢民族と同化が進んだ「平埔族」（ケタガラン族、パゼッヘ族、バブザ族など）と高地や離れ島に住む「高山族」16民族（アミ族、タイヤル族、パイワン族、ブヌン族、プユマ族、ルカイ族、ツォウ族、サイシャット族、タオ族、サオ族、タロコ族、クバラン族、サキザヤ族、セデック族、カナカブ族、サアロア族。クバラン族とサオ族は平埔族に分類されていたこともある。なお、「高砂族」は日本統治時代の呼び名）に分かれる。台湾の漢民族は、戦前（主に明末清初）から台湾に居住している本省人と、国共内戦で敗れた蔣介石率いる中華民国国軍と共に台湾に移住した外省人に分かれる。本省人が台湾で85%を占めており、本省人は福建（閩南）系と客家系に分かれる。外省人13%、原住民2%（タイヤル、サイシャット、ツォウ、ブヌン、アミなど14民族）。
現代のヒト白血球型抗原とミトコンドリアDNAによる調査の一つによれば、台湾の人口の88%が原住民の祖先を持つという。
台湾の人口が増えて2300万人を超えたため、人口密度は650.361人/km2（2021年12月末統計）であり、人口が1000万人以上の国では世界2位になった。
2020年時点で平均寿命81.3歳、女性84.7歳、男性78.1歳で年々上昇の傾向にある。65歳以上の比率は14パーセントを記録するようになった。
少子化が進んでおり、2022年の合計特殊出生率は0.87で過去最低を記録した。
人口は2020年を境に減少が始まり 2050年代に2000万人を切ると見られている。
2020年現在、在台外国人は約79万人、多い順にインドネシアが25万人で32%、ベトナムが23万人で29%、フィリピンが15万人で19%を占める（民国109年の台湾の内政部統計処調べ）。2023年時点の外国人労働者は73万人で64%が製造業、30%が介護に従事している。
内政部警政署（日本の警察庁に相当）「台閩地區居留外僑統計―按國籍及職業別九十九年 (2010)」によれば、2010年現在、滞在日数180 日以上の長期ビザ取得者が申請できる「外僑居留証」を所持する日本人は、12,056人（男性7,330人、女性4,726人）である。その内訳は、商業人員（2,197人）、15歳未満の者（1,853人）、家事（1,687人）、就学（1,003人）、エンジニア（678人）、教師（640人）、その他（3,472人）となっている。
労働部（日本の厚生労働省に相当）が2024年5月5日までに発表した統計によると、「外国専門人材」として台湾での就労が許可されている外国人は、2023年末時点で延べ約4万9千人に上り、前年比で約2千人増加した。国籍別にみるとマレーシアが延べ約8千人で、前年の最多だった日本（約6千人）を抜いてトップに躍り出た。台湾は外国専門人材を「専門人材」「特定専門人材」「高級専門人材」の3つに区分している。科学技術や経済などの分野で国の利益に貢献し、中央政府の各主務機関の推薦を受けた高級専門人材は、元の国籍を保持したまま帰化できる。
台湾での総資産が500万新台湾ドルを超えるか、あるいは仕事の技能や専業を例証すれば、台湾移民署 に永住を申請することができる。

### 台湾住民の自己認識
| 調査                   | 台湾人 | 中国人 | 台湾人かつ中国人 |
| ---------------------- | ------ | ------ | ---------------- |
| 国立政治大学（1992年） | 17.6%  | 25.5%  | 46.4%            |
| 国立政治大学（1996年） | 24.1%  | 17.6%  | 49.3%            |
| 国立政治大学（2000年） | 36.9%  | 12.5%  | 44.1%            |
| 国立政治大学（2008年） | 48.4%  | 4%     | 43.1%            |
| 国立政治大学（2016年） | 59.3%  | 3%     | 33.6%            |
| 国立政治大学（2020年） | 64.3%  | 2.6%   | 29.9%            |

中華民国総統であった李登輝は、台湾人のルーツをたどれば中国大陸からの移民が多いとしつつも、「私がはっきりさせておきたいのは、『台湾は中国の一部』とする中国の論法は成り立たないということだ。400年の歴史のなかで、台湾は6つの異なる政府によって統治された。もし台湾が清国によって統治されていた時代があることを理由に『中国（中華人民共和国）の一部』とされるならば、かつて台湾を領有したオランダやスペイン、日本にもそういう言い方が許されることになる。いかに中国の論法が暴論であるかがわかるだろう。もっといおう。たしかに台湾には中国からの移民者が多いが、アメリカ国民の多くも最初のころはイギリスから渡ってきた。しかし今日、『アメリカはイギリスの一部』などと言い出す人はいない。台湾と中国の関係もこれと同じである」と述べている:42。また李登輝は、日本統治時代に台湾人が学んで純粋培養されたのは、「勇気」「誠実」「勤勉」「奉公」「自己犠牲」「責任感」「遵法」「清潔」といった「日本精神」であり、国共内戦後に中国大陸から来た中国国民党たちは、自分たちが持ち合わせていない価値観だったので、これらの「日本精神」は台湾人の持ち合わせている気質だと定義したと述べている:40。
2020年、台湾で「自分は中国人ではなく台湾人だ」と考える人の割合が急上昇しており、台湾や香港に対する中国の強硬姿勢への反発に加え、新型コロナウイルス対策の成功が意識変化の背景にあり、その牽引役は、李登輝が進めた民主化後に社会に出た若者である。李登輝は1996年の総統直接選挙の導入などの民主化を推進し、1997年には台湾の歴史を学ぶ『認識台湾』を導入するなどの教育改革を進め、現在20代から30代の若者はその洗礼を受けた世代に当たる。国立政治大学が市民にアイデンティティを問うてきた調査では「自分は台湾人」と答える人が、1996年の直接選挙の導入を節目に長期的な増加傾向にあり、2020年6月調査では前年比で8.5%増加、過去最高の67%に達した。年代別では、20代が8割、30代も7割を超え、「自分は中国人」と答えた人は過去最低の2.4%に留まった。国立政治大学選挙研究センター主任の蔡佳泓は「中国による統一圧力や香港弾圧に対する警戒感が影響している。今年は特に新型コロナ対策の成功で世界に注目されたことが、台湾人としての誇りにつながった」とみている。

### 言語
台湾の国家言語は国語（標準中国語）である。2018年に国語以外の台湾語や客家語そして原住民の諸言語の位置づけが平等となった。
国語は中華人民共和国の標準語である普通話と基本的に同一言語であるが、現在では語彙などの細かい部分に多少の相違点が生じている。台湾の学校教育で習う言語であり共通語として機能している。
他にも日常生活では台湾国語や台湾語（ホーロー語、河洛話、福佬語）、場所によっては客家語、台湾原住民の諸言語が使用される。台湾語は伝統的区分では福建方言（閩語）の一種である閩南語に含まれるが、平埔族の言語や日本語の影響を受けており、その意味でも閩南語とは分化し台湾語、福佬語などと呼称される。
また、台湾原住民の諸言語はオーストロネシア語族の言語であり、多くは台湾諸語に属する（タオ語のみマレー・ポリネシア語派に属する）。その数は、1622年にオランダ人入植者がやって来た時には少なくとも30はあった。その後、日本語の配属下を挟んで二度の中国語の配属下にあったことで、その数は20程度に減ってしまった。また、その話者も2000人以下ということから、土着語は絶滅する危険にさらされている。
中華民国の実効支配地域の言語としては、金門島でも閩南語が話されているが、日本語の影響をほとんど受けていないなど、台湾の台湾語とは相異がある。馬祖島では閩東語が話されている。烏坵郷では本来は莆仙語が話されていたが、現在は閩南語（台湾語）が話されている。
音声言語の他、日本手話と手話語族が同じで、類似点の多い台湾手話を母語とする人たちがいる。

#### 文字
国語は中華人民共和国の普通話と同様に漢字で表記されるが、中華人民共和国で使用されている簡体字ではなく、伝統的な繁体字（正字体）が用いられている。ただし、日常生活ではある程度略字の使用が行われている（「臺灣」を「台灣」と表記するなど）。
また発音記号としては注音符号という発音記号を現在でも教育現場で使用しており、小学生向けの教科書にルビとして振られている他、鉄道貨車の形式を表したりするのに使われている。それ以外にもラテン文字系の通用ピンインや注音符号二式、ウェード式のような発音表記方式も存在している。
日本統治時代に教育を受けた世代ではひらがなやカタカナを利用している例もあるが、21世紀初頭では仮名文字を使用して台湾語を表記（台湾語仮名）している台湾人は極めて限定的となっている。
台湾と日本の文化において、漢字に対する感情的な共感が一致していることがわかった。漢字は単なる文字ではなく、思想や美学を表現する手段として重要視されている。

#### 電子機器の文字入力
パソコン等の文字入力方法は、マイナーなものも含めれば十数種類の入力方法が存在しているが、習得が容易なことから日本のかな漢字変換に似た注音輸入法がもっとも一般的である。注音輸入法はパソコンだけでなく携帯電話での文字入力にも利用されている。また、習得が困難だが入力速度の速い倉頡輸入法、嘸蝦米などもプロ向けの入力方法として人気がある。

#### 言語教育
高齢者や農村部では、台湾語または客家語、日本語のみ話すことができ、国語（標準中国語）が話せない人もいる。民主化以降になって、国語以外の言語、すなわち台湾語、客家語、原住民語の教育が義務付けられたが、日本統治時代は日本語で、中国国民党による一党独裁時代は標準中国語（国語）で教育することが定められていた。若い世代は基本的に標準中国語（国語）・台湾語とも話せるが、在中年世代以下では標準中国語（国語）のみで台湾語を「聞いて理解できるが話せない」という人も少なくない。外省人が人口に占める割合の多い都市部でその傾向が大きい。
この他、外国語の教育熱が高く、幼稚園時から英語のみ使用する施設などに子供を預ける人も多い。アメリカやヨーロッパでの修士号の取得、学士号の取得を目標とする留学者も多い。

### 宗教

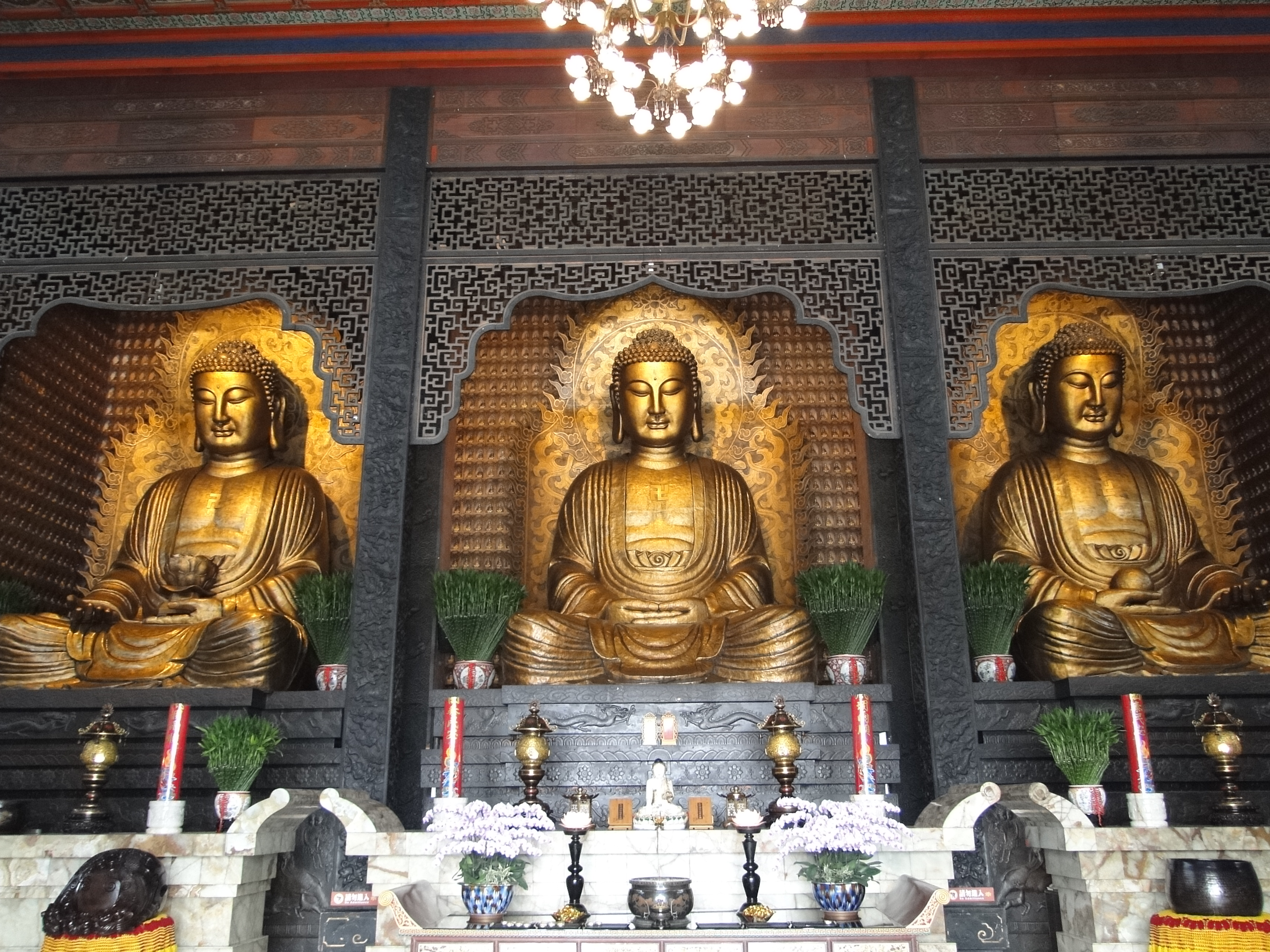
高雄市・佛光山の修道院本殿

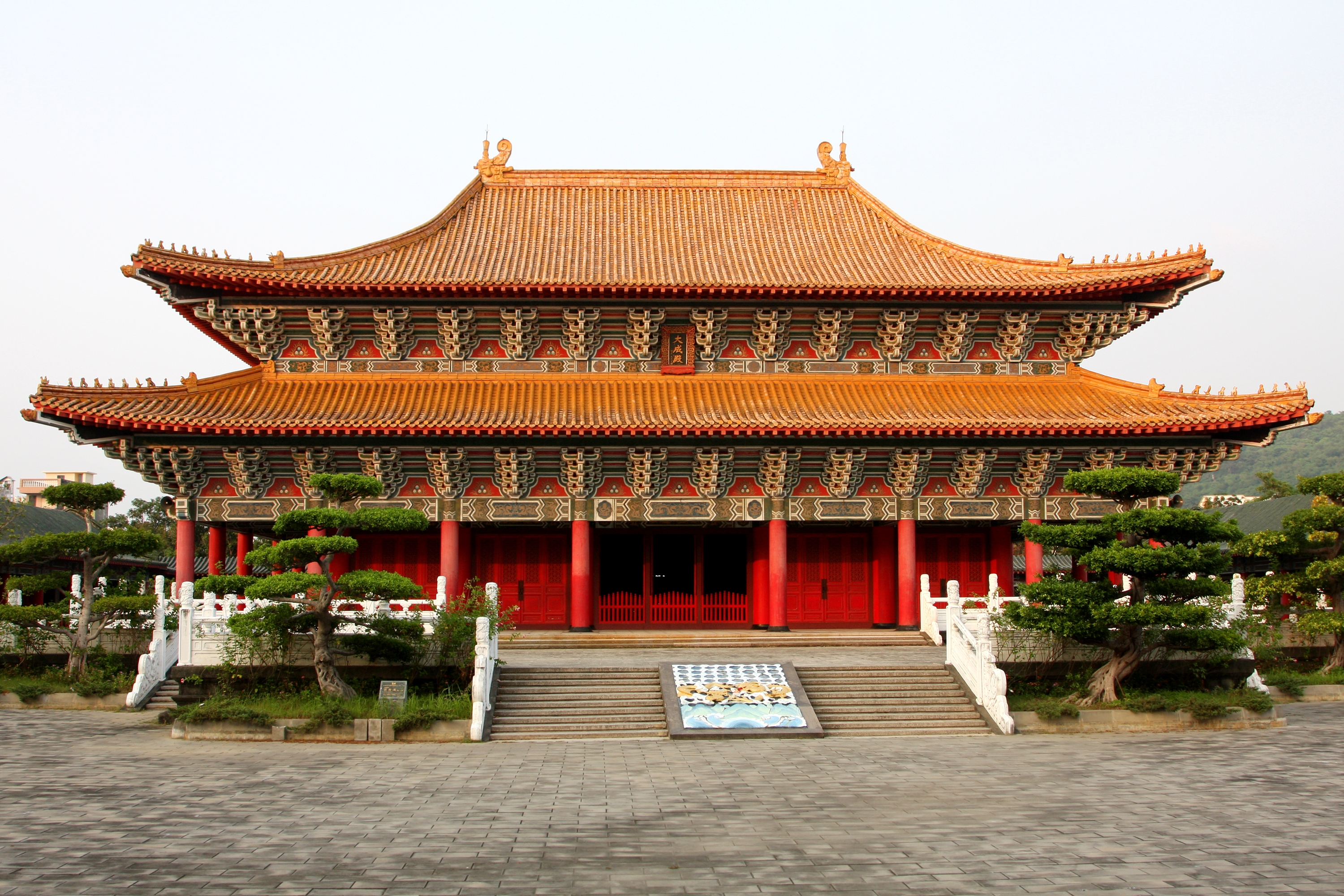
高雄市・蓮池潭の孔子廟

台湾では政教分離を基本とし、また中華民国憲法（第二章第十三条）により宗教信仰の自由が保障されているため、国内では各種宗教が自由に存在し、布教されている。
内務省は奉仕活動などを行っている宗教団体を宗教公益獎として表彰している。この表彰は遅くとも2001年に始まり、現在まで続いている。
台湾における宗教は、道教・キリスト教・仏教が特に盛んであり、人々は今日でも宗教と深く結び付いている。道教は二大系統のうち、正一教（天師道）の系譜に連なる。キリスト教は、プロテスタントが多数派であり、なかでも台湾基督長老教会が最も信徒の多い教派である。仏教は、1980年代頃から信徒数が急増し、なかでも仏光山・慈済・法鼓山・中台禅寺・霊鷲山の台湾仏教五座山の諸派が盛んである。
| 宗教名                 | 信徒数  | 宗教施設数 | 聖職者数 |
| ---------------------- | ------- | ---------- | -------- |
| 道教                   | 799,422 | 9,527      | -        |
| 新教（プロテスタント） | 384,576 | 2,517      | 4,362    |
| 天主教（カトリック）   | 177,641 | 710        | 1,785    |
| 仏教                   | 148,715 | 2,345      | -        |
| 一貫道                 | 15,682  | 222        | -        |
| イスラム教             | 5,952   | 4          | 21       |
| バハイ信教             | 2,265   | 2          | 12       |
| 天理教                 | 1,659   | 23         | 80       |
| サイエントロジー       | 1,000   | 1          | 30       |
| 儒教                   | 790     | 14         | -        |
| 軒轅教                 | 307     | 8          | -        |
| 弥勒大道               | 318     | 4          | -        |
| 天徳教                 | 185     | 5          | -        |
| 理教                   | 148     | 6          | -        |
| 真光教                 | 100     | 1          | 1        |
| 黄中                   | 39      | 1          | -        |
| 天帝教                 | 33      | 1          | -        |
| (その他)               | 957     | ≧ 6        | ≧ 15     |

政府統計で正式に分類されている主な宗教は、以下の通り。
- 道教
- 基督教（プロテスタント）
- 天主教（カトリック）
- 仏教
- 一貫道 - 清で創設された宗教で、明明上帝を主神とする。
- 回教（イスラム教）- 台湾にはマレーシア経由で日本統治以前に伝来した。後に大陸の回族も中華民国政府とともに渡来した。
- 巴哈尹（バハイ）教 - 1961年に台湾に伝来した。台湾南部を中心に布教しており、1991年以前は大同教と呼ばれていた。
- 天理教 - 1896年に日本から伝来した。
- 理教 - 明で創設された宗教で、観音菩薩を本尊とする。
- 軒轅教 - 1951年に台湾で創設された道教系の宗教で、台北市に総本部がある。

基本的に1950年から1970年の20年間に、宗教は経済によって成長してきたが、政治によって抑制され、社会の受動的な立場にあった。

### 教育

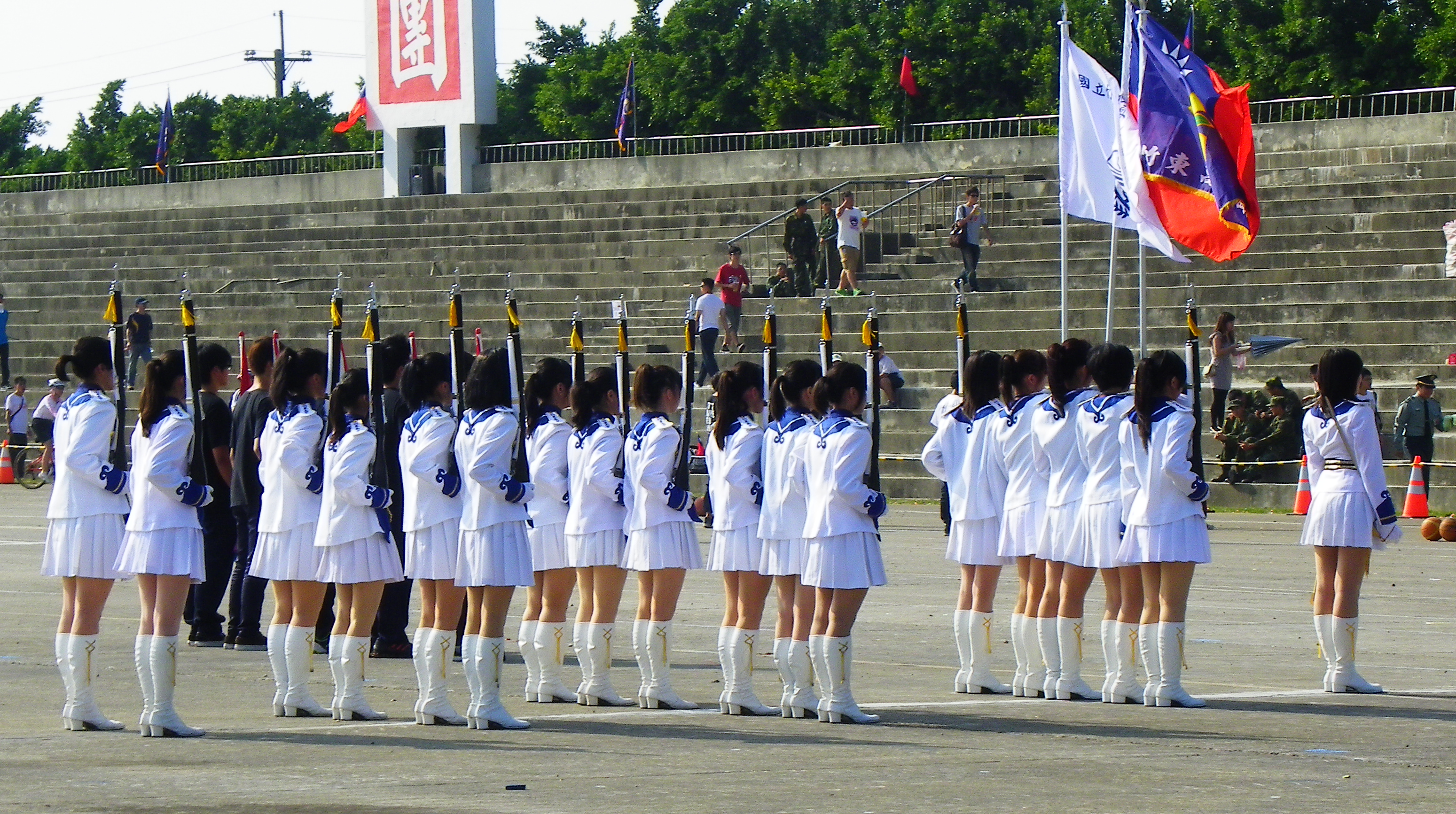
帯剣・執銃した高等中学校生徒によるカラーガード（2011年）

現在の台湾の教育制度は、中華民国憲法の規定（第二十一条、第百六十条）と各種の教育関連法に基づいて体系化されている。学制は6・3・3・4制が採用され、国民小学6年、国民中学3年、高級中学（日本で言う高等学校に相当）3年、大学4年となっている。ただし大学の教育、建築学部は5年、歯学部6年、医学部は7年となっている。普通学校と並行して特殊学校（盲学校、聾学校、養護学校など）と補習学校（専科学校や語学学校など）がある。義務教育（台湾語では国民敎育）は、当初は国民小学の6年のみであったが、今は国民中学3年も含めて9年制となる。学年暦は8月 - 翌年7月まで、日本の4月1日 - 3月31日とは異なる。
2014年度から教育普及、授業料無償、非強制進学、入試免除を基本とする十二年国民基本教育（略称:十二年国教。国民小学から高級中学までの12年間。ただし、義務教育は従来通り9年間）を実施。
2011年から5歳児の幼稚園・保育所の学費(入園料や保育料)は無償であり（5歳児の公立幼稚園・保育所の学費は無償、5歳児の私立幼稚園・保育所の学費補助金は幼児1人につき毎学年3万ニュー台湾ドルまで）、2014年から6-17歳の学齢児童の教育は無償である。
一般に台湾人は教育に熱心であり、国語（標準中国語）識字率は98.29%（2012年度）に達する。しかし教育熱心な人が多いゆえに台湾は学歴社会となっており、就職では日本以上に学歴が重視される傾向にある。大学への進学率は84.2%（2020年度）。特に有名高等中学校・大学への入試は熾烈を極める。大学進学・卒業後に海外の大学・大学院へ留学する学生も多く、台湾には日本やアメリカの大学・大学院が出した学位・博士号を持つ者も多い。

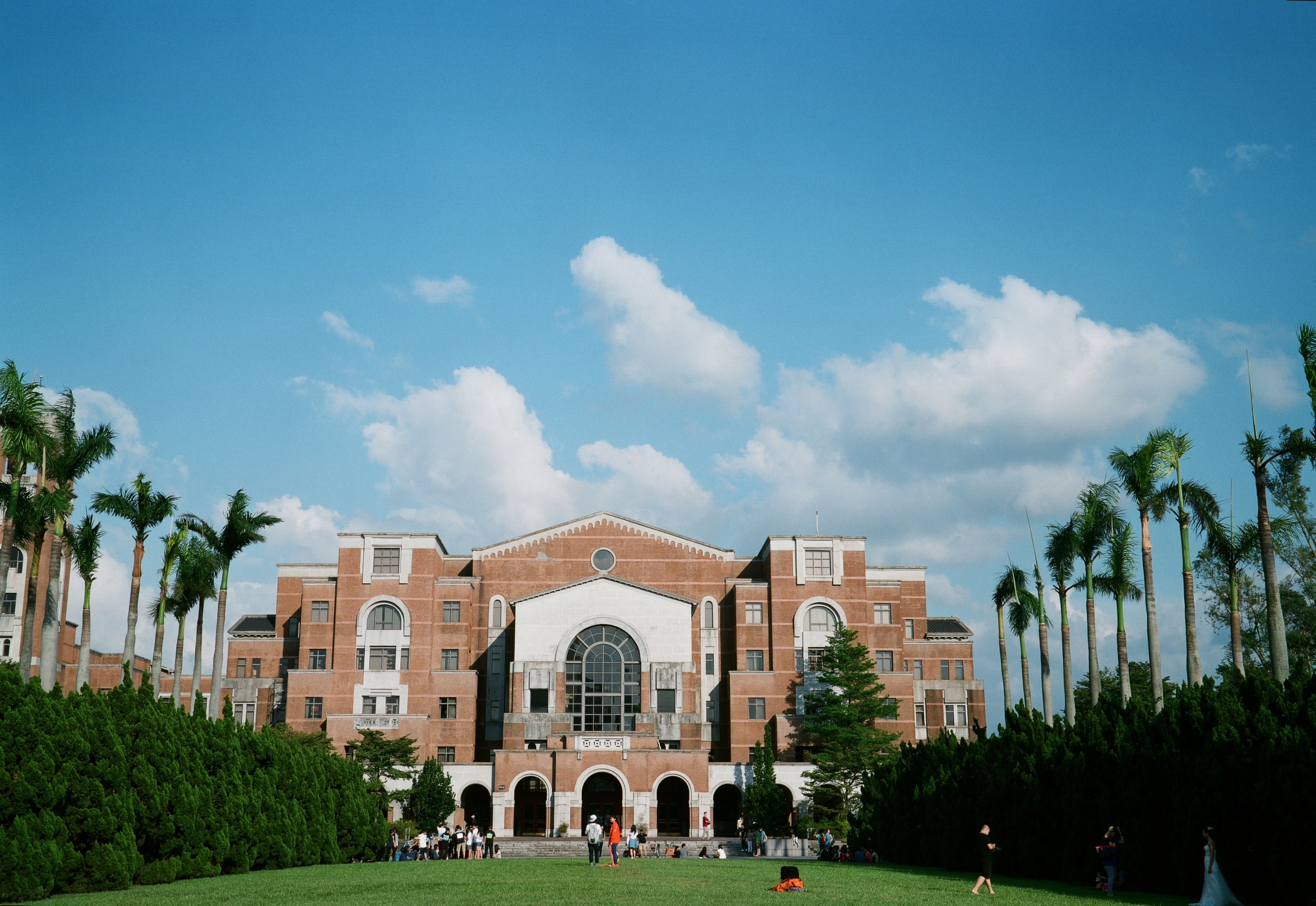
国立台湾大学

大学には総合大学のほかに短期大学（2年制）、工科大学、文科大学、国立空中大学（日本の放送大学に相当）があり、2023年度時点で大学総数148校、学生総数は約114万人に及ぶ。このような大学増設の影響から、最近では大学合格率が100%を超える問題も生じている。

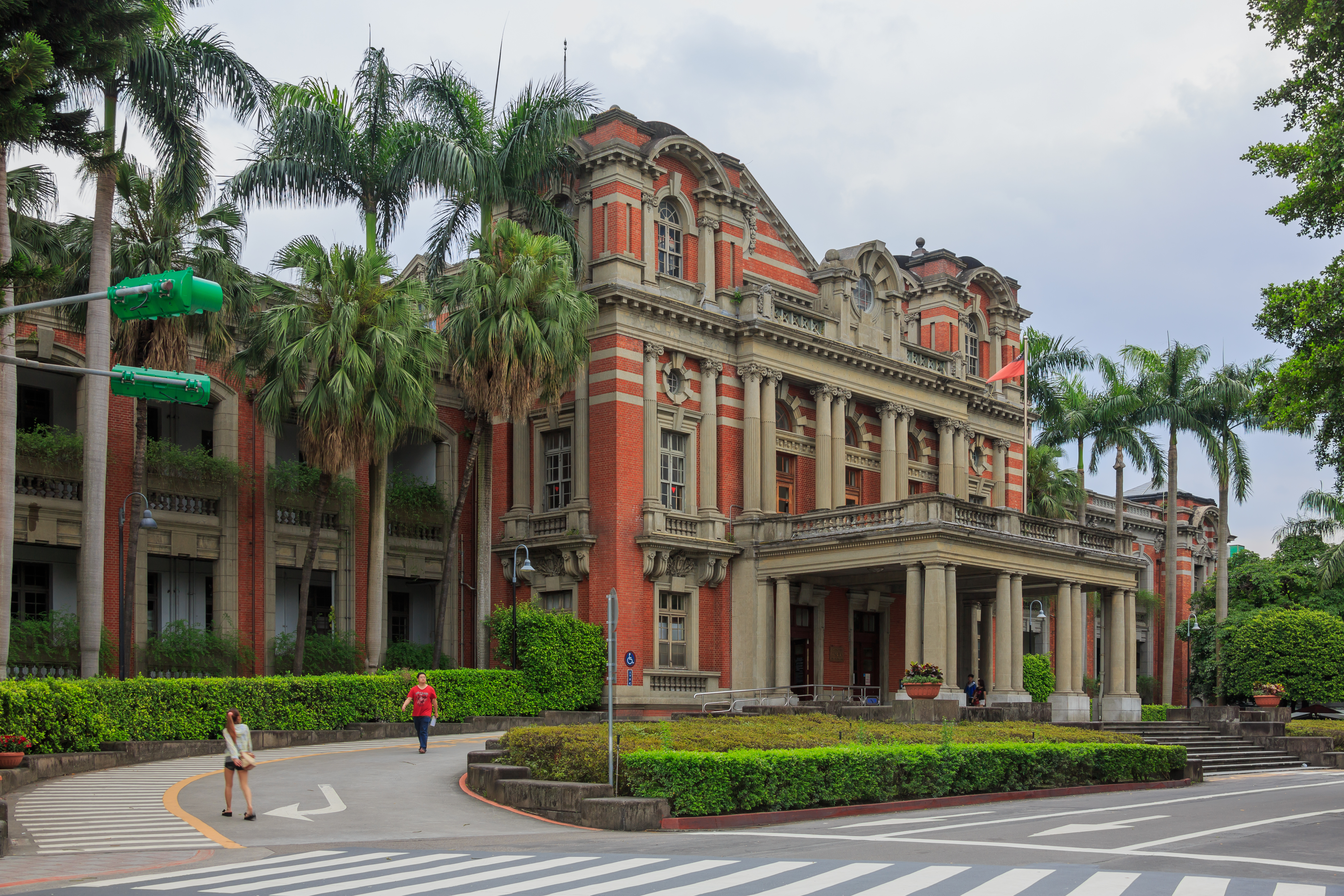
国立台湾大学医学院附設医院旧館

文科系進学者よりも理科系進学者が、優秀とみなされる。理科系における名門大学は、台北市の国立台湾大学(台北帝国大学,昭和3年)（1945年改編）、新竹市の国立清華大学（1955年復校）と国立交通大学、台南市の国立成功大学（1961年創立）である。文科系では台湾大学や台北市の国立政治大学（1954年復校）が、一流の進学先とみなされている。
国外には華僑子息・子女のための教育機関として、約3750校の華僑学校（日本での名称は中華学校）が設置されており、日本には横浜中華学院、東京中華学校、大阪中華学校の3校がある。日本の華僑学校は歴史が古く、1897年（明治30年）に孫文が設立した私塾に由来する。華僑学校は中国語教育および中華文化の普及を目的としている。教育対象の年齢は各学校によって異なる。

#### 人材競争力
スイスのローザンヌに拠点を置くビジネススクール、国際経営開発研究所（IMD）が発表した最新の『2021年世界人材ランキング』で、台湾は64カ国・地域中、16位だった。前年より順位を4つ上げた。アジアの国・地域に限った場合、台湾は11位の香港、12位のシンガポールに続いて3位で、34位の韓国や39位の日本を上回った。一方、オーストラリアに本部を置き、アメリカ、オランダ、メキシコ、ベルギーなどに支部を持つ経済平和研究所は、2022年の世界163カ国中、人的資本で日本が1位、台湾が32位と発表した。

### 婚姻
台湾は伝統的には夫婦別姓であるが、相手の姓に変更することも可能となっている。また、1985年民法において、冠姓が義務づけられていたが、当事者が別段の取り決めをした場合はその取り決めに従うとされていた。その後1998年の改正で、原則として本姓をそのまま使用し、冠姓にすることもできると改められた。職場では以前から冠姓せず本姓を使用することが多かったという。子供の姓は、原則的に父系の姓が適用されていた（入婿の場合は逆）が、1985年の改正で、母に兄弟がない場合は母の姓にすることもできるようになった。この結果、兄弟別姓が可能である。これも男女平等原則の違反とされ、2008年の戸籍法改正で父の姓か母の姓か両親が子供の姓を合意し、両方の署名を入れ役所に提出することとなった。合意に至らない場合は役所が抽選で決める。

#### 同性結婚
アジアで最初に同性結婚が合法的に認められた国である。
2003年10月末、中華民国行政院が「人権保障基本法」の中で同性結婚を認める草案を作成したが、閣僚と立法委員が反対し、採決は行われなかった。2012年に同性愛者の権利擁護団体が同性結婚を法制化する草案を新たに提出したが、廃案となっている。2015年台湾で最高司法機関の司法院がインターネットを通じて実施した世論調査では、同性婚の合法化を支持するという回答が71%に上り、それまでの調査よりもさらに増えた。
2017年5月24日、最高司法機関の司法院大法官会議（憲法裁判所に相当）は、同性婚を認めていない現在の民法の規定は憲法に違反しているという判断を示し、実現すればアジアで初めてとなる同性婚の法制化を2年以内に行うよう言い渡した。2019年5月17日、立法院で同性婚を認める法律「司法院釈字第748号解釈施行法」が可決、蔡英文総統の公布ののち同年5月24日に予定通り施行され、同日に婚姻届の受理が始まった。この法改正により、台湾はアジア初の同性婚合法化がされた国となった。

### 男女平等
男女間の格差を指数化した国連開発計画（UNDP）の「ジェンダー不平等指数（GII）」に則り台湾が独自に行った評価で、台湾の2014年のジェンダー不平等指数（GII）は世界で5番目に格差が少ないとの結果が出ている。台湾はジェンダー不平等指数（GII）が低く、男女平等の度合いが世界5位、アジアでは1位だった。
男女間の給与格差は、2016年に女性の平均時給は264.6ニュー台湾ドルなのに対して男性のそれは307.7ニュー台湾ドルと14.0％の格差がある、男性を100とした賃金格差は過去最小の86.0だった。
台湾内の営利企業の企業トップに占める女性の割合は2015年末時点で36.1％に上り、過去最高を更新した。国内の営利企業数は133万3000社。女性比率は過去最高ながらも、2010年と比較した上昇幅はわずか0.5ポイントに留まった。
世界銀行が発表した世界のジェンダー平等に関する最新の報告書「女性・ビジネス・法律2019」で、台湾は世界187カ国中、世界35位に入り、アジアでは首位となった。同報告書によると、台湾が100点満点中91.25点と、香港（86.25点）や韓国（85点）、米国（83.75点）を上回った。

### 社会保障制度
現在の台湾の社会保障制度には，社会保険制度および社会福祉（税財源）の仕組みによる制度が存在する。前者は，医療保険（全民健康保険），年金保険（労工保険，公教人員保険，軍人保険）のほか，労働災害保険（労工保険，労災保険，農民職業災害保険等）や雇用保険（就業保険）がある。後者は，老人福祉，児童・少年福祉，身体障害者福祉，中收入・低收入家庭福祉等において，それぞれの法律に基づく福祉サービスが実施されている。特に，高齢者などの介護サービスは，老人福利法のほか，「長期照顧十年計画2.0」（介護サービス提供体制整備プラン）などに基づいて提供されている。さらに，公的扶助制度として，社会救助法に基づく制度がある。なお，社会保障を所管する省庁として，衛生福利部（社会福祉，医療行政を所管），労働部（労働行政を所管）などがある。
台湾の社会保障制度からの支出額（社会支出）は2022年度で2兆5,342億新台湾ドルであり，対GDP比は11.2％である。その主な機能別支出は，高齢が45.4％，保健医療が36.4％などとなっている。

#### 台湾の高齢期の所得保障制度（台湾の年金制度）
台湾の高齢期の所得保障制度の体系によると，第0層は社会福祉制度からの給付であり（公的扶助である「社会救助」を除く），中低収入老人生活手当などの制度が位置づけられている。これらは無拠出（税方式）で，所得などの条件に該当する高齢者を対象とした手当である。その上の第1層が社会保険制度であり，台湾の年金制度（公的な年金制度）はここに位置づけられる。具体的には，軍人保険，公教人員保険，労工保険，農民健康保険，国民年金が該当する，その上の第2層は，（法律に基づく）退職金制度である。軍人，公務員や教職員，民間の雇用者等にそれぞれ該当する制度がある。第3層は個人保障とされる部分で，個人民間保険（個人年金），貯蓄，家族による経済的支援があてはまる。
このように，台湾の年金制度（公的な年金制度）は高齢期の所得保障の基礎として位置づけられている。また，国民年金の実施（2008年）により，制度的には国民皆年金が達成されている。
| 台湾の高齢期の所得保障制度 | |                                                                                      |                                                                                      |                                                                                      |                                                                                      |                                                                                      |
| 職業等 階層                | 軍人 | 公務員・教職員                                                                       | 公務員・教職員                                                                       | 雇用者                                                                               | 農民                                                                                 | 自営業者など                                                                         |
| 第3層 個人保障             | 個人民間保険，個人貯蓄，家族による支援 | 個人民間保険，個人貯蓄，家族による支援                                               | 個人民間保険，個人貯蓄，家族による支援                                               | 個人民間保険，個人貯蓄，家族による支援                                               | 個人民間保険，個人貯蓄，家族による支援                                               | 個人民間保険，個人貯蓄，家族による支援                                               |
| 第2層 退職金 制度          | 軍人・公務員・教職員退職金制度 （DB/年金) | 国営事業退職金制度                                                                   | 私立学校教職員退職金 制度 (DC)                                                       | 労働者退職金制度 (DC)(新) (DB)(旧)                                                   | 農民退職貯蓄 (DC)                                                                    | －                                                                                   |
| 第1層 社会保険             | 軍人保険 (DB) | 公教人員保険 (DB)                                                                    | 公教人員保険 (DB)                                                                    | 労工保険 (DB/年金)                                                                   | 農民健康保険                                                                         | 国民年金保険 (DB/ 年金)                                                              |
| 第0層 社会福祉             | 退役軍人給付，中低收入老人生活手当，老年基本保障年金，原住民族給付，老年農民福祉手当 | 退役軍人給付，中低收入老人生活手当，老年基本保障年金，原住民族給付，老年農民福祉手当 | 退役軍人給付，中低收入老人生活手当，老年基本保障年金，原住民族給付，老年農民福祉手当 | 退役軍人給付，中低收入老人生活手当，老年基本保障年金，原住民族給付，老年農民福祉手当 | 退役軍人給付，中低收入老人生活手当，老年基本保障年金，原住民族給付，老年農民福祉手当 | 退役軍人給付，中低收入老人生活手当，老年基本保障年金，原住民族給付，老年農民福祉手当 |
|                            | 注：DBは確定給付，DCは確定拠出の制度を指す。 下線部は国民年金制度の一環としての給付。太字は農民健康保険からの給付。 台湾の年金制度（公的な年金制度）は第1層の社会保険制度に位置づけられる。 引用：国家発展委員会人力発展処（2021），我国老年経済安全制度概況，老年経済安全制度専刊第5期（頁3）。 |                                                                                      |                                                                                      |                                                                                      |                                                                                      |                                                                                      |

### 海外旅行
経済発展で所得が増え、2012年の台湾人海外旅行者数は1000万人を突破、台湾人海外旅行者の増加傾向が続いている。交通部観光局（日本の国土交通省観光庁と日本政府観光局（JNTO）に相当）によると、2019年の台湾人出国者数は前年比2.7％増（前年比45万6651人増）の1710万1335人となった。人口比で見た2019年の台湾人海外出国率（国外旅行者／人口）は前年比1.9％増の72.46%（ほぼ総人口の4分の3を占める程度）となった。
台湾では日本観光は既に相当な人気となっている。訪日台湾人観光客は2018年で475万人で、台湾の人口約2358万人からすれば5人に1人が訪れた計算になる。訪日外国人の中では、中国（838万人）、韓国（753万人）に次いで多い。
2017年の台湾寄港クルーズ船旅客数は114万人で、過去最高を更新した。台湾のクルーズ船市場規模は2016年に続きアジアの国・地域別で2位となった。
観光庁の2024年の『訪日外国人消費動向調査』によると、2024年の訪日外国人の旅行消費額（速報）は、8兆1257億円で過去最高となった。国・地域別では、台湾が1兆897億円で2位（構成比13.4%）となった。一般客一人当たりの旅行支出では、台湾は18万7512円となった。訪日外国人の国・地域別でみると、韓国が879万人と最も多く、中国（611万人）、台湾（577万人）と続いた。

### 週休二日制
労働部（日本の厚生労働省に相当）の『2017年7月職類別薪資調査』（2017年7月の職業別給与動向調査結果）によると、主な週休制の形態をみると、「何らかの週休二日制」を採用している企業割合は89.33％となっている。「完全週休二日制」を採用している企業割合は、87.51％となっている。これを産業別にみると、金融業・保険業が100％で最も高く、宿泊業・飲食サービス業が52.64％で最も低くなっている。
同調査によると、週休制の形態別適用労働者割合をみると「何らかの週休二日制」が適用されている労働者割合は93.99％、「完全週休二日制」が適用されている労働者割合は92.96％となっている。これを産業別にみると、金融業,保険業が100％で最も高く、宿泊業,飲食サービス業が63.29％で最も低くなっている。

### 祝日
立法院院会（国会本会議）は2025年5月9日、国定休日（祝日）を新たに4日追加することを盛り込んだ「紀念日・節日実施条例」案を可決した。2025年5月28日には総統の公布を経て施行される。条例施行で、今後の春節（旧正月）連休は最低でも7連休になる。2025年時点で合計16日ある。

### 少子化対策
台湾の出生率が極めて低いことの原因は多いが、特に、適齢期の若者で結婚する人の割合が低いこと、仕事と家庭の両立が難しいこと、そして経済的な原因の3つが主な原因として挙げられる。行政院（内閣に相当）は2030年までに合計特殊出生率を1.4に引き上げる目標を掲げる。
少子化を改善するために今回打ち出した三大措置はまず、「公共化」された教育と保育サービスの拡大。具体的には公設託児施設・行政が設け、民間が運営する託児施設(「公共化」された「0〜2歳児保育サービス」)、並びに公立の「幼児園」（幼稚園と託児所が統合した施設、日本の幼保連携型認定こども園に相当）と非営利の「幼児園」の増設(「公共化」された「幼児園」の増設)。そのうち0歳児から2歳児を対象とし、公設託児施設・行政が設けて民間が運営する託児施設(「公共化」された「0〜2歳児保育サービス」)は2018年から2022年までに受け入れ許容量で5,280人分増やす。0歳から2歳までの幼児を、公設託児施設・行政が設け、民間が運営する託児施設(「公共化」された「0〜2歳児保育サービス」)に預ける場合、総合所得税率(世帯全体の所得税率)が20％以下の一般家庭(年間所得123万新台湾ドル以下の世帯)ならば衛生福利部（日本の厚生労働省に相当）が幼児1人につき毎月3,000新台湾ドル(保護者負担軽減補助金)を補助する。また中低所得世帯の場合、衛生福利部の毎月の補助金(保護者負担軽減補助金)は1人あたり5,000新台湾ドル、低所得世帯の場合は同7,000新台湾ドルに増額する。そして第3子から政府はさらに1,000ニュー台湾ドル上乗せし、保護者の毎月の負担を1,000新台湾ドル軽減する。この措置は2018年8月から実施する。2歳児から5歳児を対象とした公立および非営利の「幼児園」(「公共化」された「幼児園」)は2017年から2022年までに2,247クラス、6万人分あまり増やす。公立の「幼児園」に通う幼児は、「幼児園」の学費(入園料や保育料)の無償化が実施される(幼児1人につき毎月2,500新台湾ドルを負担する)。非営利の「幼児園」(「公共化」された「幼児園」)に通う幼児は、非営利の「幼児園」の料金と保護者の負担可能な金額との費用を政府が軽減する。したがって、非営利の「幼児園」(「公共化」された「幼児園」)に一般家庭の幼児が通う場合、非営利の「幼児園」の料金は幼児1人につき毎月3,500新台湾ドルを負担する。そして第3子から政府はさらに1,000新台湾ドル上乗せし、保護者の毎月の負担を1,000ニュー台湾ドル軽減する(幼児1人につき毎月2,500新台湾ドルを負担する)。「公共化」された「幼児園」に中低所得世帯と低所得世帯の幼児が通う場合は無料。この措置は2021年8月から政府はさらに1,000新台湾ドル上乗せし、そして第2子政府はさらに1,000新台湾ドルおよび第3子以降政府はさらに1,000新台湾ドル上乗せし、保護者の毎月の負担を1,000新台湾ドルと第2子保護者の毎月の負担を2,000新台湾ドルおよび第3子以降保護者の毎月の負担を3,000新台湾ドル軽減する、2022年8月にはさらに保育サービスの補助金1,500新台湾ドルおよび幼児園の保護者負担軽減額500新台湾ドルに増額する。2023年1月から、子育て世帯全員に支給される（所得制限なしの子ども支援）。2024年1月から政府はさらに1,500新台湾ドル上乗せし、そして第2子政府はさらに1,000新台湾ドルおよび第3子以降政府はさらに1,000新台湾ドル上乗せし、保護者の毎月の負担を1,500新台湾ドルと第2子保護者の毎月の負担を2,500新台湾ドルおよび第3子以降保護者の毎月の負担を3,500新台湾ドル軽減する。また中低所得世帯の幼児が通う場合、政府はさらに1,000新台湾ドルおよび低所得世帯の幼児が通う場合政府はさらに1,000新台湾ドル上乗せし、中低所得世帯の幼児の保護者の毎月の負担を1,000新台湾ドルと低所得世帯の幼児の保護者の毎月の負担を2,000新台湾ドル軽減する。
第2に、私立の「幼児園」と私立の託児施設の「準公共化」。政府は規定を満たす保母、私立の託児施設、私立の「幼児園」と契約したり(「準公共化」された教育と保育サービス)、補助金(保護者負担軽減補助金)を提供したりして保護者の託児・育児費用を一部負担する。研究によれば、保護者が毎月負担可能な託児・育児費用は可処分所得の約10％から15％で、8,000新台湾ドルから1万2,000新台湾ドル。将来的には私立の託児施設もしくは私立の「幼児園」の料金と保護者の負担可能な金額との差額を政府が補助する(保護者負担軽減補助金)。0歳から2歳までの幼児を、政府と契約して「準公共化」された保母、もしくは私立の託児施設に預ける場合(「準公共化」された「0〜2歳児保育サービス」)、総合所得税率(世帯全体の所得税率)が20％以下の一般家庭(年間所得123万新台湾ドル以下の世帯)ならば衛生福利部が幼児1人につき毎月6,000新台湾ドル(保護者負担軽減補助金)を補助する。また中低所得世帯の場合、衛生福利部の毎月の補助金(保護者負担軽減補助金)は1人あたり8,000新台湾ドル、低所得世帯の場合は同1万新台湾ドルに増額する。そして第3子から政府はさらに1,000新台湾ドル上乗せし、保護者の毎月の負担を1,000新台湾ドル軽減する。この措置は2018年8月から実施する。2歳から5歳までの幼児について(「準公共化」された「幼児園」)は、「幼児園」の料金基準と個々の家庭の収入に応じて、幼児1人あたり毎月3,500新台湾ドルから1万新台湾ドルの補助金(保護者負担軽減補助金)を業者に支給する。「準公共化」された「幼児園」に一般家庭の幼児が通う場合、「準公共化」された「幼児園」の料金は幼児1人につき毎月4,500新台湾ドルを負担する。そして第3子から政府はさらに1,000新台湾ドル上乗せし、保護者の毎月の負担を1,000新台湾ドル軽減する(幼児1人につき毎月3,500新台湾ドルを負担する)。「準公共化」された「幼児園」に中低所得世帯と低所得世帯の幼児が通う場合は無料。この措置は2021年8月から政府はさらに1,000新台湾ドル上乗せし、そして第2子政府はさらに1,000新台湾ドルおよび第3子以降政府はさらに1,000新台湾ドル上乗せし、保護者の毎月の負担を1,000新台湾ドルと第2子保護者の毎月の負担を2,000新台湾ドルおよび第3子以降保護者の毎月の負担を3,000新台湾ドル軽減する、2022年8月にはさらに保育サービスの補助金1,500新台湾ドルおよび幼児園の保護者負担軽減額500新台湾ドルに増額する。2023年1月から、子育て世帯全員に支給される（所得制限なしの子ども支援）。2024年1月から政府はさらに4,500新台湾ドル上乗せし、そして第2子政府はさらに1,000新台湾ドルおよび第3子以降政府はさらに1,000新台湾ドル上乗せし、保護者の毎月の負担を4,500新台湾ドルと第2子保護者の毎月の負担を5,500新台湾ドルおよび第3子以降保護者の毎月の負担を6,500新台湾ドル軽減する。また中低所得世帯の幼児が通う場合、政府はさらに1,000新台湾ドルおよび低所得世帯の幼児が通う場合政府はさらに1,000新台湾ドル上乗せし、中低所得世帯の幼児の保護者の毎月の負担を1,000新台湾ドルと低所得世帯の幼児の保護者の毎月の負担を2,000新台湾ドル軽減する。
第3に、育児手当（日本の児童手当に相当）の拡大。政府は育児手当を支給する対象となる家庭の資格制限を緩和する。また、0歳から4歳までの幼児がみなこれを受け取れるようにする。総合所得税率(世帯全体の所得税率)20％以下の家庭(年間所得123万新台湾ドル以下の世帯)であるか、「公共化」もしくは「準公共化」サービスも受けていないならば、0歳から4歳までの幼児がいた場合、幼児1人あたり毎月2,500新台湾ドル、年間で3万新台湾ドルが受け取れる。第3子以降はさらに1,000新台湾ドルが支給される。また中低所得世帯の場合、育児手当は幼児1人あたり毎月4,000新台湾ドル(年間で4.8万新台湾ドル)、低所得世帯の場合は幼児1人あたり毎月5,000新台湾ドル(年間で6万新台湾ドル)を受け取れる。第3子以降はさらに1,000新台湾ドルが支給される。この育児手当拡大方法は2018年8月から実施する。この措置は2021年8月から政府はさらに1,000新台湾ドル上乗せし、そして第2子政府はさらに1,000新台湾ドルおよび第3子以降政府はさらに1,000新台湾ドル上乗せし、2022年8月にはさらに1,500新台湾ドルに増額する。また「私立幼児園」に一般子育て家庭の5歳児が通う場合、保護者は育児手当と同額の学費補助金を受け取れる。2023年1月から、子育て世帯全員に支給される（所得制限なしの子ども支援）。
| 出生順           | 【0～2歳】「公共化」された 「0〜2歳児保育サービス」 | 【0～2歳】「準公共化」された 「0〜2歳児保育サービス」 | 【2～5歳】公立「幼児園」 | 【2～5歳】非営利の「幼児園」 (「公共化」された「幼児園」) | 【2～5歳】「準公共化」された「幼児園」 | 【0～4歳】育児手当 ・【5歳】私立「幼児園」 | 【6～17歳】12年国民基本教育                                              |
| ---------------- | --- | --- | --- | --- | --- | --- | ------------------------------------------------------------------------ |
| 第1子            | 2024年1月から： 幼児1人につき毎月7,000新台湾ドル(保護者負担軽減補助金)を補助する。中低所得世帯の場合、衛生福利部の毎月の補助金(保護者負担軽減補助金)は1人あたり9,000新台湾ドル。低所得世帯の場合は同11,000新台湾ドルに増額する。 | 2024年1月から： 衛生福利部が幼児1人につき毎月13,000新台湾ドル(保護者負担軽減補助金)を補助する。中低所得世帯の場合、衛生福利部の毎月の補助金(保護者負担軽減補助金)は1人あたり15,000新台湾ドル。低所得世帯の場合は同17,000新台湾ドルに増額する。 | 2022年8月から： 学費(入園料や保育料)の無償化(幼児1人につき毎月1,000新台湾ドルを負担する)。中低所得世帯と低所得世帯の幼児が通う場合は無料。 | 2022年8月から： 幼児1人につき毎月2,000新台湾ドルを負担する。中低所得世帯と低所得世帯の幼児が通う場合は無料。 | 2022年8月から： 幼児1人につき毎月3,000新台湾ドルを負担する。中低所得世帯と低所得世帯の幼児が通う場合は無料。 | 2023年1月から： 「公共化」もしくは「準公共化」サービスも受けていないならば、0歳から4歳までの幼児がいた場合、幼児1人あたり毎月5,000新台湾ドル、年間で6万新台湾ドルが受け取れる。中低所得世帯の場合、育児手当は幼児1人あたり毎月6,500新台湾ドル(年間で7.8万新台湾ドル)。低所得世帯の場合は幼児1人あたり毎月7,500新台湾ドル(年間で9万新台湾ドル)を受け取れる。 5歳児が私立幼児園に通う場合： また「私立幼児園」に子育て家庭の5歳児が通う場合、保護者は育児手当と同額の学費補助金を受け取れる。 | 小学校から高校まで12年間の義務教育。6-17歳の学齢児童の教育は無償である。 |
| 第2子・第3子以降 | 2024年1月から：第2子： 幼児1人につき毎月8,000新台湾ドル(保護者負担軽減補助金)を補助する。 中低所得世帯の場合：毎月1人あたり10,000新台湾ドルを補助する。低所得世帯の場合：毎月1人あたり12,000新台湾ドルを補助する。第3子以降： 幼児1人につき毎月9,000新台湾ドル(保護者負担軽減補助金)を補助する。 中低所得世帯の場合：毎月1人あたり11,000新台湾ドルを補助する。低所得世帯の場合：毎月1人あたり13,000新台湾ドルを補助する。 | 2024年1月から：第2子： 幼児1人につき毎月14,000新台湾ドル(保護者負担軽減補助金)を補助する。 中低所得世帯の場合：毎月1人あたり16,000新台湾ドルを補助する。低所得世帯の場合：毎月1人あたり18,000新台湾ドルを補助する。第3子以降： 幼児1人につき毎月15,000新台湾ドル(保護者負担軽減補助金)を補助する。 中低所得世帯の場合：毎月1人あたり17,000新台湾ドルを補助する。低所得世帯の場合：毎月1人あたり19,000新台湾ドルを補助する。 | 2022年8月から： 第2子および第3子以降： 学費(入園料や保育料)の無償化。中低所得世帯と低所得世帯の幼児が通う場合は無料。                      | 2022年8月から： 第2子： 幼児1人につき毎月1,000新台湾ドルを負担する。中低所得世帯と低所得世帯の幼児が通う場合は無料。 第3子以降： 学費(入園料や保育料)の無償化。 中低所得世帯と低所得世帯の幼児が通う場合は無料。 | 2022年8月から： 第2子： 幼児1人につき毎月2,000新台湾ドルを負担する。中低所得世帯と低所得世帯の幼児が通う場合は無料。 第3子以降： 幼児1人につき毎月1,000新台湾ドルを負担する。 中低所得世帯と低所得世帯の幼児が通う場合は無料。 | 2023年1月から：「公共化」もしくは「準公共化」サービスも受けていないならば、0歳から4歳までの幼児がいた場合： 第2子： 幼児1人あたり毎月6,000新台湾ドル、年間で7.2万新台湾ドルが受け取れる。中低所得世帯の場合：幼児1人あたり毎月7,500新台湾ドル(年間で9万新台湾ドル)。低所得世帯の場合：幼児1人あたり毎月8,500新台湾ドル(年間で10.2万新台湾ドル)を受け取れる。 第3子以降： 幼児1人あたり毎月7,000新台湾ドル、年間で8.4万新台湾ドルが受け取れる。 中低所得世帯の場合：幼児1人あたり毎月8,500新台湾ドル(年間で10.2万新台湾ドル)。低所得世帯の場合：幼児1人あたり毎月9,500新台湾ドル(年間で11.4万新台湾ドル)を受け取れる。 5歳児が私立幼児園に通う場合： 第2子および第3子以降： また「私立幼児園」に子育て家庭の5歳児が通う場合、保護者は育児手当と同額の学費補助金を受け取れる。 | 小学校から高校まで12年間の義務教育。6-17歳の学齢児童の教育は無償である。 |

### 外国人専門人材誘致
台湾の外国専業人材（外国人専門人員）の招聘雇用の促進および国際競争力の向上のために、2017年10月31日に「外国専業人才延攬及雇用法（外国籍専門人員募集及び雇用法）」を可決、2018年2月8日より施行。法案では外国専業人材（外国人専門人員）を一般外国専業人材（一般の外国籍専門人員、芸術家や塾講師を含む）、外国特定専業人材（外国籍で特定の専門人員）、外国高度専業人材（外国籍高度専門人員）に分類。外国特定専業人材（外国籍で特定の専門人員）は、所管機関が定めるテクノロジー（科学技術）、経済、教育、文化芸術、スポーツ、金融、法律、建築設計の8大分野における高い専門性や技術力を持つ人材と定義される。同法律は外国籍で特定の専門人員（外国特定専業人材）を台湾に招聘することが目的。就労ビザや居留規定（在留資格）の緩和、租税優遇、健康保険、定年退職、求職者への停留ビザの発給などによって外国人により優しい環境を整えることで、高い専門性や優れた技能を有する外国人の台湾での就労を促す。テクノロジー（科学技術）、経済、教育、文化芸術、スポーツ、金融、法律、建築設計の8大分野で特定の人材（高度の専門的な能力を有する人材）を台湾に招聘することを目指す。対象例は以下の通り。
A：テクノロジー（科学技術）分野では、ナノテクノロジー、AI（人工知能）、IoT（モノのインターネット）、VR（バーチャルリアリティ）など先端技術の上で傑出した研究開発とデザイン、もしくはスタートアップの実績を持つ人員。
B：経済分野では、半導体、バイオ医療材料、グリーンエネルギー（再生可能エネルギー）などの企業で専門的、もしくは分野を超えた総合的な職務に就いていた人員。
C：金融分野では、フィンテック（FinTec）、デジタル経済などの産業が必要とする金融分野の専門人員。
こうした専門人員を台湾に引き付けるための具体的な措置は以下の通り。
A：「外国特定専業人材（外国籍で特定の専門人員）」の在留期間を最長5年まで延長される（この期間は更新することができる）。
B：「外国特定専業人材（外国籍で特定の専門人員）」としての「就業金卡（就業ゴールドカード）」を発行する（有効期間は1～3年とし、期間満了後に再申請できる）。これは「工作許可（就労許可）」、「居留簽證（居留ビザ）」、「外僑居留証（外国人居留証）」、「重入国許可（再入国許可）」の四つの証明を一つにまとめたもので、これを取得した人は台湾における自由な求職活動と転職が可能になる。
C：初めて台湾に居留する「外国特定専業人材（外国籍で特定の専門人員）」には、最初の3年間、給与所得で年間300万ニュー台湾ドルを超えた部分に対する課税を半額とする租税優遇措置を提供する。
D：永久居留権（永住権）を取得した「外国専業人材（外国人専門人員）」はこれまで、永久居留証を取得した翌年以降、年間滞在日数が183日に満たない場合、永久居留証が取り消されるという規定があったが、この規定が廃止された。
E：全民健康保険（日本の国民健康保険に相当）加入に関する制限を緩和し（台湾滞在満6カ月の要件を廃止）、定年退職に関連した保障も強化する（永久居留権（永住権）を取得する「外国専業人材（外国人専門人員）」は、労働者定年退職金条例を適用する。国公立の学校に雇用される現職の専任教師については、台湾の国公立学校教員と同じ退職金制度が適用される。また、退職金を全額一度に受け取るか、月払いで受け取るかを選択することができる。）。さらに配偶者や子女の永久居留権（永住権）申請に関する規定も緩和（「外国専業人才（外国人専門人員）」が永久居留証（永住権）を取得した場合、その配偶者、未成年の子女、心身障害者であるため生活能力がない20歳以上の子女についても、一定の条件を満たせば永久居留証（永住権）を取得できる。）、成人した子女には就労許可などを与える。
これとは別に、「一般外国専業人材（一般の外国籍専門人員）」にも「求職ビザ」を発給し、台湾での職探しをしやすくする（台湾において「一般外国専業人材（一般の外国籍専門人員）」に該当する職業の就職活動を行う場合、在留期間最長6カ月の停留ビザを発行する）。また、フリーの芸術家（アーティスト）が台湾で自由に依頼を受けたり、創作活動を行うことを認める。さらに予備校や学習塾が専門知識や技術を有する外国籍教師を雇用することを認める。
従来、外国人は外国語の教師でなければ予備校や学習塾で教えることはできなかったが、「外国籍専門人員募集及び雇用法」では専門知識や技術を持つ外国人が予備校や学習塾で授業を行うことを認める。経済部（日本の経済産業省に相当）ではすでに、例えばエレクトロニック・スポーツの選手など、コンピューターゲーム、CG動画、VR（バーチャルリアリティ）・AR（拡張現実）などの産業で雇用される外国人が予備校や学習塾で実際の技術を教えることを認めると予告している。
また、経済部、科技部（日本の文部科学省に相当）、教育部（日本の文部科学省に相当）などの関係部署はさらに、「外国特定専業人才（（外国籍で特定の専門人員））」として認められる外国人の資格要件も予告中。それによれば、給与は文化芸術およびスポーツ分野の人員を除いて、月額16万ニュー台湾ドル以上。さらに学歴や特殊な専門能力などの面でも条件が定められる。
これら「外国特定専業人材（外国籍で特定の専門人員）」は「就業金卡（就業ゴールドカード、「工作許可（就労許可）」、「居留簽證（居留ビザ）」、「外僑居留証（外国人居留証）」、「重入国許可（再入国許可）」等4機能を含む）」を申請でき，自由に仕事を探し，転職することも可能。また，來台して3年間は年間收入が300万ニュー台湾ドルを超えた部分の課稅は半額となる。
この「就業金卡（就業ゴールドカード）」を取得した外国人は、雇用者を通して就労許可を申請することなく、自由に求職活動や転職活動を行うことができるほか、台湾へやって来る家族についても最長１年間の停留が認められることになる（「外国特定専業人材（外国籍で特定の専門人員）」の直系尊属の訪問ビザの停留期間を1年までに延長する）。初めて台湾で生活する外国人の場合は、その課税年度の翌年から起算して3年間、年収300万ニュー台湾ドルを超える部分の半額を、総合所得税免除の対象とする優遇措置が適用される。「就業金卡（就業ゴールドカード）」の申請があれば、関連省庁が30日以内にあらゆる審査を行う。最も早ければ2週間程度でカードが発行されるという。
工作許可（就労許可）の申請先では、台湾の雇用者が外国専業人材（外国人専門人員）を雇用する場合は、これまで通り労働部（日本の厚生労働省に相当）に申請する必要があるが、教育機関が外国人講師を雇用する場合の申請機関は教育部となる。「外国専業人才延攬及雇用法（外国籍専門人員募集及び雇用法）」は、香港、マカオ地域の住民も対象となる。
従来、外国人が働くために台湾にやって来るには、まず台湾に雇い主がいることが条件だったが、新たな法律では「求職ビザ」で台湾にやって来て仕事を探すことが出来るようになる（台湾において「一般外国専業人材（一般の外国籍専門人員）」に該当する職業の就職活動を行う場合、在留期間最長6カ月の停留ビザを発行する）。同ビザの発給対象は年間で2,000人が上限。外交部はすでに申請条件を予告している。それによれば、条件は働いた経験があること、過去6カ月の平均給与が4万7,971ニュー台湾ドル以上であること。また、働いた経験が無い場合は、世界の大学ランキング上位500校を卒業していることが条件。また、フリーの芸術家（アーティスト）が雇用者を経ないまま、個人での労働許可を申請できるようにする。文化部は関連の規定を予告中。映画や流行音楽、テレビ、ラジオ関連の事業に従事していて資格を満たす人は、台湾にやって来て働くことを申請できる。
外国人専門人員の招聘に向けて、国として手続き上での環境を整備する。政府は国家レベルの人材誘致プラットホームとして「Contact Taiwan」と単一窓口も開設した。
A：ワンストップ型の申請プラットフォームを設置する。内政部はすでに「外国専業人材申辦窓口平台（外国籍専門人員申請窓口プラットフォーム」）を設置し、「外国特定専業人材（外国籍で特定の専門人員）」が「就業金卡（就業ゴールドカード）」をオンライン申請できるようにしており、台湾で手続きを行う上での利便性を大きく高めている。
B：「インターネットと実体の統合、世界とのリンク」というワンストップ型の人材募集メカニズムを確実に執行するため、関連の情報は国家レベルの人材招聘ポータルサイト、「Contact Taiwan」で公開する。同時に、経済部の「招商投資服務中心（Invest Taiwan）」と連携し、専門スタッフによる人材募集とコンサルタントサービスを提供する。外国の専門分野の人材はこれらのプラットホームを通じて台湾での就労を申請することができ、利便性が高まったほか、手続きも簡素化された。
なお、「一般外国専業人材（一般の外国籍専門人員）」、「外国特定専業人材（外国籍で特定の専門人員）」の他、「外国高級専業人材（外国籍高度専門人員）」という資格も存在する。これは、「出入国及び移民法」が定める、国内で必要とされる「高級専業人材（高度専門人員）」のこと。科学、研究、商工業面での特殊な専門能力を持つ人員、および国際的なコンテストで賞を受けた人などが対象。科学技術や経済などの分野で国の利益に貢献し、中央政府の各主務機関の推薦を受けた外国高級専業人材（外国籍高度専門人員）は、元の国籍を保持したまま帰化できる。
外国籍の専門人材を誘致し、台湾に引き留める誘因を増やすため、「外国専業人才延攬及雇用法（外国籍専門人員募集及び雇用法）」の改正案は、2021年6月18日に立法院（国会）にて可決、同年7月7日に総統により公布され、同年10月25日に行政院により施行。今回の改正では、専門分野、専門職の認定を緩和し、就労と居留の規制を大幅に緩和し、社会福祉を強化し、租税優遇を延長した。
国家発展委員会は2023年1月31日、外国特定専門人材の許可件数が1万人を突破したと明らかにした。台湾は2018年2月に「外国専業人才延攬及雇用法（外国籍専門人員募集及び雇用法）」を施行して以来、外国人専門人材の誘致やつなぎ留めを進めている。2024年7月には、「就業金卡（就業ゴールドカード）」の発給枚数が1万枚を突破した。同委の統計によれば、2025年4月末までに累計1万3191人に発給し、国別では米国（3247人、全体の24.6％）、香港（1519人、11.5％）、日本（1003人、7.6％）の順に多かった。
労働部が2024年5月5日までに発表した統計によると、「外国専門人材」として台湾での就労が許可されている外国人は、2023年末時点で延べ約4万9千人に上り、前年比で約2千人増加した。国籍別にみるとマレーシアが延べ約8千人で、前年の最多だった日本（約6千人）を抜いてトップに躍り出た。台湾は外国専門人材を「専門人材」「特定専門人材」「高級専門人材」の3つに区分している。科学技術や経済などの分野で国の利益に貢献し、中央政府の各主務機関の推薦を受けた高級専門人材は、元の国籍を保持したまま帰化できる。高級専門人材が帰化を申請する場合、現行では年間183日以上合法に居留した事実を3年または5年以上継続することが条件の一つとなっているが、2024年5月7日に国籍法改正後は「年間183日以上合法に居留した事実を2年継続」または「5年以上合法に連続で居留」に緩和される。

#### ハイエンド人材の永住権
国家発展委員会の2024年9月に始まる立法院（国会）の次の会期で提出される「外国専業人才招聘雇用法」改正案について、最もハイエンドな人材の永住権取得条件を緩和し、ポイント制で条件を満たせば最短1年で取得可能とすることが目玉の一つだ。現時点では年収の要件を600万ニュー台湾ドル以上に設定する計画だとしている。
ハイエンド人材の獲得について同委担当者は、最短1年での永住権取得は日本の特別高度人材制度（J-Skip）を参考にしたと説明。「グローバルエリートビザ」を導入予定だとし、年収や学歴などの項目ごとにポイントを設け、合計点によって優遇措置を与える。
また、同委担当者によれば、同委は2028年までに12万人の外国専門人材を誘致する目標を掲げる。外国人留学生の台湾での就職を拡大させる他、IT技術を利用して働きながら旅をする「デジタルノマド」向けのビザを導入するなどの方策を進めていく方針。同委担当者によると、同委が現在準備を進めているデジタルノマドビザでは、最長で6カ月の滞在を認める。現行の規定ではデジタルノマドとして訪台する人の多くはノービザや観光ビザを利用しており、滞在できるのは最長で3カ月だった。

### 経済移民政策
行政院は2018年11月29日、海外からの労働人口の流入増を図ることを目的とした「新経済移民法」の政府原案を決定した。少子高齢化の加速で労働人口が将来的に減少すると予測される中、外国人や海外で生まれそのまま居住する台湾人（僑外生）の人材誘致を進める。「新経済移民法」は(1)「外国専業人才（外国人専門人員、専門性や技術力を持つ外国人）」、(2)「中階外籍技術人力（中級技能を持つ外国人）」、(3)「投資移民」、(4)「海外国人及其後代（海外在住の台湾人およびその子女）」の永住権取得条件について定めるもの。香港およびマカオ住民も対象となる。
行政院は記者会見で、「新経済移民法案」の狙いは2つの問題を解決することだと説明した。そのうちの一つは、産業発展に必要な人材およびマンパワー不足問題。もう一つは少子化に伴う人口危機問題。行政院によると、「新経済移民法案」のうち「中階外籍技術人力（中級技能を持つ外国人）」を対象にした部分では、台湾の雇用および賃金水準に影響を与えないことを前提に、台湾に長年在住する華僑や外国人、台湾で長年働く外国人（台湾で働く期間が累積6年以上の外国人）などに優先的に永住権を与えるとしている。「中階外籍技術人力（中級技能を持つ外国人）」の適用対象については(1)台湾の学校を卒業した元留学生、(2)台湾で既に一定期間働く（台湾で働く期間が累積6年以上）中級技能を持つ外国人（台湾で６年以上就労する中級技能を持つ外国人労働者）、(3)海外から新たに招聘する中級技能を持つ外国人の3つに分類し、これらの人々が台湾で働くための条件などを定めている。
また、台湾の賃金水準に衝撃を与えることを回避するため、「中階外籍技術人力（中級技能を持つ外国人）」は賃金分布の70パーセンタイルに相当する月額最低賃金を雇用の条件とする。つまり、産業部門における「技術員（技術スタッフ）、助理専業人員（アシスタント専門スタッフ）、機械操作、組装人員（組立スタッフ）」の賃金分布の70パーセンタイルは4万1,393ニュー台湾ドルとなり、社会福祉部門の「健康照顧人員（介護スタッフ）」の賃金分布の70パーセンタイルは、政府が推進する「長期介護2.0計画」における介護要員と同水準の3万2,000ニュー台湾ドルとなる。台湾人と外国人労働者の賃金のバランスを取ることで、台湾の労働市場に与える衝撃を最低限に抑えるのが狙い。
この法律が適用されて台湾で雇用される「外国特定専業人材（外国籍で特定の専門人員）」は、給与が月額16万ニュー台湾ドル以上（文化芸術およびスポーツ分野の人員を除いて）、台湾在住期間が連続3年以上、年間の平均滞在日数が毎年183日以上であれば、永住権を申請することができる（外国人専門人員ポイント制による永住権取得条件の優遇措置が導入される）。また、同法律が適用されて台湾で雇用される「一般外国専業人材（一般の外国籍専門人員）」は、給与が月額5万2,842万ニュー台湾ドル以上、台湾在住期間が連続5年以上、年間の平均滞在日数が毎年183日以上であれば、永住権を申請することができる（外国人専門人員ポイント制による永住権取得条件の優遇措置が導入される）。
行政院によると、「新経済移民法案」では「中階外籍技術人力（中級技能を持つ外国人）」のうち、(1)台湾の学校を卒業した元留学生、(2)台湾で既に一定期間働く（台湾で働く期間が累積6年以上）中級技能を持つ外国人（台湾で６年以上就労する中級技能を持つ外国人労働者）を優先して台湾につなぎとめるほか、(3)海外から新たに招聘する中級技能を持つ外国人についても雇用の条件を定めているが、この部分については行政院が改めて施行日を定めることになっている。
「中階外籍技術人力（中級技能を持つ外国人）」の台湾での就労には月額最低賃金が定められるほか、中国語能力や過去の就労経験などの条件を審査する。また、雇用人数については産業別に割り当て（クオーター）を設けるほか、総量規制を行う。詳細については別途定める。この法律が適用されて台湾で雇用される「中階外籍技術人力（中級技能を持つ外国人）」は、台湾在住期間が連続5年以上、年間の平均滞在日数が毎年183日以上であれば、永住権を申請することができる。
「新経済移民法案」では「中階外籍技術人力（中級技能を持つ外国人）」について、「技術員、助理専業人員、技芸関連、機械設備操作人員」あるいは「主務官庁が人材不足と認定した技術人材」と定義している。また、適用対象は台湾で学ぶ外国人および華僑留学生、海外青年技術訓練班および新南向専班の学生、中級技能を有するその他の外国人となっている。
このほか、この法案では「投資移民」による永住権申請の条件が維持され、「営利事業に1,500万新台湾ドル以上を投資し、かつ台湾人のための雇用機会を5件創出し、満3年以上経過した場合」および「中央政府の公債に3,000万新台湾ドル以上の額を投資して3年以上経過した場合」とされている。
行政院院会（閣議）は2022年2月17日、一定の訓練を受けた「ミドルスキル」の外国人労働者のつなぎ留めを図る新制度「外国人労働者定着プログラム(移工留才久用方案)」を決定した。台湾で6年以上働いた外国人労働者や台湾で短期大学士の学位を取得した外国人は条件を満たせば雇用主を通じてミドルスキル人材(外国人中級熟練人材)の申請が可能になり、外国人労働者がミドルスキル人材(外国人中級熟練人材)になった場合、就労期間の上限が事実上撤廃され、ミドルスキルの業務に従事した経験が満5年になれば、永久居留証（永住権）を申請できるようになる。2022年4月末に行政院により施行。この政策により、雇用主の負担軽減、労働力の補完、企業での安定性の向上が期待されている。労働部は2030年までに14万人のミドルスキル人材(外国人中級熟練人材)を雇用する目標達成をめざしており、雇用主の申請意欲の高まり、需要の拡大が進んでいる。
| 基準 | 外国高級専業人材 （外国籍高度専門人員） | 外国特定専業人材 （外国籍で特定の専門人員） | 一般外国専業人材 （一般の外国籍専門人員、芸術家や塾講師を含む） | ミドルスキル人材 (外国人中級熟練人材=中階外籍技術人力） （中級技能を持つ外国人） | 投資移民 |
| --- | --- | --- | --- | --- | --- |
| 定義 | 〔入出国及び移民法25条3項2号〕に定める台湾に必要な高級専業人材を「外国高級専業人材（外国籍高度専門人員）」。 | 「外国専業人材」のうち、主務機関が指定する科技・経済等分野の特別な専門知識を有する者を「外国特定専業人材（外国籍で特定の専門人員）」とし。 | 外国人専門人員、専門性や技術力を持つ外国人。芸術家や塾講師を含む。 | ミドルスキル人材(外国人中級熟練人材=中階外籍技術人力）（中級技能を持つ外国人）について、「技術員、助理専業人員、技芸関連、機械設備操作人員」あるいは「主務官庁が人材不足と認定した技術人材」と定義している。 2022年4月末から： 「外国人労働者定着プログラム(移工留才久用方案)」に基づき、一定の技能や給与水準などの要件を満たした外国人労働者がミドルスキル人材(外国人中級熟練人材=中階外籍技術人力）になった場合、就労期間の上限が事実上撤廃され、さらに5年後には永住権の申請が可能となった。対象業種は産業類(製造業、建築業、農業、海洋漁業)と社会福祉類(施設介護、家庭介護)、およびその他中央政府が指定した国家重要産業などとなっている。 経験豊富な外国人労働者に対して、6年以上の勤続および月額最低賃金を雇用などの条件を満たす場合、ミドルスキル人材(外国人中級熟練人材=中階外籍技術人力）へ転換し雇用することができることとした。 | 台湾に移住し投資を行う「投資移民」。 |
| 対象 | 「出入国及び移民法」が定める、国内で必要とされる「高級専業人材（高度専門人員）」のこと。科学、研究、商工業面での特殊な専門能力を持つ人員、および国際的なコンテストで賞を受けた人などが対象。 | テクノロジー（科学技術）、経済、教育、文化芸術、スポーツ、金融、法律、建築設計の8大分野における高い専門性や技術力を持つ人材（8大分野で特定の高度の専門的な能力を有する人材）。 2021年改正： 1. 本来8類ある分野のほか、国防もしくは主務官庁に認定された分野を特殊専門職分野に新たに導入した（今後は八大分野が全部列挙されるほか、国防分野および主管機関による認定規定も追加される。）。 2. 外国籍専門人材の子女を専門としたクラスの教師と実験教育を専門職に取り入れた（外国籍の学科教員、実験教育従事者を追加）。 | 外国人専門人員、専門性や技術力を持つ外国人。芸術家や塾講師を含む。 1. 〔就業服務法第46条1項1号～3号、5号及び6号〕の職業に従事する者。 2. 補習・進修教育法に基づく公認の短期補習塾の外国語教師、または専門知識若しくは技術を有し、〔補習教育法〕に基づく公認の短期補習塾の教師。 3. 〔就業服務法第48条1項1号及び3号〕の職業に従事する者。各政府または学校にて顧問もしくは研究者を務める場合、台湾にて戸籍を有する国民と結婚し、かつ居留許可を得た場合など、工作許可（就労許可）の申請は不要〔就業服務法第48条第1項〕。 2021年改正： 外国籍専門人材の子女を専門としたクラスの教師と実験教育を専門職に取り入れた（外国籍の学科教員、実験教育従事者を追加）。 | 中級技能を持つ外国人。台湾の雇用および賃金水準に影響を与えないことを前提に、台湾に長年在住する華僑や外国人、台湾で長年働く外国人などに優先的に永住権を与えるとしている。適用対象 1. 台湾の学校を卒業した元留学生、 2. 台湾で既に一定期間働く（台湾で働く期間が累積6年以上）中級技能を持つ外国人（台湾で６年以上就労する中級技能を持つ外国人労働者）、 3. 海外から新たに招聘する中級技能を持つ外国人 中階外籍技術人力（中級技能を持つ外国人）について、「技術員、助理専業人員、技芸関連、機械設備操作人員」あるいは「主務官庁が人材不足と認定した技術人材」と定義している。また、適用対象は台湾で学ぶ外国人および華僑留学生、海外青年技術訓練班および新南向専班の学生、中級技能を有するその他の外国人となっている。 中階外籍技術人力（中級技能を持つ外国人）」は賃金分布の70パーセンタイルに相当する月額最低賃金を雇用の条件とする。雇用人数については産業別に割り当て（クオーター）を設けるほか、総量規制を行う。詳細については別途定める。 2022年4月末から： 「外国人労働者定着プログラム(移工留才久用方案)」に基づき、一定の技能や給与水準などの要件を満たした外国人労働者がミドルスキル人材(外国人中級熟練人材=中階外籍技術人力）になった場合、就労期間の上限が事実上撤廃され、さらに5年後には永住権の申請が可能となった。対象業種は産業類(製造業、建築業、農業、海洋漁業)と社会福祉類(施設介護、家庭介護)、およびその他中央政府が指定した国家重要産業などとなっている。 経験豊富な外国人労働者に対して、6年以上の勤続および月額最低賃金を雇用などの条件を満たす場合、ミドルスキル人材(外国人中級熟練人材=中階外籍技術人力）へ転換し雇用することができることとした。 | 1. 「営利事業に1,500万ニュー台湾ドル以上を投資し、かつ台湾人のための雇用機会を5件創出し、満3年以上経過した場合」。 2. 「中央政府の公債に3,000万ニュー台湾ドル以上の額を投資して3年以上経過した場合」。 |
| 外国専業人才（外国人専門人員、専門性や技術力を持つ外国人）として認められる外国人の資格要件                     | 〔入出国及び移民法25条3項2号〕に定める台湾に必要な高級専業人材を「外国高級専業人材」とし、さらにそれぞれ優遇規定を適用する。 | 給与は文化芸術およびスポーツ分野の人員を除いて、月額16万新台湾ドル以上。さらに学歴や特殊な専門能力などの面でも条件が定められる。 2021年改正： 修士以上の学位もしくは世界のトップ大学から卒業し、専門的・技術的な仕事を従事するた場合、法的制限を除き、2年の就業経験は必要としない（世界の主要大学の卒業生が来台し就労する場合、実務経験2年を免除）。 | 給与が月額は4万7971新台湾ドル以上（工作許可（就労許可）の月額最低賃金を雇用の条件）。さらに学歴や特殊な専門能力などの面でも条件が定められる。 2021年改正： 修士以上の学位もしくは世界のトップ大学から卒業し、専門的・技術的な仕事を従事するた場合、法的制限を除き、2年の就業経験は必要としない（世界の主要大学の卒業生が来台し就労する場合、実務経験2年を免除）。 | | |
| ミドルスキル人材(外国人中級熟練人材=中階外籍技術人力）（中級技能を持つ外国人）として認められる外国人の資格要件 | | | | 中級技能を持つ外国人。中階外籍技術人力（中級技能を持つ外国人）」は賃金分布の70パーセンタイルに相当する月額最低賃金を雇用の条件とする。雇用人数については産業別に割り当て（クオーター）を設けるほか、総量規制を行う。詳細については別途定める。台湾の雇用および賃金水準に影響を与えないことを前提に、台湾に長年在住する華僑や外国人、台湾で長年働く外国人などに優先的に永住権を与えるとしている。適用対象： 1. 台湾の学校を卒業した元留学生、 2. 台湾で既に一定期間働く（台湾で働く期間が累積6年以上）中級技能を持つ外国人（台湾で6年以上就労する中級技能を持つ外国人労働者）、 3. 海外から新たに招聘する中級技能を持つ外国人 中階外籍技術人力（中級技能を持つ外国人）について、「技術員、助理専業人員、技芸関連、機械設備操作人員」あるいは「主務官庁が人材不足と認定した技術人材」と定義している。また、適用対象は台湾で学ぶ外国人および華僑留学生、海外青年技術訓練班および新南向専班の学生、中級技能を有するその他の外国人となっている。 2022年4月末から： 「外国人労働者定着プログラム(移工留才久用方案)」に基づき、一定の技能や給与水準などの要件を満たした外国人労働者がミドルスキル人材(外国人中級熟練人材=中階外籍技術人力）になった場合、就労期間の上限が事実上撤廃され、さらに5年後には永住権の申請が可能となった。対象業種は産業類(製造業、建築業、農業、海洋漁業)と社会福祉類(施設介護、家庭介護)、およびその他中央政府が指定した国家重要産業などとなっている。 経験豊富な外国人労働者に対して、6年以上の勤続および月額最低賃金を雇用などの条件を満たす場合、ミドルスキル人材(外国人中級熟練人材=中階外籍技術人力）へ転換し雇用することができることとした。 月額最低賃金を雇用の条件： 産業部門における「技術員（技術スタッフ）、助理専業人員（アシスタント専門スタッフ）、機械操作、組装人員（組立スタッフ）」：月平均の経常性給与が3万3000新台湾ドル以上、または年間の給与総額が50万新台湾ドル以上に達する必要がある。社会福祉部門の「健康照顧人員（介護スタッフ）」の賃金：機構介護労働者の月平均の経常性給与が2万9000ニュー台湾ドル以上、家庭看護労働者の月平均の給与総額が2万4000ニュー台湾ドル以上に達する必要がある。 なお、雇用主が外国人労働者の技能と居留意欲を考慮し、申請時の段階で給与を産業類では月給3.5万ニュー台湾ドル以上、施設介護（機構介護労働者）では3.1万ニュー台湾ドル以上、家庭介護（家庭看護労働者）では2.6万ニュー台湾ドル以上に引き上げれば、技能証明書の提出を免除できるようにしている。 | |
| 外国人専門職の来台「求職ビザ」申請の条件                                                                       | 同右。 | 1. 外国特定専業人材（外国籍で特定の専門人員）の給与は文化芸術およびスポーツ分野の人員を除いて、月額16万新台湾ドル以上。さらに学歴や特殊な専門能力などの面でも条件が定められる。 2. 外国特定専業人材（外国籍で特定の専門人員）としての「就業金卡（就業ゴールドカード）」を発行する（有効期間は1～3年とし、期間満了後に再申請できる）。これは「工作許可（就労許可）」、「居留簽證（居留ビザ）」、「外僑居留証（外国人居留証）」、「重入国許可（再入国許可）」の四つの証明を一つにまとめたもので、これを取得した人は台湾における自由な求職活動と転職が可能になる。この「就業金卡（就業ゴールドカード）」を取得した外国人は、雇用者を通して就労許可を申請することなく、自由に求職活動や転職活動を行うことができる。 2021年改正： 修士以上の学位もしくは世界のトップ大学から卒業し、専門的・技術的な仕事を従事するた場合、法的制限を除き、2年の就業経験は必要としない（世界の主要大学の卒業生が来台し就労する場合、実務経験2年を免除）。 公私立大学および学術研究機関（機構）に雇用され、永久居留証（永住権）を取得する者およびその家族呼び寄せは、労働許可証を申請する必要はない。（公私立大学および学術研究機関（機構）に雇用され者、外国籍専門人材およびその家族が永久居留権を取得した場合、労働許可の申請免除。） | 外国人専門職（一般外国専業人材（一般の外国籍専門人員））の来台「求職ビザ」の資格： 1. 一般外国専業人材（一般の外国籍専門人員）求職ビザ申請の条件： 1. 就労経験があり、この6カ月間の平均給与または報酬額が4万7,971新台湾ドルであること。 2. 卒業後一年以内で就労経験のない場合には、教育部が発表した世界トップ500大学の卒業生であること。 3. 外交部（日本の外務省に相当）が中央政府による目的事業の主管機関と検討し認定した者。香港・マカオの専門人員への求職条件は外国人の規定に準ずる。また、フリーの芸術家（アーティスト）が雇用者を経ないまま、個人での労働許可を申請できるようにする。文化部は関連の規定を予告中。映画や流行音楽、テレビ、ラジオ関連の事業に従事していて資格を満たす人は、台湾にやって来て働くことを申請できる。 2. 求職ビザの発行総数は年間2,000名を上限とする。 3. 求職ビザは3カ月有効のマルチビザで、停留期限6カ月の停留ビザとなる（香港・マカオ住民は別途規定あり）。 2021年改正： 修士以上の学位もしくは世界のトップ大学から卒業し、専門的・技術的な仕事を従事するた場合、法的制限を除き、2年の就業経験は必要としない（世界の主要大学の卒業生が来台し就労する場合、実務経験2年を免除）。 公私立大学および学術研究機関（機構）に雇用され、永久居留証（永住権）を取得する者およびその家族呼び寄せは、労働許可証を申請する必要はない。（公私立大学および学術研究機関（機構）に雇用され者、外国籍専門人材およびその家族が永久居留権を取得した場合、労働許可の申請免除。） | | |
| 申請窓口 | 同右。 | 政府は国家レベルの人材誘致プラットホームとして「Contact Taiwan」と単一窓口開設した。外国の専門分野の人材はこれらのプラットホームを通じて台湾での就労を申請することができ、利便性が高まったほか、手続きも簡素化された。 A：ワンストップ型の申請プラットフォームを設置する。 内政部（日本の総務省に相当）は既に「外国専業人材申辦窓口平台（外国籍専門人員申請窓口プラットフォーム」）を設置し、「外国特定専業人材（外国籍で特定の専門人員）」が「就業金卡（就業ゴールドカード）」をオンライン申請できるようにしており、台湾で手続きを行う上での利便性を大きく高めている。 B：「インターネットと実体の統合、世界とのリンク」というワンストップ型の人材募集メカニズムを確実に執行するため、関連の情報は国家レベルの人材招聘ポータルサイト、「Contact Taiwan」で公開する。同時に、経済部の「招商投資服務中心（Invest Taiwan）」と連携し、専門スタッフによる人材募集とコンサルタントサービスを提供する。 | 同左。 | 行政手続きを簡素化し、中級熟練人材への転職や雇用の継続を円滑にサポートするため、労働部は2023年12月、新竹県に「外国人労働者定着プログラムのサービスセンター(移工留才久用中心)」を設立した。専用窓口を設け、雇用主にプログラムの内容や申請規定を理解させ、申請手続きに関する困難や疑問を解決する。 | |
| 永久居留権（永住権）取得条件                                                                                   | 永住権即刻取得。 | 給与が月額16万ニュー台湾ドル以上（文化芸術およびスポーツ分野の人員を除いて）または台湾での総資産が500万新台湾ドルを超える（独立生計要件）、台湾在住期間が連続3年以上、年間の平均滞在日数が毎年183日以上。 素行が善良であること（素行善良要件）。 永住が台湾国の利益になると認められること（国益適合要件）。 外国専業人材（外国人専門人員）ポイント制による永住権取得条件の優遇措置が導入される。 2021年改正： 本人の永久居留権（永住権）申請規定： 1. 永久居留権（永住権）の申請要件を每年183 日以上居留から每年「平均」183 日以上に改正。 2. 外国籍特定専門人材が永久居留権（永住権）を取得できる滞在年数を5 年から3 年に短縮。 3. 台湾において博士または修士の学位を取得した場合、永久居留権（永住権）を申請できる滞在年数を1~2年短縮可能。 家族の永久居留権（永住権）申請規定： 家族が永久居留権（永住権）を申請する場合、その要件となる滞在年数は本人に準ずる。 | 給与が月額は台湾の最低賃金の2倍以上または台湾での総資産が500万新台湾ドルを超える（独立生計要件）、台湾在住期間が連続5年以上、年間の平均滞在日数が毎年183日以上。 素行が善良であること（素行善良要件）。 永住が台湾国の利益になると認められること（国益適合要件）。 外国専業人材（外国人専門人員）ポイント制による永住権取得条件の優遇措置が導入される。 2021年改正： 本人の永久居留権（永住権）申請規定： 1. 永久居留権（永住権）の申請要件を每年183 日以上居留から每年「平均」183 日以上に改正。 2. 台湾において博士または修士の学位を取得した場合、永久居留権（永住権）を申請できる滞在年数を1~2年短縮可能。 家族の永久居留権（永住権）申請規定： 家族が永久居留権（永住権）を申請する場合、その要件となる滞在年数は本人に準ずる。 | 1. 雇用人数については産業別に割り当て（クオーター）を設けるほか、総量規制を行う。詳細については別途定める。 2. 賃金分布の70パーセンタイルに相当する月額最低賃金を雇用の条件（独立生計要件）、台湾在住期間が連続5年以上、年間の平均滞在日数が毎年183日以上。 3. 中国語能力や過去の就労経験などの条件を審査する。 4. 素行が善良であること（素行善良要件）。 5. 永住が台湾国の利益になると認められること（国益適合要件）。 2022年4月末から： 経験豊富な外国人労働者に対して、6年以上の勤続および月額最低賃金を雇用などの条件を満たす場合、ミドルスキル人材(外国人中級熟練人材=中階外籍技術人力）へ転換し雇用することができることとした。 月額最低賃金を雇用の条件（独立生計要件）： 産業部門における「技術員（技術スタッフ）、助理専業人員（アシスタント専門スタッフ）、機械操作、組装人員（組立スタッフ）」：月平均の経常性給与が3万3000ニュー台湾ドル以上、または年間の給与総額が50万新台湾ドル以上に達する必要がある。 社会福祉部門の「健康照顧人員（介護スタッフ）」の賃金：機構介護労働者の月平均の経常性給与が2万9000新台湾ドル以上、家庭看護労働者の月平均の給与総額が2万4000ニュー台湾ドル以上に達する必要がある。なお、雇用主が外国人労働者の技能と居留意欲を考慮し、申請時の段階で給与を産業類では月給3.5万ニュー台湾ドル以上、施設介護（機構介護労働者）では3.1万ニュー台湾ドル以上、家庭介護（家庭看護労働者）では2.6万ニュー台湾ドル以上に引き上げれば、技能証明書の提出を免除できるようにしている。 永久居留証（永住権）の申請には、ミドルスキルの実務経験（中級熟練人材へ転換し雇用すること）が満5年になった上で、毎月の給与総額が台湾の最低賃金の2倍以上、または乙級専門技能証明を取得する必要がある。 | 1. 「営利事業に1,500万新台湾ドル以上を投資し、かつ台湾人のための雇用機会を5件創出し、満3年以上経過した場合」。 2. 「中央政府の公債に3,000万新台湾ドル以上の額を投資して3年以上経過した場合」。 |
| 優遇措置 | 1. 政府は国家レベルの人材誘致プラットホームとして「Contact Taiwan」と単一窓口開設した。外国の専門分野の人材はこれらのプラットホームを通じて台湾での就労を申請することができ、利便性が高まったほか、手続きも簡素化された。内政部（日本の総務省に相当）はすでに「外国専業人材申辦窓口平台（外国籍専門人員申請窓口プラットフォーム」）を設置し、「外国特定専業人材（外国籍で特定の専門人員）」が「就業金卡（就業ゴールドカード）」をオンライン申請できるようにしており、台湾で手続きを行う上での利便性を大きく高めている。 2. 外国特定専業人材（外国籍で特定の専門人員）在留期間を最長5年まで延長される（この期間は更新することができる）。 3. 「就業金卡（就業ゴールドカード）」を発行する（有効期間は1～3年とし、期間満了後に再申請できる）。これは「工作許可（就労許可）」、「居留簽證（居留ビザ）」、「外僑居留証（外国人居留証）」、「重入国許可（再入国許可）」の四つの証明を一つにまとめたもので、これを取得した人は台湾における自由な求職活動と転職が可能になる。この「就業金卡（就業ゴールドカード）」を取得した外国人は、雇用者を通して就労許可を申請することなく、自由に求職活動や転職活動を行うことができるほか、台湾へやって来る家族についても最長１年間の停留が認められることになる（「外国特定専業人材（外国籍で特定の専門人員）」の直系尊属の訪問ビザの停留期間を1年までに延長する）。 4. 初めて台湾に居留する外国特定専業人材（外国籍で特定の専門人員）には、最初の3年間、給与所得で年間300万ニュー台湾ドルを超えた部分に対する課税を半額とする租税優遇措置を提供する。 5. 永久居留権（永住権）を取得した外国専業人材（外国人専門人員）はこれまで、永久居留証を取得した翌年以降、年間滞在日数が183日に満たない場合、永久居留証が取り消されるという規定があったが、この規定が廃止された。 6. 外国専業人材として雇用される者（本人）および家族の全民健康保険（日本の国民健康保険に相当）加入に関する制限を緩和し（台湾滞在満6カ月の要件を廃止）、定年退職に関連した保障も強化する（永久居留権（永住権）を取得する外国専業人材（外国人専門人員）は、労働者定年退職金条例を適用する。国公立の学校に雇用される現職の専任教師については、台湾の国公立学校教員と同じ退職金制度が適用される。また、退職金を全額一度に受け取るか、月払いで受け取るかを選択することができる。）。 7. 家族の帯同：配偶者、未成年の子女、心身障害者であるため生活能力がない20歳以上の子女。家族の帯同即刻取得。 8. 配偶者や子女の永久居留権（永住権）申請に関する規定も緩和（外国専業人材（外国人専門人員）が永久居留証（永住権）を取得した場合、その配偶者、未成年の子女、心身障害者であるため生活能力がない20歳以上の子女についても、一定の条件を満たせば永久居留証（永住権）を取得できる（独立生計要件を免除=独立の生計を営むに足りる資産又は技能を有することは必要ありません））、成人した子女には就労許可などを与える（成年子女の個人名義労働許可）。 9. 配偶者や子女の永久居留権（永住権）申請：永住権即刻取得。 2021年改正： 1. 居留および依親居留に関する規制が次の3点で緩和される。①手続きを簡素化するため、停留ビザまたはビザ免除で入国した外国籍専門人材とその呼び寄せ家族については、直接外僑居留証を申請することができる。②外国特定専門人材の場合の永久居留証（永住権）の申請に必要な居住年数が、現行の5年から3年に短縮される。③台湾で修士号や博士号を取得した外国専門人材や外国特定専門人材は、永久居留証（永住権）の申請に必要な居住年数を1～2年短縮することができる。 2. 外国人居留証もしくは就業ゴールドカードを取得する者は、居留期限若しくは就業ゴールドカードの有効期限が満了するまでに居留する必要がある場合、居留の延期（6か月）を申請することができる。延期期間（6か月）が満了してから居留する必要がある場合、再び延期することができる（さらにプラス6か月の申請が可能になる）。延期した居留期間は、最高1年間に達することができる。 3. 永久居留証（永住権）を申請する期間は、「毎年183日を超えること」から「毎年平均183日以上」に改正した。専門人材およびその家族呼び寄せの永久居留証（永住権）を申請するハードルを下げるため、外国籍の特定専門人材が取得する永久居留証（永住権）の期間は、5年から3年に引き下げ、家族呼び寄せが申請する永久居留証（永住権）の年限は、本人と同じものとする。 4. 公私立大学および学術研究機関（機構）に雇用され、永久居留証（永住権）を取得する者およびその家族呼び寄せは、労働許可証を申請する必要はない。 5. 外国籍の特定専門人材の租税優遇期間は3年から5年に延長し、繰延使用期間を削除した。公立学校、政府および学術機関（機構）に雇用される者は、教師年金制度を適用する。招聘を受けていない永久居留証（永住権）取得者（招聘を受けていない個人の芸術活動従事者および外国特定専門人材）にも新退職金制度を適用。 6. 外国特定専門人材および外国高級専門人材が雇用主または自営業者である場合、本人とその呼び寄せ家族について、国民健康保険の加入に必要な6カ月の滞在期間を免除し、すぐに加入することができる。 7. 招聘を受けていない外国特定専門人材および外国高級専門人材の直系親族にも最長1年間の親族訪問に係る停留ビザの適用を拡大。（現行規定にある招聘を受けて専門業務に従事する外国籍特定専門人材だけでなく、創業や会社設立等、招聘ではない形式で来台する外国籍特定専門人材や外国籍高級専門人材も台湾が積極的に招聘したい専門人材であることから本法改正案の適用対象となる。） 8. 家族の成年子女の年齢改正：配偶者、未成年の子女、心身障害者であるため生活能力がない「20歳以上の子女」および「20歳以上の子女」から「成年の子女（18歳以上）」に改正した。 | 1. 政府は国家レベルの人材誘致プラットホームとして「Contact Taiwan」と単一窓口開設した。外国の専門分野の人材はこれらのプラットホームを通じて台湾での就労を申請することができ、利便性が高まったほか、手続きも簡素化された。内政部（日本の総務省に相当）はすでに「外国専業人材申辦窓口平台（外国籍専門人員申請窓口プラットフォーム」）を設置し、「外国特定専業人材（外国籍で特定の専門人員）」が「就業金卡（就業ゴールドカード）」をオンライン申請できるようにしており、台湾で手続きを行う上での利便性を大きく高めている。 2. 外国特定専業人材（外国籍で特定の専門人員）在留期間を最長5年まで延長される（この期間は更新することができる）。 3. 「就業金卡（就業ゴールドカード）」を発行する（有効期間は1～3年とし、期間満了後に再申請できる）。これは「工作許可（就労許可）」、「居留簽證（居留ビザ）」、「外僑居留証（外国人居留証）」、「重入国許可（再入国許可）」の四つの証明を一つにまとめたもので、これを取得した人は台湾における自由な求職活動と転職が可能になる。この「就業金卡（就業ゴールドカード）」を取得した外国人は、雇用者を通して就労許可を申請することなく、自由に求職活動や転職活動を行うことができるほか、台湾へやって来る家族についても最長１年間の停留が認められることになる（「外国特定専業人材（外国籍で特定の専門人員）」の直系尊属の訪問ビザの停留期間を1年までに延長する）。 4. 初めて台湾に居留する外国特定専業人材（外国籍で特定の専門人員）には、最初の3年間、給与所得で年間300万新台湾ドルを超えた部分に対する課税を半額とする租税優遇措置を提供する。 5. 永久居留権（永住権）を取得した外国専業人材（外国人専門人員）はこれまで、永久居留証を取得した翌年以降、年間滞在日数が183日に満たない場合、永久居留証が取り消されるという規定があったが、この規定が廃止された。 6. 外国専業人材として雇用される者（本人）および家族の全民健康保険（日本の国民健康保険に相当）加入に関する制限を緩和し（台湾滞在満6カ月の要件を廃止）、定年退職に関連した保障も強化する（永久居留権（永住権）を取得する外国専業人材（外国人専門人員）は、労働者定年退職金条例を適用する。国公立の学校に雇用される現職の専任教師については、台湾の国公立学校教員と同じ退職金制度が適用される。また、退職金を全額一度に受け取るか、月払いで受け取るかを選択することができる。）。 7. 家族の帯同：配偶者、未成年の子女、心身障害者であるため生活能力がない20歳以上の子女。家族の帯同即刻取得。 8. 配偶者や子女の永久居留権（永住権）申請に関する規定も緩和（外国専業人材（外国人専門人員）が永久居留証（永住権）を取得した場合、その配偶者、未成年の子女、心身障害者であるため生活能力がない20歳以上の子女についても、一定の条件を満たせば永久居留証（永住権）を取得できる（独立生計要件を免除=独立の生計を営むに足りる資産又は技能を有することは必要ありません））、成人した子女には就労許可などを与える（成年子女の個人名義労働許可）。 9. 配偶者や子女の永久居留権（永住権）申請：台湾在住期間が連続3年以上、年間の平均滞在日数が毎年183日以上。 2021年改正： 1. 居留および依親居留に関する規制が次の3点で緩和される。①手続きを簡素化するため、停留ビザまたはビザ免除で入国した外国籍専門人材とその呼び寄せ家族については、直接外僑居留証を申請することができる。②外国特定専門人材の場合の永久居留証（永住権）の申請に必要な居住年数が、現行の5年から3年に短縮される。③台湾で修士号や博士号を取得した外国専門人材や外国特定専門人材は、永久居留証（永住権）の申請に必要な居住年数を1～2年短縮することができる。 2. 外国人居留証もしくは就業ゴールドカードを取得する者は、居留期限若しくは就業ゴールドカードの有効期限が満了するまでに居留する必要がある場合、居留の延期（6か月）を申請することができる。延期期間（6か月）が満了してから居留する必要がある場合、再び延期することができる（さらにプラス6か月の申請が可能になる）。延期した居留期間は、最高1年間に達することができる。 3. 永久居留証（永住権）を申請する期間は、「毎年183日を超えること」から「毎年平均183日以上」に改正した。専門人材およびその家族呼び寄せの永久居留証（永住権）を申請するハードルを下げるため、外国籍の特定専門人材が取得する永久居留証（永住権）の期間は、5年から3年に引き下げ、家族呼び寄せが申請する永久居留証（永住権）の年限は、本人と同じものとする。 4. 公私立大学および学術研究機関（機構）に雇用され、永久居留証（永住権）を取得する者およびその家族呼び寄せは、労働許可証を申請する必要はない。 5. 外国籍の特定専門人材の租税優遇期間は3年から5年に延長し、繰延使用期間を削除した。公立学校、政府および学術機関（機構）に雇用される者は、教師年金制度を適用する。招聘を受けていない永久居留証（永住権）取得者（招聘を受けていない個人の芸術活動従事者および外国特定専門人材）にも新退職金制度を適用。 6. 外国特定専門人材および外国高級専門人材が雇用主または自営業者である場合、本人とその呼び寄せ家族について、国民健康保険の加入に必要な6カ月の滞在期間を免除し、すぐに加入することができる。 7. 招聘を受けていない外国特定専門人材および外国高級専門人材の直系親族にも最長1年間の親族訪問に係る停留ビザの適用を拡大。（現行規定にある招聘を受けて専門業務に従事する外国籍特定専門人材だけでなく、創業や会社設立等、招聘ではない形式で来台する外国籍特定専門人材や外国籍高級専門人材も台湾が積極的に招聘したい専門人材であることから本法改正案の適用対象となる。） 8. 家族の成年子女の年齢改正：配偶者、未成年の子女、心身障害者であるため生活能力がない「20歳以上の子女」および「20歳以上の子女」から「成年の子女（18歳以上）」に改正した。 | 1. 政府は国家レベルの人材誘致プラットホームとして「Contact Taiwan」と単一窓口開設した。外国の専門分野の人材はこれらのプラットホームを通じて台湾での就労を申請することができ、利便性が高まったほか、手続きも簡素化された。内政部（日本の総務省に相当）はすでに「外国専業人材申辦窓口平台（外国籍専門人員申請窓口プラットフォーム」）を設置し、台湾で手続きを行う上での利便性を大きく高めている。 2. 外国人専門職の来台「求職ビザ」の発給：一般外国専業人材（一般の外国籍専門人員）に「求職ビザ」を発給し、台湾での職探しをしやすくする（台湾において一般外国専業人材（一般の外国籍専門人員）に該当する職業の就職活動を行う場合、在留期間最長6カ月の停留ビザを発行する）。同ビザの発給対象は年間で2,000人が上限。外交部はすでに申請条件を予告している。それによれば、条件は働いた経験があること、過去6カ月の平均給与が4万7,971ニュー台湾ドル以上であること。また、働いた経験が無い場合は、世界の大学ランキング上位500校を卒業していることが条件。また、フリーの芸術家（アーティスト）が雇用者を経ないまま、個人での労働許可を申請できるようにする。文化部は関連の規定を予告中。映画や流行音楽、テレビ、ラジオ関連の事業に従事していて資格を満たす人は、台湾にやって来て働くことを申請できる。 3. フリーの芸術家（アーティスト）が台湾で自由に依頼を受けたり、創作活動を行うことを認める。さらに予備校や学習塾が専門知識や技術を有する外国籍教師を雇用することを認める。経済部ではすでに、例えばエレクトロニック・スポーツの選手など、コンピューターゲーム、CG動画、VR（バーチャルリアリティ）・AR（拡張現実）などの産業で雇用される外国人が予備校や学習塾で実際の技術を教えることを認めると予告している。 4. 永久居留権（永住権）を取得した外国専業人材（外国人専門人員）はこれまで、永久居留証を取得した翌年以降、年間滞在日数が183日に満たない場合、永久居留証が取り消されるという規定があったが、この規定が廃止された。 5. 外国専業人材として雇用される者（本人）および家族の全民健康保険加入に関する制限を緩和し（台湾滞在満6カ月の要件を廃止）、定年退職に関連した保障も強化する（永久居留権（永住権）を取得する外国専業人材（外国人専門人員）は、労働者定年退職金条例を適用する。国公立の学校に雇用される現職の専任教師については、台湾の国公立学校教員と同じ退職金制度が適用される。また、退職金を全額一度に受け取るか、月払いで受け取るかを選択することができる。）。 6. 家族の帯同：配偶者、未成年の子女、心身障害者であるため生活能力がない20歳以上の子女。家族の帯同即刻取得。 7. 配偶者や子女の永久居留権（永住権）申請に関する規定も緩和（外国専業人材（外国人専門人員）が永久居留証（永住権）を取得した場合、その配偶者、未成年の子女、心身障害者であるため生活能力がない20歳以上の子女についても、一定の条件を満たせば永久居留証（永住権）を取得できる（独立生計要件を免除=独立の生計を営むに足りる資産又は技能を有することは必要ありません））、成人した子女には就労許可などを与える（成年子女の個人名義労働許可）。 8. 配偶者や子女の永久居留権（永住権）申請：台湾在住期間が連続5年以上、年間の平均滞在日数が毎年183日以上。 2021年改正： 1. 居留および依親居留に関する規制が次の3点で緩和される。①手続きを簡素化するため、停留ビザまたはビザ免除で入国した外国籍専門人材とその呼び寄せ家族については、直接外僑居留証を申請することができる。②台湾で修士号や博士号を取得した外国専門人材や外国特定専門人材は、永久居留証（永住権）の申請に必要な居住年数を1～2年短縮することができる。 2. 永久居留証を申請する期間は、「毎年183日を超えること」から「毎年平均183日以上」に改正した。専門人材およびその家族呼び寄せの永久居留証を申請するハードルを下げるため、家族呼び寄せが申請する永久居留証の年限は、本人と同じものとする。 3. 公私立大学および学術研究機関（機構）に雇用され、永久居留証を取得する者およびその家族呼び寄せは、労働許可証を申請する必要はない。 4. 公立学校、政府および学術機関に雇用される者は、教師年金制度を適用する。招聘を受けていない永久居留証（永住権）取得者（招聘を受けていない個人の芸術活動従事者および外国特定専門人材）にも新退職金制度を適用。 5. 家族の成年子女の年齢改正：配偶者、未成年の子女、心身障害者であるため生活能力がない「20歳以上の子女」および「20歳以上の子女」から「成年の子女（18歳以上）」に改正した。 | 1. ミドルスキル人材(外国人中級熟練人材=中階外籍技術人力）として雇用される者（本人）および家族の全民健康保険（日本の国民健康保険に相当）加入に関する制限を緩和し（台湾滞在満6カ月の要件を廃止）。 2. 家族の帯同：配偶者、未成年の子女。ミドルスキル人材(外国人中級熟練人材=中階外籍技術人力）一定の条件（永住権を取得したまたは一定の賃金水準）を満たせば家族の帯同を取得できる。 3. 配偶者や子女の永久居留権（永住権）申請：永久居留権（永住権）を取得したミドルスキル人材(外国人中級熟練人材=中階外籍技術人力）はこれまで、永久居留証（永住権）を取得した翌年以降、 配偶者や子女は台湾在住期間が連続5年以上、年間の平均滞在日数が毎年183日以上、一定の条件（一定の財産または技能の検定合格証書）を満たせば永久居留証（永住権）を取得できる。 | 1. 投資移民外国人本人および家族の全民健康保険加入に関する制限を緩和し（台湾滞在満6カ月の要件を廃止）。 2. 家族の帯同：配偶者、未成年の子女。家族の帯同即刻取得。 3. 配偶者や子女の永久居留権（永住権）申請：永住権即刻取得。 4. 永久居留権（永住権）を取得する投資移民外国人：保護者負担軽減補助金、育児手当、労働者定年退職金、就業保険、介護制度、生活保護や社会福祉が適用される。 |
| 永久居留権を取得する外国人の優遇措置                                                                           | 1. 永久居留権を取得した外国専業人材（外国人専門人員）はこれまで、永久居留証を取得した翌年以降、年間滞在日数が183日に満たない場合、永久居留証が取り消されるという規定があったが、この規定が廃止された。 2. 定年退職に関連した保障強化する（永久居留権を取得する外国専業人材は、労働者定年退職金条例を適用する。国公立の学校に雇用される現職の専任教師については、台湾の国公立学校教員と同じ退職金制度が適用される。また、退職金を全額一度に受け取るか、月払いで受け取るかを選択することができる。）。 3. 家族の帯同：配偶者、未成年の子女、心身障害者であるため生活能力がない20歳以上の子女。家族の帯同即刻取得。 4. 配偶者や子女の永久居留権（永住権）申請に関する規定も緩和（外国専業人材（外国人専門人員）が永久居留証（永住権）を取得した場合、その配偶者、未成年の子女、心身障害者であるため生活能力がない20歳以上の子女についても、一定の条件を満たせば永久居留証（永住権）を取得できる（独立生計要件を免除=独立の生計を営むに足りる資産又は技能を有することは必要ありません））、成人した子女には就労許可などを与える（成年子女の個人名義労働許可）。 5. 配偶者や子女の永久居留権（永住権）申請：永住権即刻取得。 6. 保護者負担軽減補助金、育児手当、労働者定年退職金、就業保険、介護制度、生活保護や社会福祉が適用される。 7. 類国民待遇。 8. 出国後5年未再入国で永久居留権（永住権）抹消。 2021年改正： 招聘を受けていない専門人材で永久居留権（永住権）を取得している場合において、その成年子女が一定の居留要件を満たすとき、自ら労働許可を申請することが可能。（招聘を受けていない個人の芸術活動従事者および外国籍特定専門人材、外国籍上級専門人材も適用対象となる。） 公私立大学および学術研究機関（機構）に雇用され、永久居留証（永住権）を取得する者およびその家族呼び寄せは、労働許可証を申請する必要はない。（公私立大学および学術研究機関（機構）に雇用され者、外国籍専門人材およびその家族が永久居留権を取得した場合、労働許可の申請免除。） 家族の成年子女の年齢改正：配偶者、未成年の子女、心身障害者であるため生活能力がない「20歳以上の子女」および「20歳以上の子女」から「成年の子女（18歳以上）」に改正した。 | 1. 永久居留権を取得した外国専業人材はこれまで、永久居留証を取得した翌年以降、年間滞在日数が183日に満たない場合、永久居留証が取り消されるという規定があったが、この規定が廃止された。 2. 定年退職に関連した保障強化する（永久居留権を取得する外国専業人材は、労働者定年退職金条例を適用する。国公立の学校に雇用される現職の専任教師については、台湾の国公立学校教員と同じ退職金制度が適用される。また、退職金を全額一度に受け取るか、月払いで受け取るかを選択することができる。）。 3. 家族の帯同：配偶者、未成年の子女、心身障害者であるため生活能力がない20歳以上の子女。家族の帯同即刻取得。 4. 配偶者や子女の永久居留権（永住権）申請に関する規定も緩和（外国専業人材（外国人専門人員）が永久居留証（永住権）を取得した場合、その配偶者、未成年の子女、心身障害者であるため生活能力がない20歳以上の子女についても、一定の条件を満たせば永久居留証（永住権）を取得できる（独立生計要件を免除=独立の生計を営むに足りる資産又は技能を有することは必要ありません））、成人した子女には就労許可などを与える（成年子女の個人名義労働許可）。 5. 配偶者や子女の永久居留権（永住権）申請：台湾在住期間が連続3年以上、年間の平均滞在日数が毎年183日以上。 6. 保護者負担軽減補助金、育児手当、労働者定年退職金、就業保険、介護、生活保護や社会福祉が適用される。 7. 類国民待遇。 8. 出国後5年未再入国で永久居留権（永住権）抹消。 2021年改正： 招聘を受けていない専門人材で永久居留権（永住権）を取得している場合において、その成年子女が一定の居留要件を満たすとき、自ら労働許可を申請することが可能。（招聘を受けていない個人の芸術活動従事者および外国籍特定専門人材、外国籍上級専門人材も適用対象となる。） 公私立大学および学術研究機関（機構）に雇用され、永久居留証（永住権）を取得する者およびその家族呼び寄せは、労働許可証を申請する必要はない。（公私立大学および学術研究機関（機構）に雇用され者、外国籍専門人材およびその家族が永久居留権を取得した場合、労働許可の申請免除。） 家族の成年子女の年齢改正：配偶者、未成年の子女、心身障害者であるため生活能力がない「20歳以上の子女」および「20歳以上の子女」から「成年の子女（18歳以上）」に改正した。 | 1. 永久居留権を取得した外国専業人材はこれまで、永久居留証を取得した翌年以降、年間滞在日数が183日に満たない場合、永久居留証が取り消されるという規定があったが、この規定が廃止された。 2. 定年退職に関連した保障強化する（永久居留権を取得する外国専業人材は、労働者定年退職金条例を適用する。国公立の学校に雇用される現職の専任教師については、台湾の国公立学校教員と同じ退職金制度が適用される。また、退職金を全額一度に受け取るか、月払いで受け取るかを選択することができる。）。 3. 家族の帯同：配偶者、未成年の子女、心身障害者であるため生活能力がない20歳以上の子女。家族の帯同即刻取得。 4. 配偶者や子女の永久居留権（永住権）申請に関する規定も緩和（外国専業人材（外国人専門人員）が永久居留証（永住権）を取得した場合、その配偶者、未成年の子女、心身障害者であるため生活能力がない20歳以上の子女についても、一定の条件を満たせば永久居留証（永住権）を取得できる（独立生計要件を免除=独立の生計を営むに足りる資産又は技能を有することは必要ありません））、成人した子女には就労許可などを与える（成年子女の個人名義労働許可）。 5. 配偶者や子女の永久居留権（永住権）申請：台湾在住期間が連続5年以上、年間の平均滞在日数が毎年183日以上。 6. 保護者負担軽減補助金、育児手当、労働者定年退職金、就業保険、介護制度、生活保護や社会福祉が適用される。 7. 類国民待遇。 8. 出国後5年未再入国で永久居留権（永住権）抹消。 2021年改正： 招聘を受けていない専門人材で永久居留権（永住権）を取得している場合において、その成年子女が一定の居留要件を満たすとき、自ら労働許可を申請することが可能。（招聘を受けていない個人の芸術活動従事者および外国籍特定専門人材、外国籍上級専門人材も適用対象となる。） 公私立大学および学術研究機関（機構）に雇用され、永久居留証（永住権）を取得する者およびその家族呼び寄せは、労働許可証を申請する必要はない。（公私立大学および学術研究機関（機構）に雇用され者、外国籍専門人材およびその家族が永久居留権を取得した場合、労働許可の申請免除。） 家族の成年子女の年齢改正：配偶者、未成年の子女、心身障害者であるため生活能力がない「20歳以上の子女」および「20歳以上の子女」から「成年の子女（18歳以上）」に改正した。 | 1. 家族の帯同：配偶者、未成年の子女。ミドルスキル人材(外国人中級熟練人材=中階外籍技術人力）一定の条件（永住権を取得したまたは一定の賃金水準）を満たせば家族の帯同を取得できる。 2. 配偶者や子女の永久居留権（永住権）申請：永久居留権（永住権）を取得したミドルスキル人材(外国人中級熟練人材=中階外籍技術人力）はこれまで、永久居留証（永住権）を取得した翌年以降、 配偶者や子女は台湾在住期間が連続5年以上、年間の平均滞在日数が毎年183日以上、一定の条件（一定の財産または技能の検定合格証書）を満たせば永久居留証（永住権）を取得できる。 3. 保護者負担軽減補助金、育児手当、労働者定年退職金、就業保険、介護制度、生活保護や社会福祉が適用される。 4. 類国民待遇。 5. 出国後5年未再入国で永久居留権（永住権）抹消。 | 1. 家族の帯同：配偶者、未成年の子女。家族の帯同即刻取得。 2. 配偶者や子女の永久居留権（永住権）申請：永住権即刻取得。 3. 保護者負担軽減補助金、育児手当、労働者定年退職金、就業保険、介護制度、生活保護や社会福祉が適用される。 4. 類国民待遇。 5. 出国後5年未再入国で永久居留権（永住権）抹消。                                                                                     |
| 帰化 | 1. 台湾在住期間が連続5年以上、年間の平均滞在日数が毎年183日以上。 2021年法改正： 台湾国籍に帰化した者の家族は、一部条文（永久居留、個人の労働許可、親族 訪問に係る停留）を準用。 2024年国籍法改正： 1.「年間183日以上合法に居留した事実を2年継続」または「5年以上合法に連続で居留」。 2. 科学技術や経済などの分野で国の利益に貢献し、中央政府の各主務機関の推薦を受けた外国高級専業人材（外国籍高度専門人員）は、元の国籍を保持したまま帰化できる。 | 台湾在住期間が連続5年以上、年間の平均滞在日数が毎年183日以上。 2021年法改正： 台湾国籍に帰化した者の家族は、一部条文（永久居留、個人の労働許可、親族 訪問に係る停留）を準用。 | 台湾在住期間が連続5年以上、年間の平均滞在日数が毎年183日以上。 2021年法改正： 台湾国籍に帰化した者の家族は、一部条文（永久居留、個人の労働許可、親族 訪問に係る停留）を準用。 | 台湾在住期間が連続5年以上、年間の平均滞在日数が毎年183日以上。 2021年法改正： 台湾国籍に帰化した者の家族は、一部条文（永久居留、個人の労働許可、親族 訪問に係る停留）を準用。 | 台湾在住期間が連続5年以上、年間の平均滞在日数が毎年183日以上。 2021年法改正： 台湾国籍に帰化した者の家族は、一部条文（永久居留、個人の労働許可、親族 訪問に係る停留）を準用。 |

### 下水道整備
台湾は分流式下水道（下水道には「汚水」と「雨水」を別々の下水道管に流す）を採用し、2024年5月における台湾の汚水処理人口普及率（汚水処理区域内人口／総人口）は70.78％となっている。2024年5月における台湾の公共汚水下水道用戶接管普及率（汚水下水道接続率（公共汚水下水道已接管戶数/総戶数））は42.63％となっている。また、2023年における台湾の雨水下水道（雨水を排除・処理する下水道）整備達成率は80.13％となっている。

## 文化

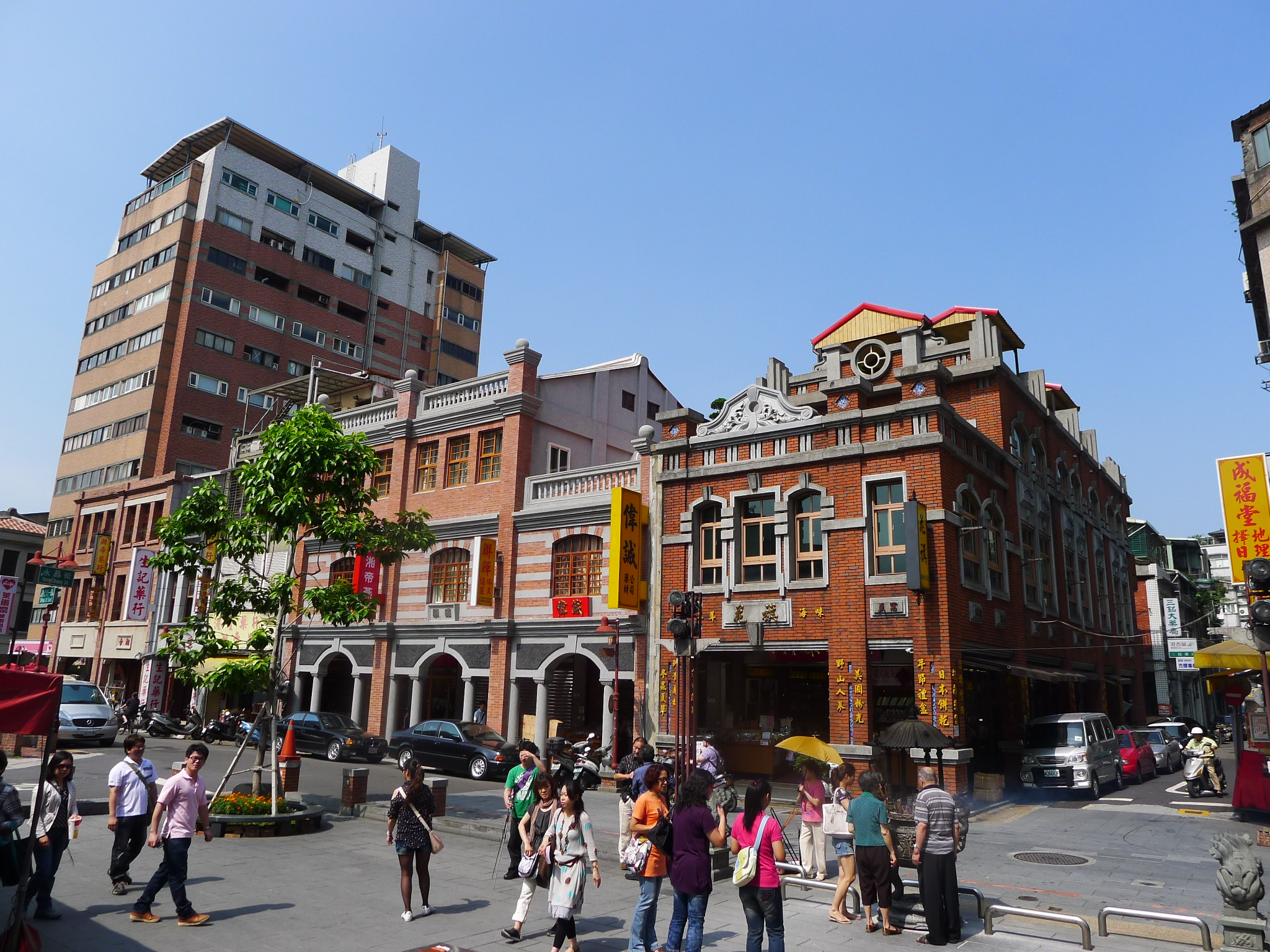
迪化街

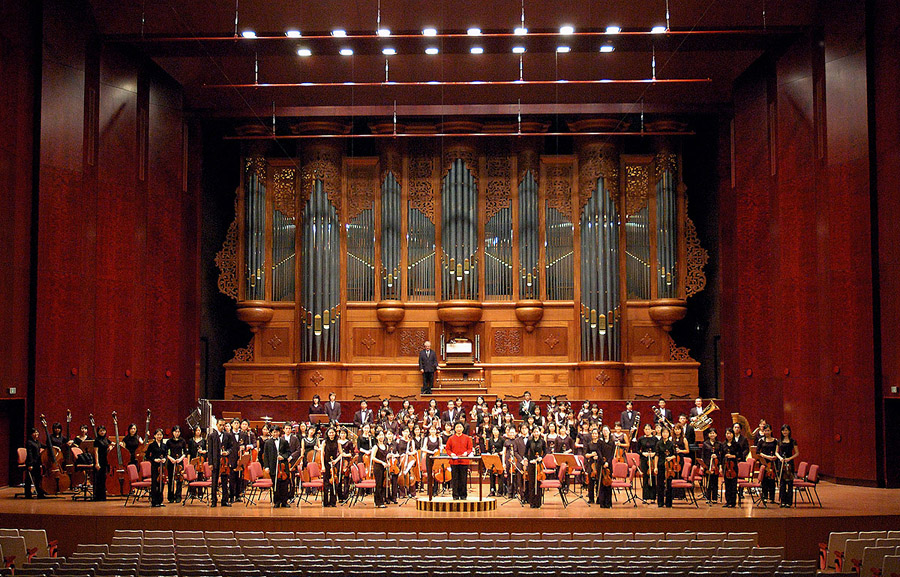
国家両廳院における許瀞心および国立台湾師範大学の交響楽団

台湾住民の大部分の文化的基盤は漢民族文化である。しかし、その内容は豊富であり、ホーロー系住民は福建南部系のホーロー文化に客家系は客家文化に、外省人は出身省それぞれの文化に属し、近年は通婚などにより相互影響や融合が深まっている。なお原住民族はマレー・インドネシア文化に属しているが、これも漢人文化の影響を受けている。

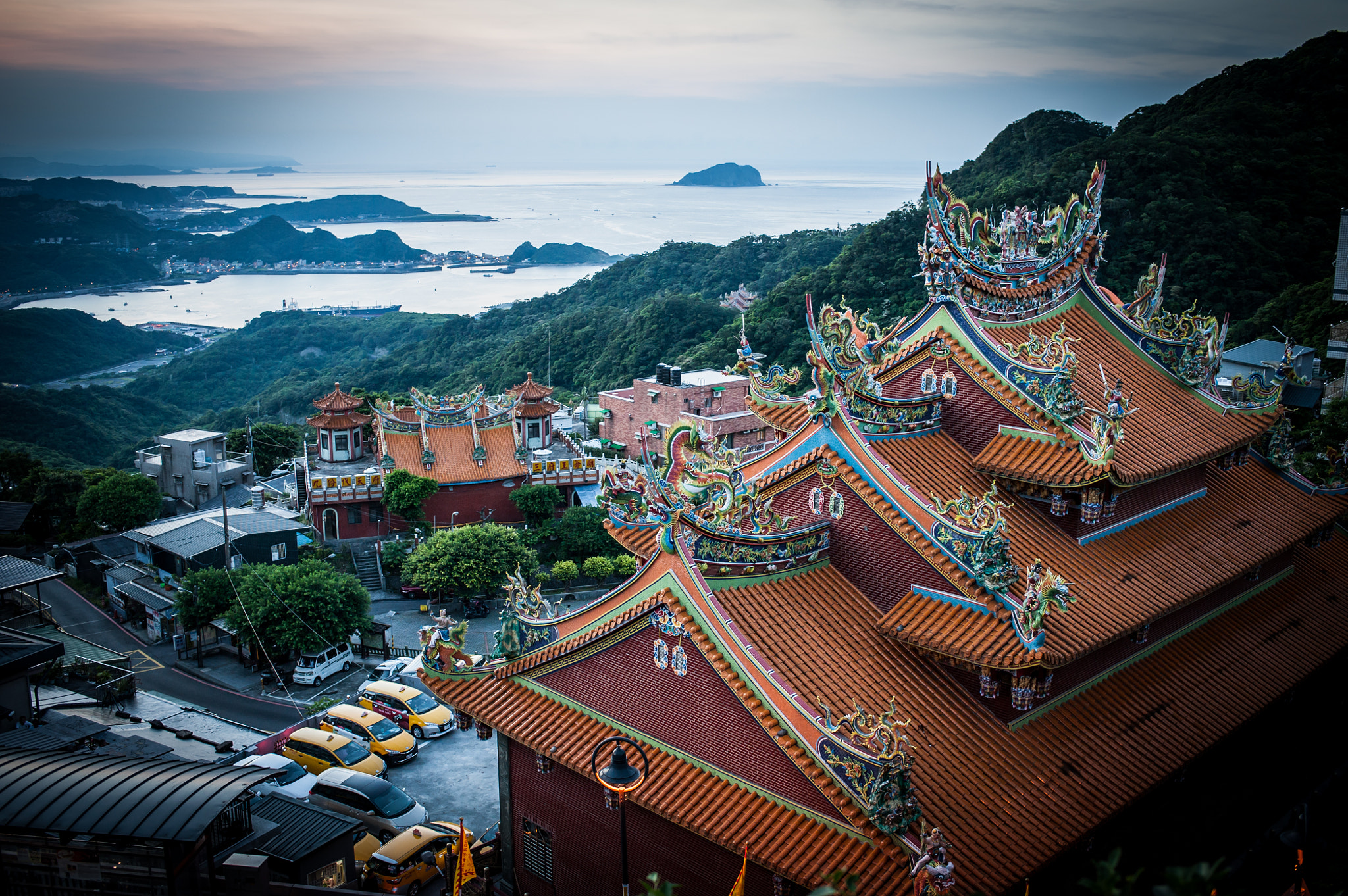
九份

台湾におけるいずれの文化においても顕著な現象として、伝統的要素が色濃く残っている点が挙げられる。社会主義化に伴う文化表現の規制、弾圧により中国大陸では廃れていった漢人の伝統民俗が今日まで数多く残存している他、タオ族を始めとする各原住民でも民族独自の文化が保持・継承され続けている。
漢民族の間では、各出自の共通概念として家族が社会組織の重要な社会単位となっており、祖先崇拝などの伝統家庭行事が現在でも重要な役割を担っている。また二十四節気を基とした旧正月や、清明節（ただし客家人の一部などは祝わない）、中秋節などの季節行事も毎年盛大に行なわれている。この他にも出身地ごとの伝統文化が存在しており、例を挙げれば福建系の伝統文化としては布袋戯（人形劇）や歌仔戯（台湾オペラ、コアヒ）などがある。また、外省人系移民が台湾に与えた文化としては、中華民国政府のイデオロギー的影響や中国各地の料理などが挙げられる。
中国以外の外来文化としては日本とアメリカの影響が大きい。日本に関しては過去に日本による統治を受けていたため温泉、演歌、日本酒、弁当、おでん、武士道などの伝統的な日本文化が残留する以外に、戦後の日台関係の中で新たに流入したカラオケ、J-POP、漫画、アニメ、テレビゲーム、ファッションも台湾で根付いており、1990年代後半には日本文化に傾倒する台湾青年層を哈日族と特に称すようになった。また古くから日本からのテレビ番組を多数放送しているため、日本人の芸能人の認知度が高い。台湾人の北海道への憧れは強く、2022年8月に行われた調査では、台湾人が最も行きたい日本の都道府県の中で、2位の東京を抑えて北海道が1位となった。

### スポーツ
中華職棒野球聯盟。

### 食文化

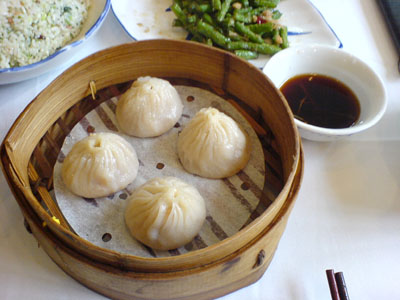
小籠包

中国大陸の廈門に由来する福建料理が混ざったものが伝統的に作られており、一般にはこれらの様式の料理を指して「台湾料理（台菜）」と呼ぶ場合が多い。
また、福建省出身の開拓民と同時期に台湾に渡ってきた、中国大陸の広東省北部出身の客家や湖西地方出身者の料理も今日の台湾料理根底の一部をなしていること、さらには過去約50年間に及ぶ日本の台湾統治時代の日本文化の影響や、第二次世界大戦後の中華民国政府の台北遷都に伴い中国各地から来た人々からの影響を受けたことなどが、現在の多様性に富む台湾料理の形成につながっている点なども指摘されている。食材ではカラスミや新竹地方の米粉（ビーフン）、また料理では台南地方の担仔麺などが著名であり、台湾茶と総称される独自の茶文化も存在する。
また、これらの台湾料理を出す料理店は、本格的な店舗を構える高級料理店だけでなく、ナイトマーケットなどに出される屋台がポピュラーな存在として親しまれており、これらの屋台を目当てに各国から観光客が訪れるほどである。
また、仏教、道教、一貫道の「殺生の禁止」の教えから、人口の1割程度がベジタリアン、ヴィーガンであるとされており、台湾素食 が知られている。
90年代からは東南アジアからの移民増加により出身国の料理も広がっている。

### 文学

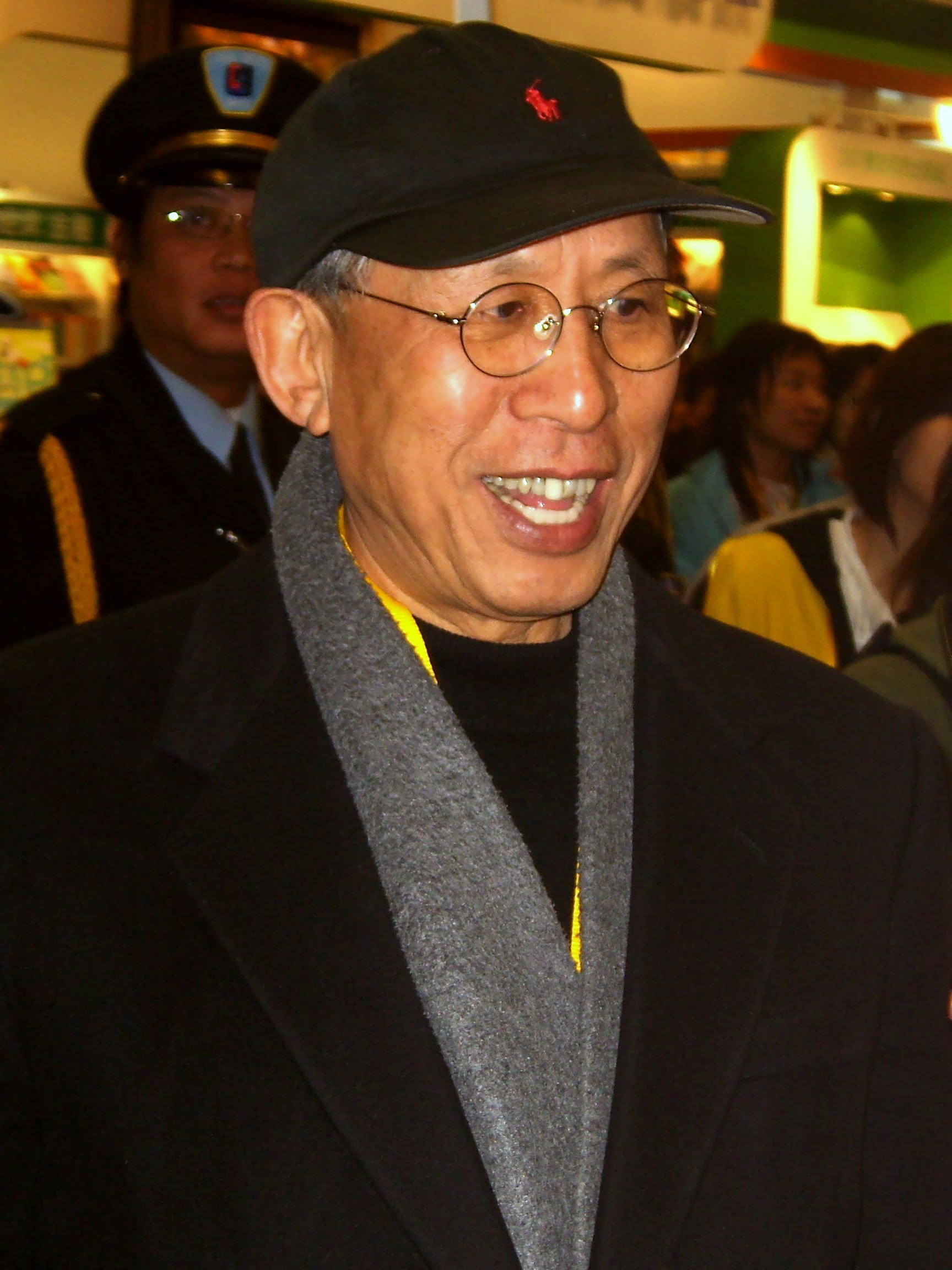
王拓(Wang Tuoh)は作家、文芸評論家そして政治家

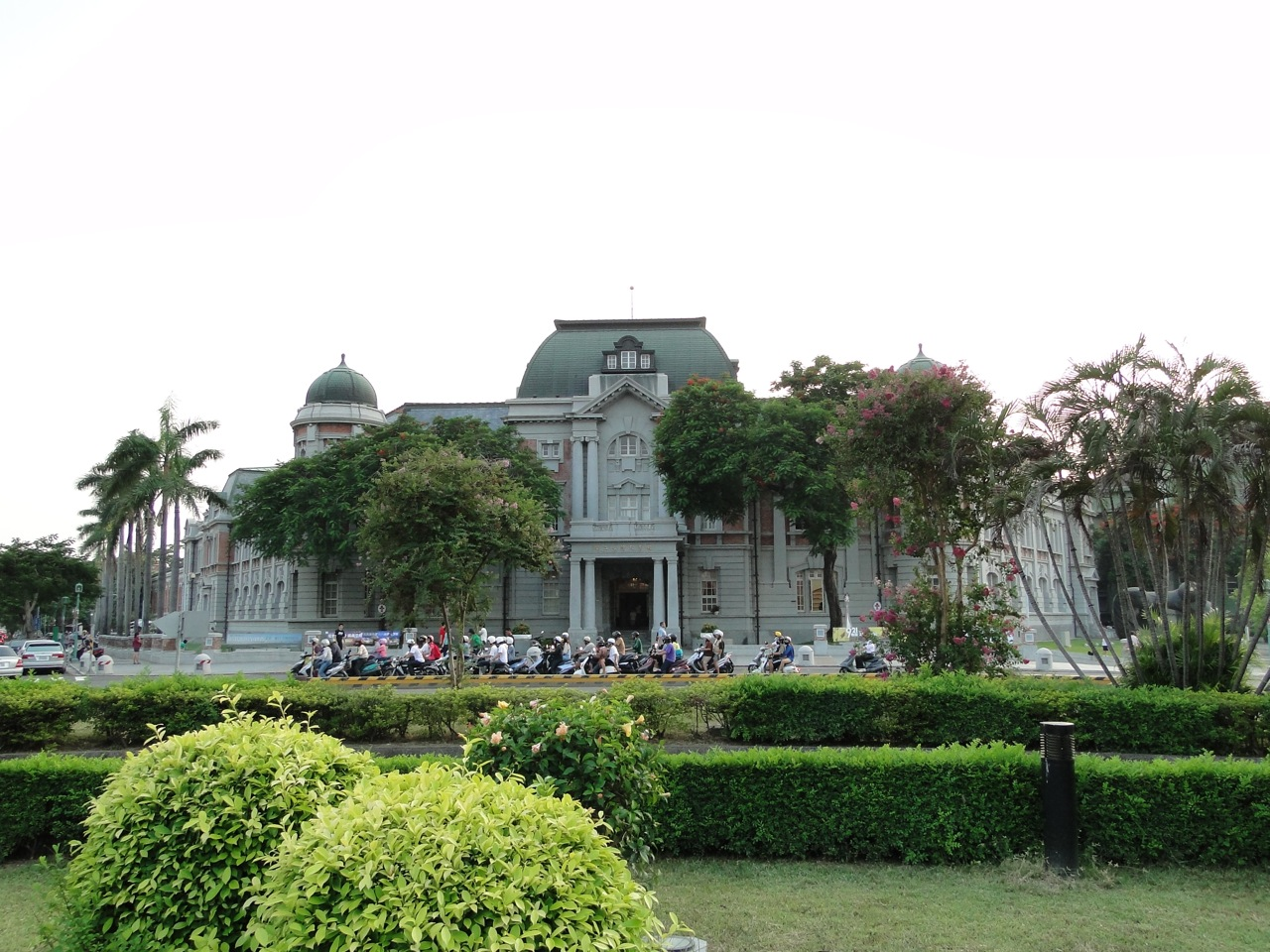
国立台湾文学館

台湾の文学は、長期的な政治的、地理的な制約により中国文学の支流または辺陲文学として捉えられることが多く、その発展には大きな制約が存在した。また外部からの統治者による広義の植民地として一貫された書写系統が確立されることがなかった。その状況下で原住民の口承文学、中国古文、白話文、日本語、台湾語などによる多様な言語による台湾文学が成立することとなった。
このような多様な言語が生み出す意識形態、省籍矛盾、植民地文化などの衝突は台湾文学を根本で定義することが困難な情況を生み出している。
台湾の文学は日本統治時代の新文学、反共文学および現代主義文学をその発祥とし、1970年代以降に懐郷、郷土、政治、女性文学が登場し、2000年代に更に新しい形態が登場し台湾文学の中の重要な地位を占めるに至っている。このほか励志文学やネット文学などが多元化の潮流に合わせ発展、相互競争を繰り返しながら新しいメディアで紹介され、新しい台湾文学の一面を形成している。現在映像メディアの脅威にさらされながらも、台湾の文学は旧来の様式を基礎に新たな様式を創造し発展を続けている。
ポルノの小説の出版は女子高生に読書の啓発を与えたというパブリッシャーもいたほどポルノ小説は台湾文学界で流行っていた。ポルノ小説を読むよう指定するカトリック女子学校もあった。

### 音楽
- 中国大陸で活躍する有名な歌手で、特に女性歌手は台湾出身者が多い。
- 日本の音楽も他国に比べると多く流通しているため、台湾でツアーを行う日本人歌手、ミュージシャンも多い。また、台湾から日本に日本人歌手やミュージシャンのコンサートを観にくる人もいる。

### 世界遺産候補
世界遺産は、1972年のユネスコ (UNESCO) 総会で採択された通称「世界遺産条約」に基づいて、世界遺産リストに登録された普遍的な価値を持つ遺跡のことである。しかし、中華民国は1971年に国際連合における「中国の国家」としての代表権を喪失し、以来ユネスコへの加盟を認められていないことから、中華民国政府の統治下にある台湾地区では世界遺産が一つも登録されていない。
「世界遺産条約」成立以来、永らく中華民国は国内遺産の世界遺産登録に向けた行動を起こしてこなかった。しかし、2000年中華民国総統選挙で民主進歩党の陳水扁政権が発足すると、行政院・文化建設委員会（現：文化部）は「中華民国は世界遺産条約を締結はしていないが、地球村の構成員であり、遺産を継承・保護しなければならない」との方針を打ち出し、2003年に国内で世界遺産登録の候補地を募集した。その結果、世界遺産登録の基準を満たす可能性がある遺産として12か所の遺産が選定され、現在では、将来の世界遺産登録に向けた資料作成や住民向けの講座開設等の教育活動、考古学、地理、建築などの専門家で組織する世界遺産諮問委員会の設置等の活動、およびに国際的なPRを進めている。
なお、世界遺産登録候補の内訳は、自然遺産が6か所、文化遺産が11か所、複合遺産が1か所となっている。
自然遺産候補
- 太魯閣国家公園（花蓮県）

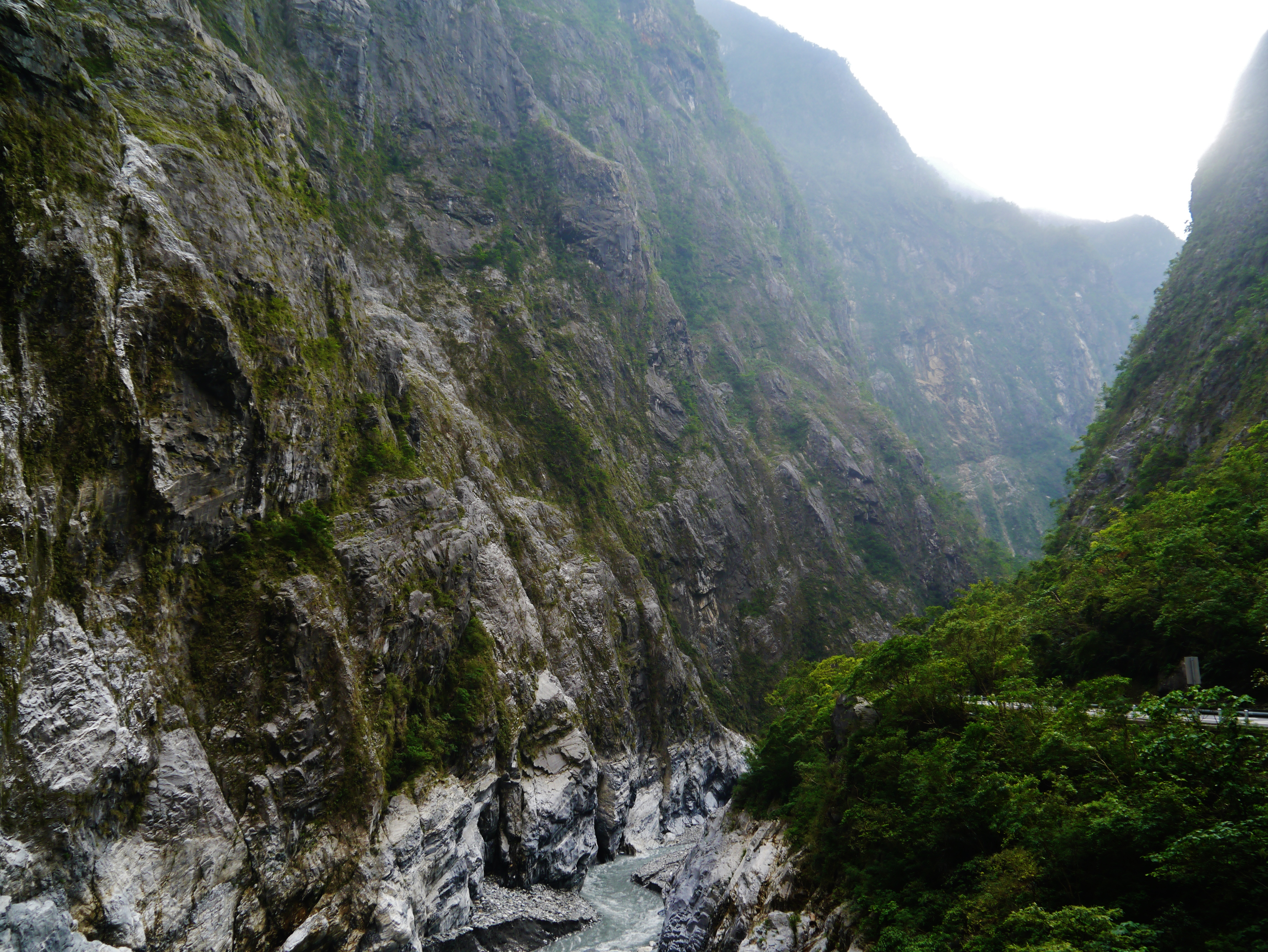
太魯閣渓谷

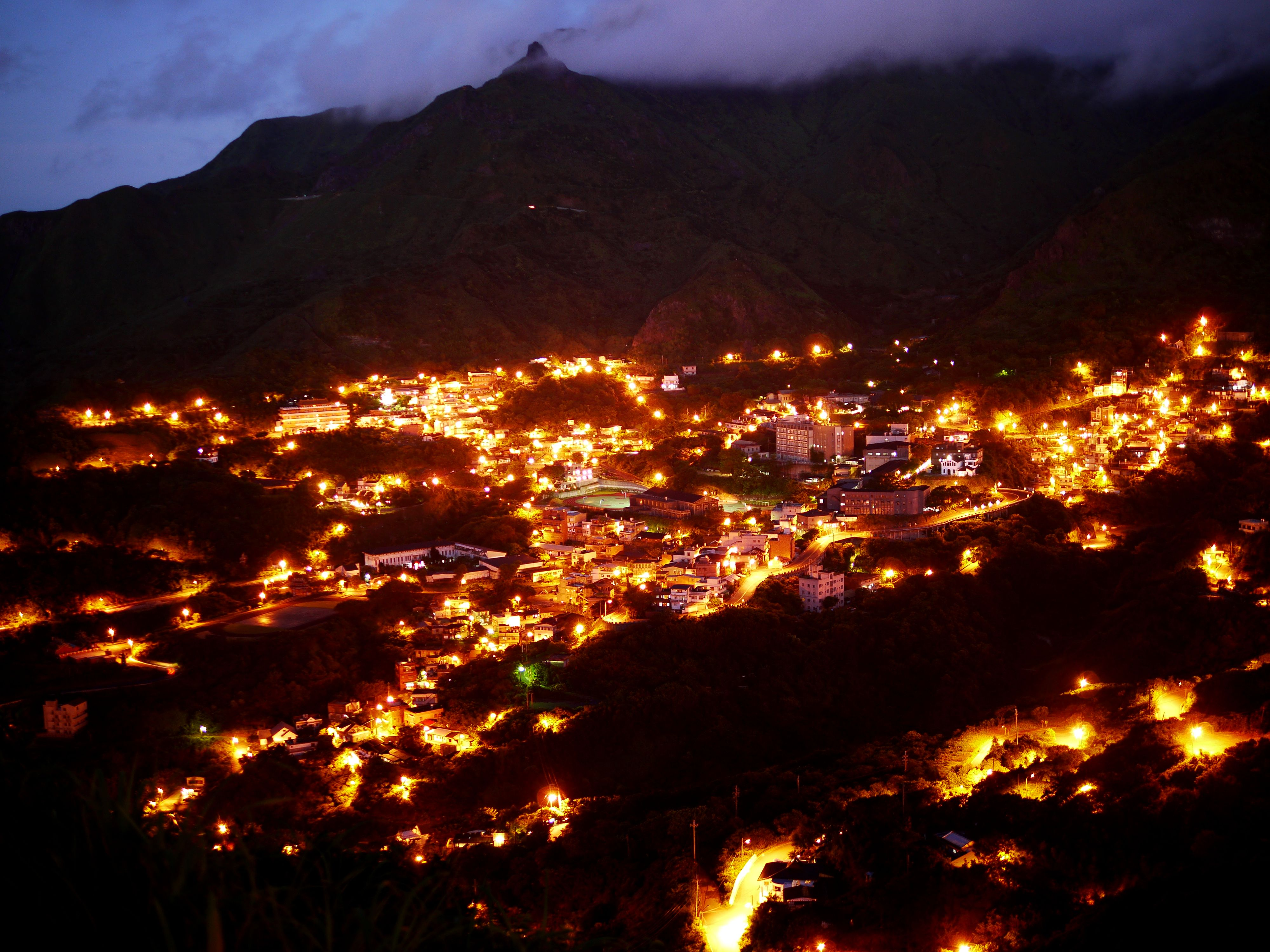
金瓜石集落夜景

- 棲蘭山ヒノキ林（宜蘭県）- 生きた化石ともいわれる貴重な植物で、最大70メートルにも達する「タイワンヒノキ」と「タイワンベニヒノキ」が生育している。東アジア最大面積の針葉樹林。最古の樹齢2540年で、「孔子神木」と名付けられている。
- 陽明山 大屯火山群（台北市）
- 澎湖玄武岩自然保護区（澎湖県）
- 玉山国家公園（南投県）

文化遺産候補
- 卑南遺跡及び都蘭山（台東県）
- 淡水紅毛城及び周辺の歴史建築群（新北市）
- 金瓜石集落（新北市）
- 楽生療養院（新北市）
- 桃園台地の陂塘（桃園県）
- 烏山頭ダム及び嘉南大用水路（台南市）
- 屏東排湾（パイワン）族の石板屋集落（屏東県）
- 澎湖石滬群（澎湖県）
- 金門の戦地文化（金門県）
- 馬祖の戦地文化（連江県）
- 阿里山森林鉄道（嘉義市、嘉義県）
- 台湾鉄道旧山線（台中市、苗栗県）

複合遺産候補
- 蘭嶼島の集落及びその自然景観（台東県）

世界遺産以外の文化アピール
ユネスコが主導・支援する国際的な文化選定事業は世界遺産以外にも複数ある。世界遺産同様に運営団体へ加盟できず登録・認定が困難な場合と、NGO組織が窓口を務めることで参加が実現している例もある。

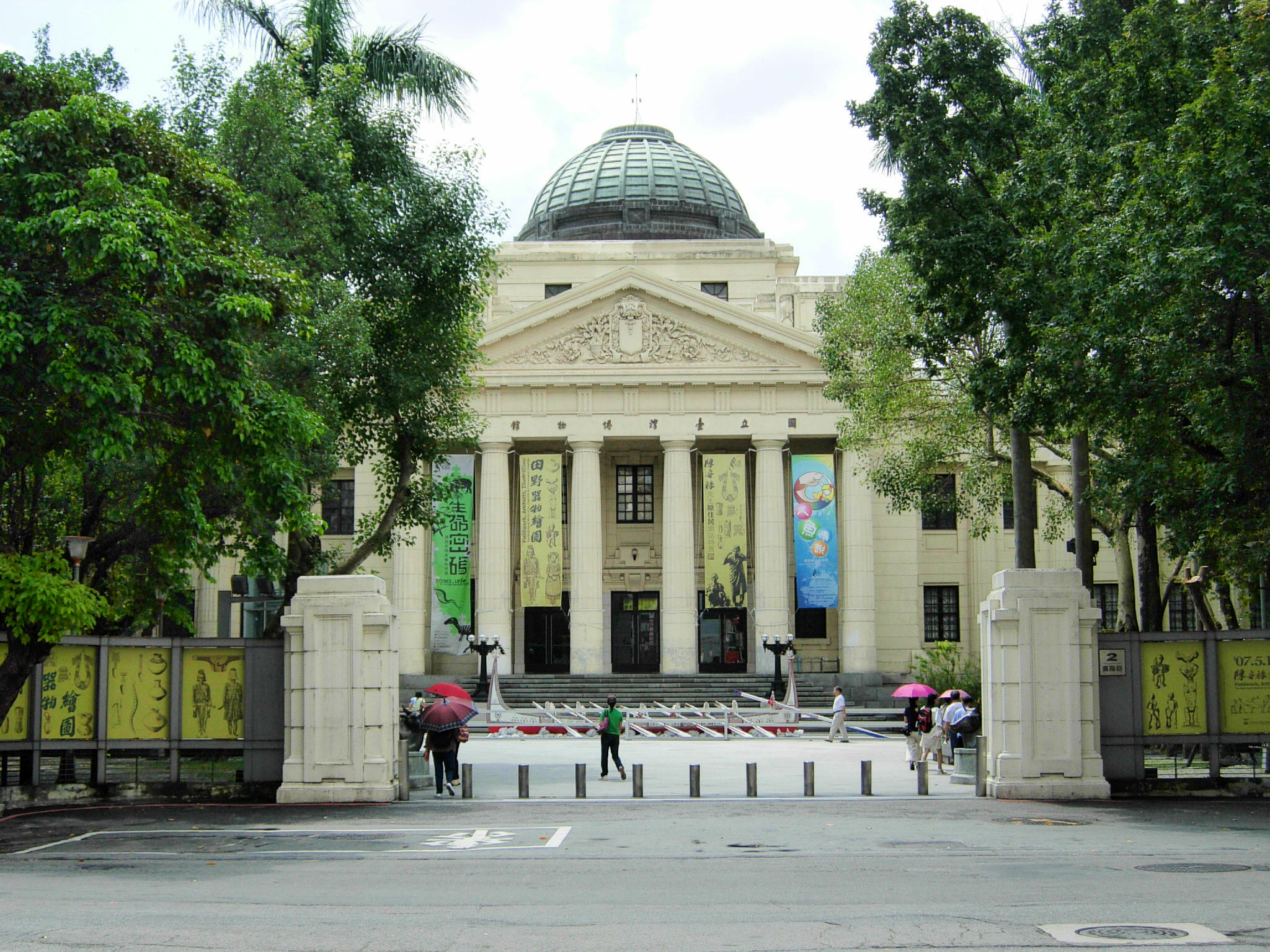
国立台湾博物館

記憶遺産は歴史的事象を証明する記録の保存とデジタル公開化を促進するもので、世界遺産のような条約に基づくものではなく、国家のみならず自治体や個人での申請も可能な開かれた制度だが、台湾は2010年に甲骨文字コレクションを申請したものの受理されなかった。一方で、韓国が申請を目指している従軍慰安婦に関して台湾との連携を模索しており、台湾の代行申請も視野に入れている。
記憶遺産と連動するのが、国際的電子図書館事業のワールド・デジタル・ライブラリーである。台湾からも国家図書館蔵書が協賛しているが、2009年の開幕式に出席した国家図書館長らが列席を拒否された。
世界遺産ほど知名度はないが、ユネスコが推進する事業に創造都市ネットワークがある。創造産業による都市振興施策で、国家ではなく都市単位での申請になることから、台北が食文化部門での登録を目指している。
ユネスコが後援するNGO活動として世界で最も美しい湾クラブがあり、澎湖諸島の澎湖湾が2014年に加盟を認められた。
やはりユネスコが後援するNGO組織国際かんがい排水委員会には台湾も加盟しており、2014年からかんがい施設遺産の選定を始めた。100年以上経過した農業用水路が対象であることから、2030年に築100年を迎える烏山頭ダムと嘉南大圳の登録が期待される。詳しくは「灌漑#灌漑の顕彰と保全」を参照。

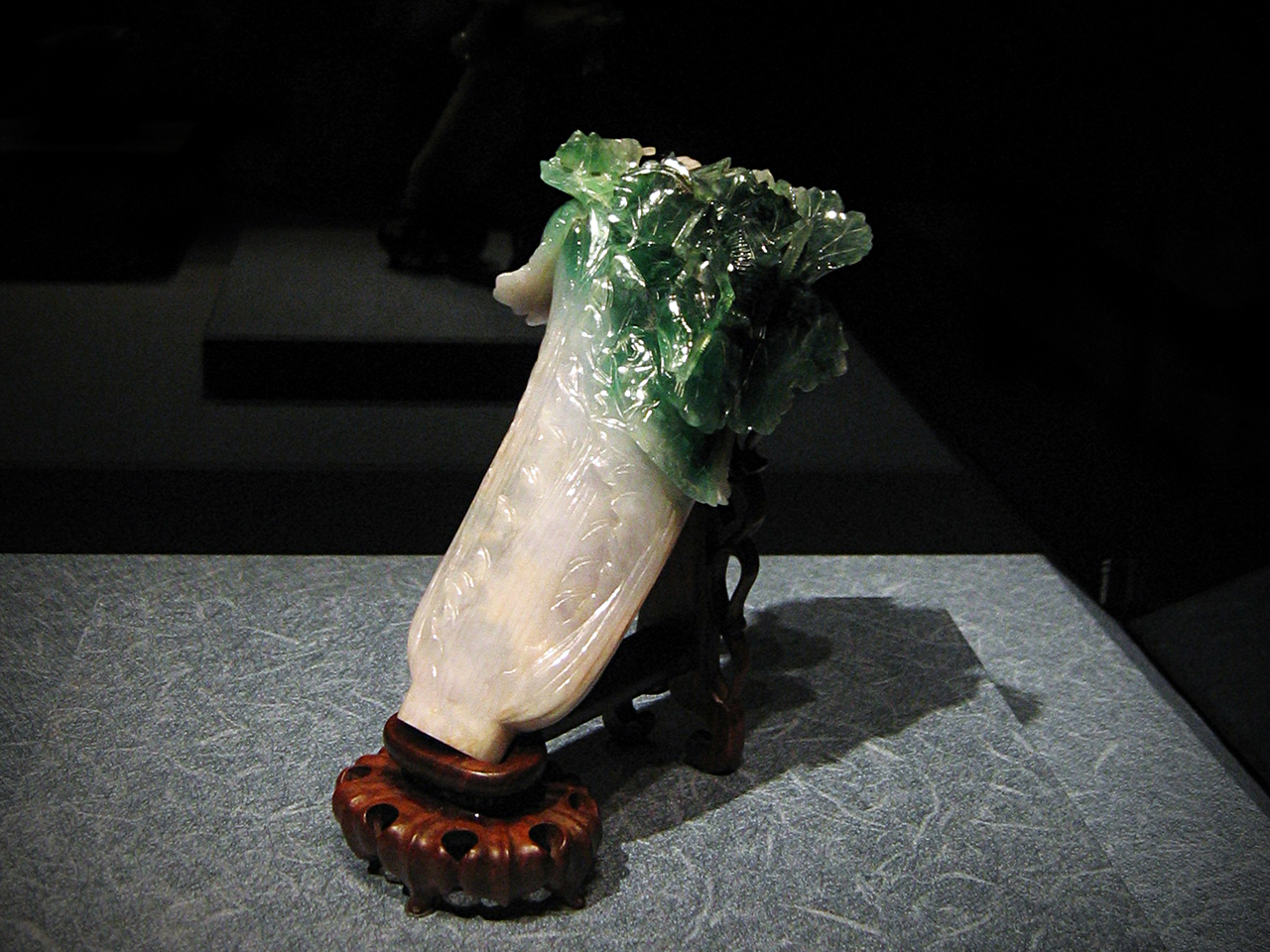
翠玉白菜（国立故宮博物院所蔵）

この他、2014年に世界大都市気候先導グループが推進する気候リーダーシップ賞に台北が選ばれるなど、環境分野での国際的アピールも行われている。
世界でも有数の博物館として知られる国立故宮博物院は海外での展示を推進しており、2014年には日本で初となる大がかりな展覧会が催された。また台湾南部の嘉義県にアジア文化をテーマとした国立故宮博物院南部院区 - アジア芸術文化博物館（故宮南院）が設けられ、日本の伝統工芸品についても紹介される予定である。フランス・ルーブル美術館におけるランス別館のような収蔵品分散機能に加え、アジア芸術文化という従来にはない新機軸を打ち出している。1960年代から中国で吹き荒れた文化大革命による伝統文化や文化財の破壊から歴史遺産を守る役割を果たした台湾の故宮だが（台湾島それ自体が民俗・伝統の避難保護区として機能した）、世界に向けた文化発信基地として新たな段階を迎えている。

## スポーツ

「チャイニーズタイペイ（中華台北）」として競技を行うオリンピックにおいて、中華民国（台湾）が使用する旗

台湾は政治的な問題から、オリンピックなどの国際大会には通常チャイニーズタイペイとして出場しているが、2021年東京オリンピックの際には、「チャイニーズ・タイペイ」というフランス語、英語の紹介の後に、日本語で「台湾です！」というアナウンスが流れた。
台湾は経済水準の割にスポーツのレベルは高くなく、国際舞台で活躍する台湾人選手は目立たなかったが、2004年アテネ大会ではテコンドー競技で台湾に史上初の金メダルがもたらされた。同国の選手団が最も多くメダルを獲得した夏季オリンピックは、2021年東京大会の12個であり、最も多くのメダルを獲得した競技は重量挙げの10個である。しかし冬季オリンピックでのメダル獲得は未だにない。台湾で人気のスポーツとしては、プロリーグのあるバスケットボールや野球があり、近年ではバレーボールなども盛んである。

### バスケットボール
台湾は歴史的経緯により米国の強い影響を受けてきたため、バスケットボールは盛んなスポーツの1つとなっている。2024年にプロリーグの台灣職業籃球大聯盟、2020年にも同じくプロリーグのP. リーグ+、2003年にセミプロリーグの超級籃球聯賽が発足し、かつて同じくプロリーグの中華職業籃球聯盟、T1リーグも存在するなど、国内リーグが非常に乱立している。競技レベルは世界的に見るとまだ発展途上ではあるが、アジア地域では比較的上位に位置しており、代表チームは過去にオリンピックやワールドカップにも出場した経験がある他、2009年アジア選手権では5位に入る健闘を見せた。両親が台湾出身のジェレミー・リンらNBAで活躍するアジア系選手の人気にも触発され、国内では特に若者の間で人気がある。日本との関係としては、曾文鼎がbjリーグ（当時）の大阪エヴェッサでプレーしたことがあり、B.LEAGUEでもアジア特別枠創設に伴い游艾喆ら代表選手がプレーしている。

### バレーボール
台湾ではバレーボールも、2004年に中華民国排球協会によって国内リーグが設立されるなど発展傾向を見せているが、競技レベルは他国に比べるとあまり高くはない。ただし、チャイニーズタイペイとして出場した2006年女子世界選手権では、日本代表から初めて勝利を挙げた。第1セットは18-25で日本に先取されたが、その後25-18、25-19、25-23と3セット連取し、逆転勝利を収めている。また、2004年アテネ五輪の世界最終予選においても、日本相手に1セットを奪う健闘を見せた。さらに2006年アジア大会では銅メダルを獲得した。

### 野球
台湾は、日本の統治時代の1906年にすでに最初の野球チームを持っていた。当初は日本人だけが野球をしていたが、次第に台湾人選手が増えていった。1923年には最初の全国中等学校優勝野球台湾大会が開催され、優勝した台北第一中学校（現在の台北市立建国高級中学）は第9回全国中等学校優勝野球大会に出場し、同大会における初の台湾代表となった。1931年の第17回大会で、日本人と漢人、台湾原住民の混成チームで出場した嘉義農林（現嘉義大学）が本大会でのノーヒットノーラン達成を含む呉明捷の好投で準優勝し、全国に衝撃を与えた。この時のエピソードは2014年に映画『KANO 1931海の向こうの甲子園』として制作され、台湾と日本で劇場公開された。それ以来、多くの台湾の野球選手が日本のプロ野球チームに加わった。
注目すべき例は、「人間機関車」と呼ばれる呉昌征で、嘉義農林で1935年夏の第21回大会でベスト8、春の選抜中等学校野球大会にも3度出場した後に戦前から戦後にかけて打者投手の二刀流で活躍し、没後の1995年に引退後の日本の野球殿堂に選出された。1945年の第二次世界大戦が終結し日本の統治が終了しても、野球は台湾で人気を維持した。
1968年、台東県の人里離れた山岳地帯の紅葉少棒隊が、日本から訪れたオールスターのリトルリーグチームを打ち負かし、台湾に「リトルリーグ野球ブーム」を巻き起こした。翌年、オールスターチームの金龍少棒隊がリトルリーグワールドシリーズに初出場して優勝し、台湾のリトルリーグ、シニアリーグ、ビッグリーグの three youth level baseballの黄金時代が始まった。リトルリーグ野球に関しては、台湾は1969年から1991年まで15回の世界選手権で優勝している。
1980年代には郭源治・郭泰源・荘勝雄の「二郭一荘」が活躍し、1989年の台湾プロ野球（CPBL）発足への気運を高めた。2002年には陳金鋒が台湾初のメジャーリーガーとして出場を果たして以降、2022年時点で16人のメジャーリーガーを輩出している。中でも顕著な活躍をした選手として2006年にアジア人初の最多勝を獲得した王建民や、メジャーリーグと日本のプロ野球界の両方で活躍した陳偉殷が挙げられる。
一方で、台湾でのプロ野球人気は1990年代後半に起きた八百長問題をきっかけに低迷が続いている。2008年には八百長問題が再発して2球団がリーグから除名され、4球団のみのリーグ構成となった。観客動員も平均1千人を切るまでに低迷しており、有望選手の海外流出や経営難も相まってプロリーグは存続の危機に陥っていた。
代表チームは1992年バルセロナオリンピックで銀メダルを獲得し、オリンピックには3度出場。ワールド・ベースボール・クラシック（WBC）には2006年の第1回より参加しているが、2013年の第3回で2次ラウンドに進出したのが現時点での最高成績となっている。
2024 WBSCプレミア12では、決勝で日本を破り、主要国際大会初優勝を果たした。

### テニス
テニスは台湾においても人気のあるスポーツの1つである。1990年代までは国際試合で活躍する選手には女子が多かったが、2000年代に入ると男子の強豪選手も現れ始め、盧彦勳と王宇佐がシングルスにおいて世界ランキング100位以内に入る活躍を見せている。
女子の謝淑薇は、全豪、全仏、全英のグランドスラム3大会のダブルスで優勝し、2014年5月12日にはダブルスの世界ランキングで1位になった。シングルスでも2008年全豪オープンで台湾人テニス選手として男女通じて史上初の4大大会シングルス4回戦進出を達成し、2012年には2度のツアー優勝を挙げ1990年代に活躍した王思婷の持つ台湾人シングルス最高位を更新する25位となった。
また、ソフトテニスも歴史的経緯により戦前より盛んに行われている。近年はテニスの人気におされているがシニア層を中心に根強く愛好者がおり、特に南部の地域では盛んである。アジア大会では8個の金メダルを獲得し、世界ソフトテニス選手権においても6個の金メダルを獲得している。

### ボクシング
台湾において、ボクシングは流血とみなされており敬遠される傾向にあったが、そのイメージを払拭する目的も兼ねて、2011年より普及促進を目的として「台北市カップ国際ボクシングトーナメント」が創設された。著名な選手としては、日本に渡り世界タイトルにも挑戦した経験を持つロッキー・リンが挙げられる。

### サッカー
サッカーは台南の長栄中学校（旧制、現在の長栄高級中学校）の校長であったイングランド出身の長老派教会宣教師の、エドワード・バンドによって日本統治下の1916年に台湾に紹介された。長栄中学校チームは台湾で最初のサッカーチームであると考えられており、現在のすべてのチームは何らかの形でその子孫である。
野球などと比較すると台湾でのサッカー普及は遅れたが、1938年には台北第一師範学校（現在の台北市立大学博愛キャンパス）が第20回全国中等学校蹴球選手権大会に初出場を果たし、日中戦争の激化で同大会が中止される前の1940年まで3大会連続で台湾代表の学校が出場した。1939年の第21回大会では台北第一中学校（現在の台北市立建国高級中学）が同大会史上唯一となる勝利を挙げている。
2017年に統括団体の中華民国サッカー協会（CTFA）の指導の下、セミプロの「台湾社会人甲級サッカーリーグ」が創設され、さらに2020年には2部リーグの台湾乙級サッカーリーグも開始されるなど、台湾サッカー界は近年急速に発展を遂げている。最終的にはプロリーグである「台湾スーパーサッカーリーグ」の設立を目指しているが、2023年現在、台湾のサッカーは発展途上で、アジア大会では北朝鮮に敗れた。
サッカーチャイニーズタイペイ代表はFIFAワールドカップへの出場歴はないものの、AFCアジアカップには2度出場しており1960年大会では3位に輝いている。また、2020年には代表選手である蔡立靖がオランダ1部のADOデン・ハーグに移籍し、さらに2021年にはスペイン4部のオウレンセCFに移籍するなど、欧州リーグへの挑戦もゆっくりとではあるものの着実に歩みを進めている。

## 通信・メディア
台湾では新聞、雑誌、インターネットのメディアに対する政府検閲は原則的に存在しない、また諸外国メディアによる報道も原則的に自由に行われている。しかし大陸からの介入を制限する「反浸透法」があり親中的な報道は一定の制限を受ける、2020年には当局から衛星放送チャンネルである中天新聞台の放送許可が取り上げられた。
テレビは台湾電視公司、中国電視公司、中華電視公司、民間全民電視公司や公共電視文化事業基金会などの全国ネット地上波局のほかに、ケーブルテレビ局も多数存在し、各種専門チャンネルによる放送が24時間行われている。
新聞は『聯合報』や『中国時報』、『自由時報』の三大紙のほかに、近年は香港資本による全面カラー『蘋果日報』や英字新聞の『Taipei Times』や『Taiwan News』などが発行され、各新聞ごとの独自論調を展開した読者獲得競争が行われている。近年ではインターネットの普及により新聞メディアの低調が目立つようになっているが、人口当たりの発行部数は世界有数のレベルを現在でも保持している。
政府系ニュースサイトとして、Taiwan Todayが存在する。

### 報道自由度
米人権団体「フリーダム・ハウス（Freedom House）」が発表した2017年の報道の自由度に関する報告書で、台湾は世界39位となったことがわかった（昨年より5位順位を上げた）。
国際ジャーナリスト組織「国境なき記者団」（RSF）が発表した2025年の世界報道自由ランキングで、台湾は180カ国・地域中24位に選ばれ（昨年の27位から3ランク上昇した）、アジア圏で首位となった。同組織は、2017年に台北で初めてのアジア事務局を設立すると発表した。選定理由には、台湾の地理的位置やアジア随一の報道の自由度などが挙げられている。

### インターネット自由度
米国の国際人権監視団体「フリーダム・ハウス（Freedom House）」が発表した2024年のインターネットの自由度に関する報告書の世界ランキングで、台湾は7位に入り、台湾が調査対象に含まれてから4年連続でアジア首位となった。台湾は総合79点で、カテゴリー別ではアクセス障害が24点（25点満点）、コンテンツ制限が29点（35点満点）、ユーザーの権利の侵害が26点（40点満点）だった。

## 主権論争
国共内戦の末に「中国の正統な国家」が中華民国と中華人民共和国に分裂した経緯から、中華人民共和国が「中国の一部」であり台湾地区の主権を有すると主張し、「中国統一（「一つの中国」の実現）」を巡る対立の火種となっている。1990年代以降には台湾で「統一」に対する考え方の多様化（二つの中国、一辺一国）や、中華民国からの離脱と台湾共和国の建国を目指す台湾独立運動の活性化が起き、問題はより複雑化している。また、台湾は現在主権が未定であるとする台湾地位未定論も存在する。この主権争いの影響により、日本企業の半数以上がすでに台湾有事の影響に備えている。